# Đà Nẵng
Đà Nẵng là một trong sáu thành phố trực thuộc trung ương của Việt Nam, nằm tại khu vực Duyên hải Nam Trung Bộ. Đây là thành phố có diện tích lớn nhất của Việt Nam, đóng vai trò là trung tâm chính trị, kinh tế - xã hội lớn của miền Trung và là hạt nhân quan trọng trong Vùng kinh tế trọng điểm miền Trung. Thành phố Đà Nẵng hiện là đô thị loại I, là thành phố trung tâm cấp vùng và cấp quốc gia.
Về mặt địa lý, Đà Nẵng nằm ở trung độ của Việt Nam, có vị trí trọng yếu cả về kinh tế – xã hội và quốc phòng – an ninh với vai trò cực tăng trưởng quốc gia là trung tâm công nghiệp, tài chính, du lịch, dịch vụ, văn hóa, giáo dục, y tế, khoa học, công nghệ, khởi nghiệp, đổi mới sáng tạo của khu vực Miền Trung, Tây Nguyên và cả nước; trung tâm tổ chức các sự kiện tầm khu vực và quốc tế. Đà Nẵng cũng là đô thị biển và đầu mối giao thông rất quan trọng về đường bộ, đường sắt, đường biển và đường hàng không.

Trong những năm gần đây, Đà Nẵng tích cực đầu tư xây dựng cơ sở hạ tầng, cải thiện môi trường, nâng cao an sinh xã hội và được đánh giá là thành phố đáng sống nhất Việt Nam. Năm 2018, Đà Nẵng được chọn đại diện cho Việt Nam lọt vào danh sách 10 địa điểm tốt nhất để sống ở nước ngoài do tạp chí du lịch Live and Invest Overseas (LIO) bình chọn.

## Tên gọi
Địa danh Đà Nẵng (chữ Hán: 沱㶞 hoặc 陀㶞) được nói đến sớm nhất trong sách Ô Châu cận lục (in lần đầu năm 1555 của Dương Văn An), quyển 5, "Tự từ" (chữ Hán: 寺祠, chùa và đền), "Thần từ" (chữ Hán: 神祠, đền thờ thần), "Tùng Giang từ" (chữ Hán: 松江祠, đền Tùng Giang):
Nguyên văn Hán văn
松江祠。祠在思榮縣思客海門，並在廣南陀㶞海門。

Phiên âm Hán Việt:
Tùng Giang từ. Từ tại Tư Vinh huyện Tư Khách hải môn, tịnh tại Quảng Nam Đà Nẵng hải môn

Dịch nghĩa:
Đền Tùng Giang. Đền ở cửa biển Tư Khách, huyện Tư Vinh, còn một đền nữa ở cửa biển Đà Nẵng, Quảng Nam

"Đà Nẵng" trong Ô Châu cận lục không phải là một địa danh hành chính mà chỉ là tên gọi của một cửa biển.
Đà Nẵng là một tên dịch theo kiểu dịch âm kiêm dịch ý một phần, nếu phiên âm Hán-Việt thì đọc thành Đà Nhương, địa danh cần dịch đã được dịch bằng chữ Hán có âm đọc (âm Hán Việt) tương cận, ý nghĩa của chữ Hán dùng để dịch có liên quan nhất định với ý nghĩa của tên gọi được dịch. Phần lớn các ý kiến đều cho rằng tên gọi Đà Nẵng xuất phát từ vị trí nằm ở cửa sông Hàn của thành phố. Đó là một biến dạng của từ Chăm cổ "Da nak", được dịch là "cửa sông lớn".
Tuy nhiên, một số nhà nghiên cứu về Chăm là Inrasara và Sakaya đã có những đề xuất khác. Inrasara (tức Phú Trạm, nhà thơ và nhà nghiên cứu Văn hóa Chăm Pa) cho rằng "Đà Nẵng" là biến dạng của từ Chăm cổ Đaknan. Đak có nghĩa là nước, nan hay nưn, tức Ianưng có nghĩa là rộng. Địa danh Đaknan hàm ý chỉ vùng sông nước rộng mênh mông ở cửa sông Hàn. Còn nhà nghiên cứu Sakaya (tức Trương Văn Món) cho rằng "Đà Nẵng" có thể xuất phát từ nhóm ngôn ngữ Môn-Khmer, Đakdơng - Đà dơng, có nghĩa là con sông. Đanang trong tiếng Chăm và Raglai cổ, cùng thuộc ngôn ngữ Malayo - Polynesia, có nghĩa là "nguồn". "Đà Nẵng" là "sông nguồn". 
Nhưng nếu chúng ta xét về phương diện ngôn ngữ Chăm hiện đại, thì trong ngôn ngữ Ê - đê, Gia Rai thuộc nhóm Chamic vẫn còn lưu giữ cách gọi từ cổ như Krông Năng hay Rơ Năng hay Da Năng. Hiện tại, ngay cả một tỉnh đông người Chăm ở Campuchia vẫn giữ cách gọi một bến sông của người Chăm là "Kam pong Ch'Năng" và trở thành tên một tỉnh của Campuchia Kampong Chhnang có đông người Chăm sau tỉnh Kampong Cham. Tất cả các biến thể của ngôn ngữ Chăm Pa từ "Da Năng" thành Ênang, Ch'nang, R'nang trong ngôn ngữ Chăm, Gia Rai, Ê đê, Raglai ngày nay đều mang nghĩa là bình yên, thanh bình. Kampong Danang tức là Bến sông Thanh bình. Da Nang trong tiếng là nương tựa, "vì 2 ông Sakaya và Inrasara là người Chăm vùng Panduranga (Phan Rang) nên không hiểu rõ từ Danang trong tiếng người Chăm chuẩn, vì tiếng Chăm Panduranga gọi Danang thành Danưng". 

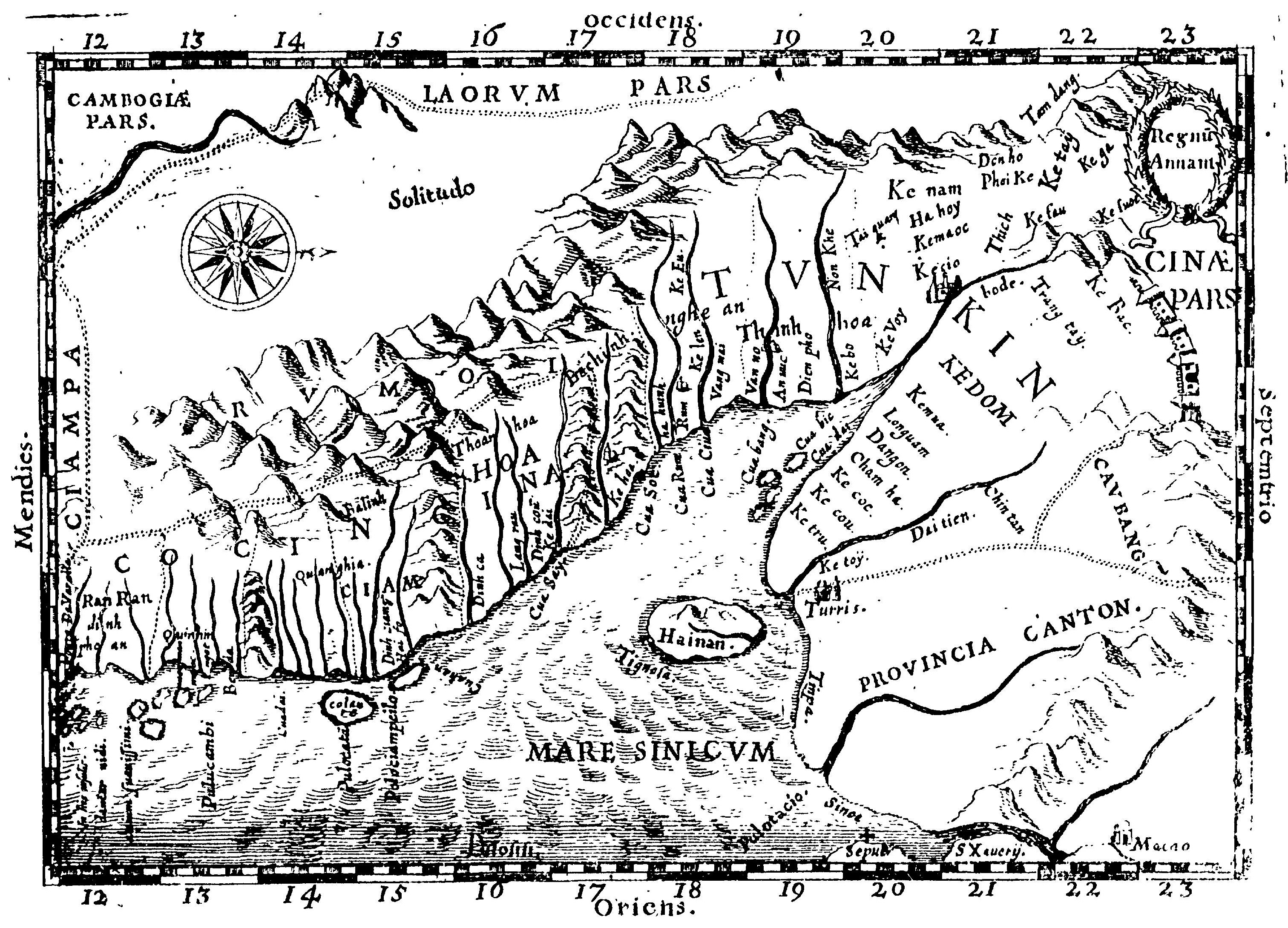
Bản đồ Annam được vẽ bởi Alexandre de Rhodes có địa danh "Cua han".

Người Trung Quốc gọi Đà Nẵng là Hiện Cảng, vốn được viết bằng chữ Hán là 蜆港, về sau được đổi thành 峴港. Thời xưa tàu thuyền Trung Quốc đi Đà Nẵng thường lấy hòn Sơn Trà làm mốc định vị phương hướng. Hòn Sơn Trà có hình dáng giống con hến nên người Trung Quốc đã gọi nơi đây là "Hiện Cảng" (蜆港), có nghĩa là "Bến Hến". Về sau một số người không hiểu rõ nguồn gốc của tên gọi này, thấy xung quanh Đà Nẵng có nhiều núi non bao bọc nên đã thay chữ "hiện" 蜆 có nghĩa là "con hến" bằng chữ "hiện" 峴 là từ dùng để chỉ núi nhỏ mà cao.
Một tên gọi khác được đặt cho Đà Nẵng là Cửa Hàn (dịch nghĩa "cửa của sông Hàn"). Theo tác giả Võ Văn Dật thì từ Hàn đã được Việt hóa từ cách đọc theo tiếng Hải Nam của địa danh "Hiện Cảng" 蜆港 là "Hành Càng" hay "Hàn Càng".
Giáo sĩ Buzomi - đến Đà Nẵng năm 1615 - đã gọi nơi này là Porte de Kéan. Bản đồ châu Á do Sanson d'Abbeville vẽ năm 1652 ghi Đà Nẵng là Turaon. Giáo sĩ Christoforo Borri - đến Đà Nẵng năm 1618 - khi viết hồi ký về xứ Đàng Trong của chúa Nguyễn thì đã gọi Đà Nẵng là Touron. Giáo sĩ Alexandre de Rhodes là người từng lui tới Đà Nẵng nhiều lần và đã gọi nơi này là Turon; trong bản đồ của ông ghi là "Kean" ("Kẻ Hàn", kẻ trong "kẻ chợ").
Cho đến giữa thế kỷ XIX, địa danh "Đà Nẵng" vẫn còn là tên gọi của một vùng lãnh thổ gắn liền với một cửa biển, một vũng nước sâu, một "cửa quan" hay một "tấn sở". Các vua triều Nguyễn từ Gia Long đến cả Tự Đức nghiêng về ý nghĩa phòng thủ của nơi này hơn là phát triển Đà Nẵng thành một đô thị sầm uất. Vì vậy mà thời kì này Đà Nẵng được gọi là một "tấn", tức là một vị trí trọng yếu phòng thủ. Cho đến khi Pháp khai hỏa xâm chiếm thì Đà Nẵng vẫn chỉ là một vị trí, một địa bàn chiến lược về quân sự và chưa từng là một địa danh chỉ đơn vị hành chính.
Từ năm 1888 cho đến hết thời Pháp thuộc, Tourane là tên chính thức của Đà Nẵng. Có nhiều cách giải thích khác nhau về nguồn gốc của từ Tourane. Thứ nhất đó là lối nói trại từ chữ Châu Ranh (chỉ ranh giới Việt Nam - Chiêm Thành). Ý kiến thứ hai cho rằng nó bắt nguồn từ một làng có tên là Thạc Gián bị viết lầm là Tu Gián. Ý kiến thứ ba giải thích rằng Tourane chỉ địa danh của một nơi vốn có một cái tháp (tour) trên cửa Hàn.
Trong văn hóa dân gian, Vũng Thùng là một tên thông tục khác để đề cập đến Đà Nẵng (hiện nay Vũng Thùng là tên gọi của một vụng biển nhỏ ở phía đông bắc phường Nại Hiên Đông, quận Sơn Trà dùng để neo đậu tàu thuyền của ngư dân). Các nhà Nho nói chữ thì gọi là Trà Áo, Trà Sơn hay Đồng Long Loan.
Sau Cách mạng tháng Tám năm 1945, Tourane đổi tên thành Thái Phiên - nhà yêu nước nổi tiếng của đất Quảng Nam đã lãnh đạo cuộc khởi nghĩa Duy Tân năm 1916. Tuy nhiên vào ngày 9 tháng 10 năm 1945, Hội đồng Chính phủ ra quyết nghị giữ nguyên tên cũ của các đơn vị hành chính từ cấp kỳ, thành phố, tỉnh, huyện trong cả nước để tiện việc thông tin liên lạc và công văn giấy tờ. Thành phố trở lại tên gọi cũ Đà Nẵng.

## Lịch sử

### Thời Sa Huỳnh và Chăm Pa
Thành phố Đà Nẵng nằm trong vùng đất xứ Quảng, nơi các cư dân cổ thuộc Văn hóa Sa Huỳnh đã định cư từ hàng nghìn năm trước. Đồng bằng xứ Quảng đã dựng lên một nền văn minh lúa nước và dâu tằm nổi tiếng. Người Sa Huỳnh không chỉ là những cư dân nông nghiệp mà còn đi biển và có hoạt động giao thương bằng đường biển khá phát triển. Tại di tích Vườn Đình Khuê Bắc (phường Hòa Hải, quận Ngũ Hành Sơn), các nhà khảo cổ học đã phát hiện và khai quật được những vết tích liên quan đến nơi ở và nơi chôn cất của cư dân thuộc thời kỳ Tiền Sa Huỳnh, cách đây khoảng 3.000 năm và một số hiện vật ở những lớp đất phía trên thuộc thời kỳ Chăm Pa sớm, cách đây gần 2.000 năm.
Khi nhà nước Chăm Pa ra đời, vùng đất Đà Nẵng thuộc về tiểu quốc Amaravati. Tại tiểu quốc này đã có ít nhất hai vương triều là Lâm Ấp và Indrapura tồn tại. Những dấu tích của thời kỳ Chăm Pa còn biểu hiện khá đậm nét qua các di tích từ miếu thờ tín ngưỡng ở Đình Dương Lâm (xã Hòa Phong) chỉ thờ ngẫu tượng Linga - Yony quy mô nhỏ bé đến các phế tích có quy mô lớn như lũy đất Thành Lồi, phế tích của các tháp Chăm như Tháp Quá Giáng, Tháp Xuân Dương và Tháp Phong Lệ. Trên địa bàn chùa ở Ngũ Hành Sơn còn lưu giữ một số hiện vật Chăm Pa như bệ thờ, mảnh bệ thờ, mảnh góc bệ thờ được khắc tạc với các đề tài như tượng, voi, sư tử, Drappla, hoa dây uốn xoắn,... thuộc phong cách nghệ thuật Đồng Dương thế kỷ IX. Ngoài ra còn có các giếng cổ Chăm Pa phân bố rải rác tại nhiều địa phương. Cuộc khai quật di tích Chăm ở làng Phong Lệ (quận Cẩm Lệ) năm 2012 với việc phát hiện nền tháp Chăm có kích thước lớn nhất từ trước đến nay đã đưa đến giả thuyết: "rất có thể hơn 1.000 năm trước, vùng đất này là một trung tâm kinh tế, đô thị sầm uất hoặc là nơi giao thương qua lại".

### Thời Đại Việt
Trong nửa sau của thế kỷ thứ X, các vua của vương triều Indrapura đã xung đột với Đại Việt. Năm 982, ba sứ thần mà Lê Hoàn (người sáng lập ra nhà Tiền Lê) gửi đến Chăm Pa đã bị bắt giữ. Lê Hoàn đã quyết định mở một cuộc tấn công vào vương quốc Indrapura và giết chết vua Chăm Parameshvaravarman I. Như một kết cục của sự thất bại, người Chăm cuối cùng đã bỏ rơi Indrapura vào khoảng năm 1000.
| Dân số Đà Nẵng | Dân số Đà Nẵng |
| Năm            | Dân số         |
| -------------- | -------------- |
| 1500           | 2.500          |
| 1600           | 5.000          |
| 1700           | 10.000         |
| 1800           | 12.500         |
| 1900           | 30.000         |

Vào năm 1306, thông qua cuộc hôn nhân của Vua Jayasimhavarman III (Chế Mân) với Công chúa Huyền Trân bằng việc nhượng hai châu Ô, Lý cho nhà Trần, thì các làng xóm của người Việt bắt đầu được hình thành. Tháng Giêng năm Đinh Mùi (1307), Vua Trần Anh Tông sai đổi tên châu Ô và châu Lý thành châu Thuận và châu Hóa. Đà Nẵng từ đây là phần đất thuộc châu Hóa, và từ sau 1446 thì Đà Nẵng thuộc địa phận của huyện Điện Bàn, phủ Triệu Phong, thừa tuyên Thuận Hóa. Sau khi sáp nhập vào Đại Việt, vùng Đà Nẵng trở vào vẫn là miền biên viễn, luôn bị quấy nhiễu và cướp phá. Vào năm 1470, Lê Thánh Tông đánh bại quân Chiêm Thành và mở rộng biên giới Đại Việt đến mũi Nạy (giữa Phú Yên và Khánh Hòa ngày nay) thì vùng đất này mới được bình ổn và bắt đầu có những cuộc khai phá mở mang. Những cư dân Việt đến sinh sống ở vùng này đã tiếp nhận và cải biến những yếu tố của văn hóa Chăm Pa để hòa nhập vào văn hóa Việt.

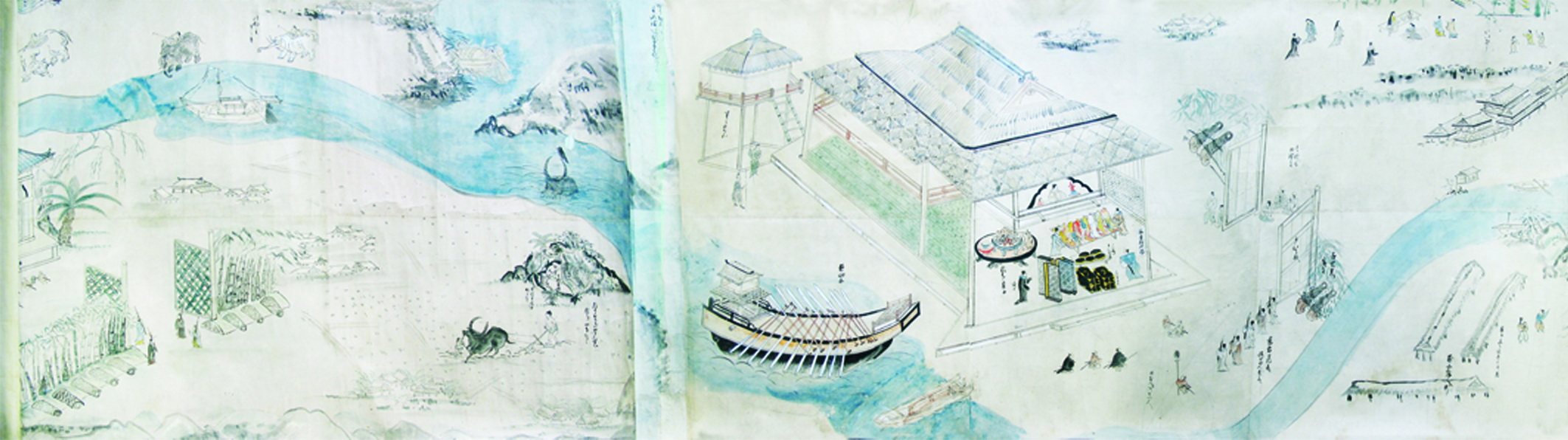
Bức họa Giao Chỉ quốc mậu dịch độ hải đồ của Chaya Shinroku, có thuyết cho rằng hình ảnh cửa biển trong hình chính là cửa Đà Nẵng.

Thời các Chúa Nguyễn, vùng đất này đã được khai phá và trở nên trù phú thịnh vượng; các thương nhân cùng tàu thuyền nước ngoài thường xuyên ra vào mua bán, trao đổi hàng hóa. Giữa thế kỷ XVI, khi Hội An là trung tâm buôn bán sầm uất ở phía nam thì Đà Nẵng nằm ở vị trí tiền cảng với vai trò trung chuyển hàng hóa, tu sửa tàu thuyền. Đầu thế kỷ XVIII, vị trí tiền cảng của Đà Nẵng dần dần trở thành thương cảng thay thế cho Hội An, nhất là khi kỹ thuật đóng tàu ở châu Âu phát triển; những loại tàu thuyền lớn, đáy sâu có thể ra vào vịnh Đà Nẵng dễ dàng.
Thời kỳ các Chúa Nguyễn cũng đánh dấu sự thành lập của Hải đội Hoàng Sa với nhiệm vụ ra đóng ở quần đảo Hoàng Sa, mỗi năm 8 tháng để khai thác các nguồn lợi: đánh cá, thâu lượm những tài nguyên của đảo và những hóa vật do lấy được từ những tàu đắm đem về nộp cho triều đình. Quá trình hoạt động của Hải đội Hoàng Sa cũng là quá trình xác lập và thực thi chủ quyền Việt Nam trên quần đảo Hoàng Sa (và Trường Sa) kéo dài từ đầu thế kỷ XVII.
Đà Nẵng trong thời Trịnh-Nguyễn phân tranh và thời Tây Sơn trở thành vùng tranh chấp dữ dội và đã chứng kiến những trận đánh quyết liệt của quan quân nhà Nguyễn trong cuộc tấn công vào cửa Đà Nẵng và Đại Chiêm. Năm 1797, quân Nguyễn Ánh đem đại binh tiến đánh Đà Nẵng.

### Thời nhà Nguyễn

Cửa biển Đà Nẵng và quần đảo Hoàng Sa thể hiện trên "Đại Nam nhất thống toàn đồ"(1834)

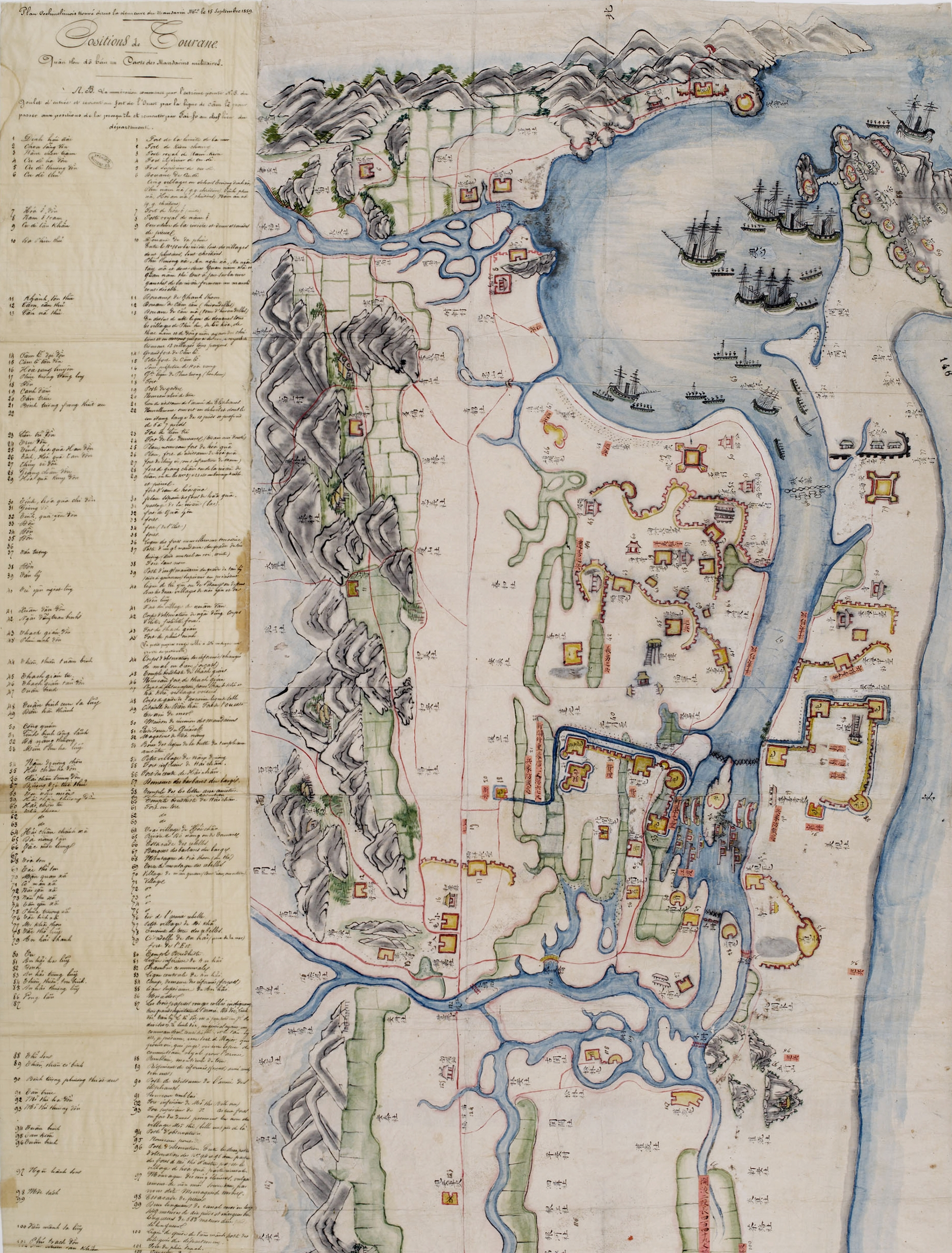
Bản đồ Đà Nẵng năm 1859

Với vị trí chiến lược quan trọng có ảnh hưởng trực tiếp đến sự an nguy của kinh đô Phú Xuân, Đà Nẵng là một quân cảng và một thương cảng quan trọng bậc nhất của triều Nguyễn. Ngay sau khi thành lập, vương triều Nguyễn đã chú trọng xây dựng tại đây một hệ thống quản lý và phòng thủ cảng biển đặc biệt. Năm 1813, triều đình sai Nguyễn Văn Thành lập pháo đài Điện Hải và đồn An Hải nằm hai bên tả hữu sông Hàn để quan sát ngoài biển và phòng thủ Đà Nẵng. Trung tâm hành chính của tỉnh Quảng Nam được chuyển từ Dinh Chiêm (gần Hội An) ra đại đồn La Qua (Vĩnh Điện). Đặc biệt, Gia Long quy định việc đón tiếp các đoàn sứ ngoại quốc đến quan hệ với vương triều nhất định phải vào cửa biển Đà Nẵng mà không được cập bến tại bất kỳ một cửa biển nào khác.
Năm 1835 (Minh Mạng thứ 15) đồn đổi tên là thành Điện Hải.
Năm 1835, khi Vua Minh Mạng có dụ: "...tàu Tây đậu tại cửa Hàn, còn các cửa biển khác không được vào, phép nước rất nghiêm, chẳng nên làm trái... Từ nay về sau, người Tàu phải đi tàu buôn nước Tàu, mới cho vào cửa biển, người Tây phải đi tàu nước Tây vào cửa Hàn thông thương, không được ghé vào các cửa biển khác..." thì Đà Nẵng trở thành hải cảng chính thức và duy nhất thực thi chính sách ngoại giao của nhà Nguyễn với các nước đến quan hệ qua đường biển. Vua Thiệu Trị cũng đặc biệt quan tâm đến việc an ninh cảng biển tại Đà Nẵng và đưa ra những quy định chặt chẽ quản lý người phương Tây đến buôn bán tại đây.
Nhà Nguyễn tiếp tục thực thi nhiều chính sách khẳng định chủ quyền của Việt Nam đối với quần đảo Hoàng Sa. Năm 1816, Vua Gia Long chính thức chiếm hữu đảo, ra lệnh cắm cờ trên đảo và đo thủy trình. Năm 1835, Vua Minh Mạng cho xây miếu, đặt bia đá, đóng cọc, và trồng cây. Đội Hoàng Sa được trao nhiều nhiệm vụ: khai thác, tuần tiễu, thu thuế dân trên đảo và nhiệm vụ biên phòng bảo vệ quần đảo. Hải đội này tiếp tục hoạt động cho đến khi người Pháp vào Đông Dương.
Ngay từ giai đoạn 1843-1857 thì mối quan hệ ngoại giao giữa Việt Nam và Pháp đã trở nên nóng bỏng. Tháng 3 năm 1847, Augustin de Lapierre chỉ huy tàu Gloire cập bến Đà Nẵng, trình thư cho nhà Nguyễn nhưng bị từ chối. Sang ngày 15 tháng 4 năm 1847, tàu Pháp đụng độ với bốn tàu của triều đình Huế và đánh tan quân triều đình chỉ sau hai giờ giao tranh. Giữa tháng 9 năm 1856, tàu Catinat do Lelieur chỉ huy ghé Đà Nẵng, trình quốc thư nhưng tiếp tục bị nhà Nguyễn từ chối. Ngày 28 tháng 9, phía Pháp cho tàu Catinat nã súng vào các pháo đài bảo vệ Đà Nẵng và cho quân đổ bộ đóng đinh vô hiệu hóa nhiều khẩu thần công của Việt Nam. Tính chung suốt từ 1843 đến 1857, Pháp đã sáu lần gửi chiến hạm đến Đà Nẵng.

### Thời Pháp thuộc

Bản đồ Tourane (Đà Nẵng) thời Pháp thuộc.

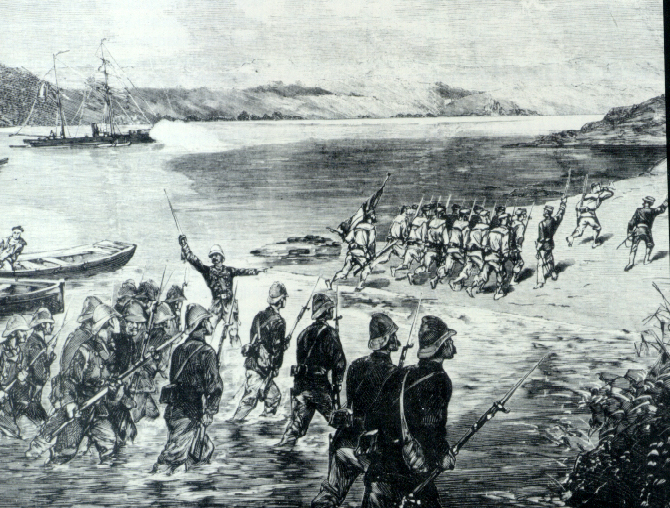
Quân Pháp tấn công Đà Nẵng năm 1858

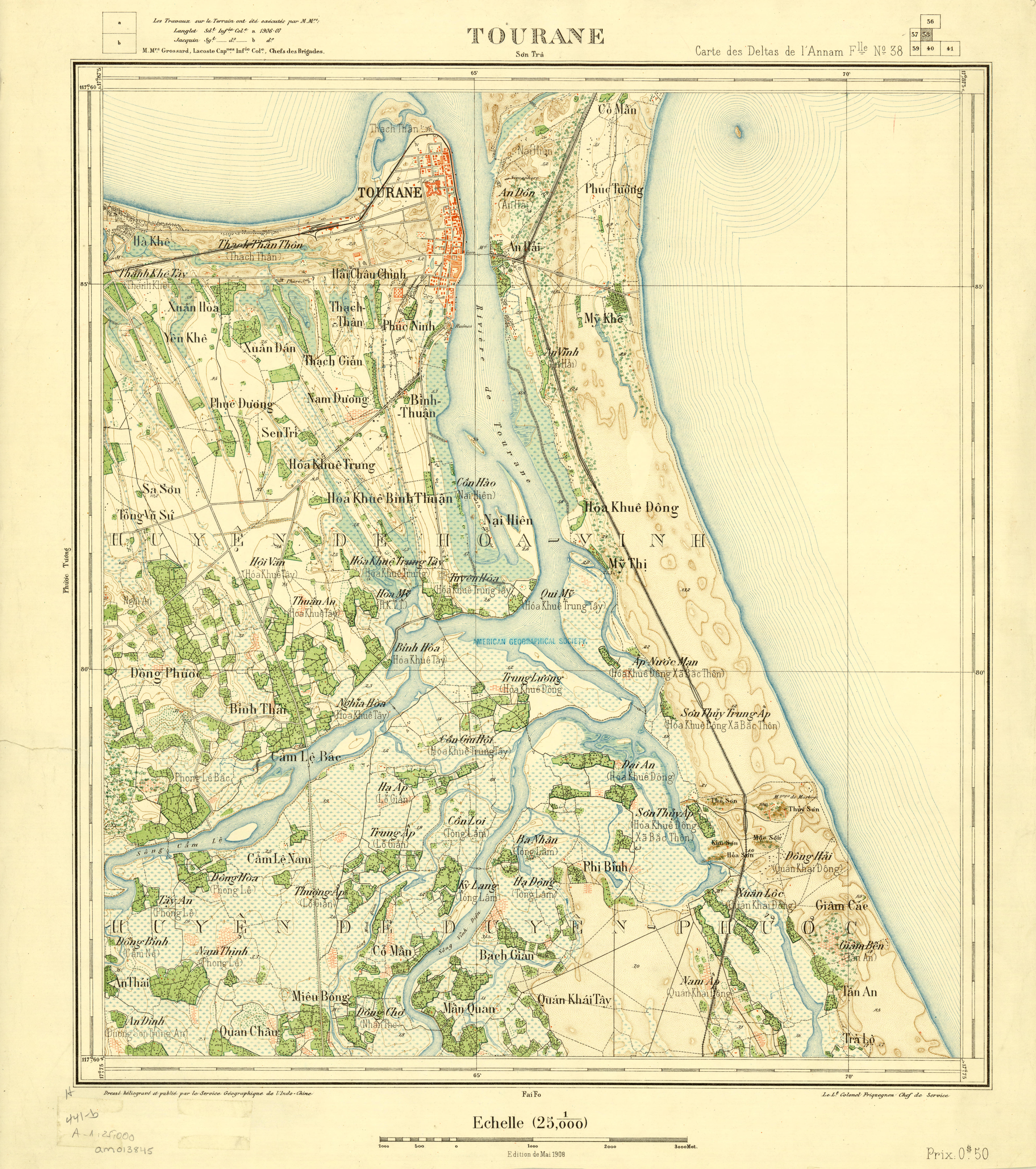
Bản đồ thành phố Đà Nẵng (Tourane) năm 1908 (trừ bán đảo Sơn Trà không được thể hiện trong bản đồ).

Năm 1858, cuộc xâm lược của Pháp tại Việt Nam khởi đầu bằng cuộc tấn công vào Đà Nẵng. Ngày 25 tháng 8 năm 1883, triều đình Huế buộc phải ký với Pháp Hiệp ước Harmand. Theo điều 6 và 7 của Hiệp ước này, ngoài việc yêu cầu mở cửa Đà Nẵng để thông thương còn quy định rằng Pháp sẽ được phép lập các khu nhượng địa ở đây.
Ngày 17 tháng 8 năm 1887, Tổng thống Pháp ký sắc lệnh thành lập ba thành phố ở Việt Nam là Hà Nội, Hải Phòng và Đà Nẵng. Ngày 3 tháng 9 năm 1887, Vua Đồng Khánh buộc phải ký một đạo dụ gồm 3 khoản quy định rõ "...Đà Nẵng được chính phủ Đại Nam kiến lập thành nhượng địa Pháp và nhượng trọn quyền cho chính phủ Pháp, và chính phủ Đại Nam từ bỏ mọi quyền hành trên lãnh thổ đó". Theo phụ đính của đạo dụ này, năm xã của huyện Hòa Vang gồm Hải Châu, Phước Ninh, Thạch Thang, Nam Dương và Nại Hiên Tây nằm bên tả ngạn sông Hàn được cắt giao cho Pháp để lập "nhượng địa" Tourane với diện tích 10.000 ha. Ngày 24 tháng 5 năm 1889, Toàn quyền Đông Dương Étienne Richaud ra nghị định thành lập thành phố Đà Nẵng thuộc tỉnh Quảng Nam. Đà Nẵng là thành phố loại 2, tương tự như thành phố Chợ Lớn thành lập trước đó. Đơn vị hành chính này chịu sự cai quản trực tiếp của Toàn quyền Đông Dương thay vì triều đình Huế. Đứng đầu thành phố là một viên Đốc lý do Khâm sứ đề nghị và Toàn quyền bổ nhiệm. Ngày 15 tháng 1 năm 1901, dưới sức ép của Pháp, Vua Thành Thái buộc phải ký một đạo dụ nới rộng nhượng địa Đà Nẵng thêm 14 xã, cụ thể là thêm 8 xã thuộc huyện Hòa Vang bên tả ngạn sông Hàn và 6 xã thuộc huyện Diên Phước bên hữu ngạn sông Hàn. Ngày 19 tháng 9 năm 1905, Toàn quyền Đông Dương ra nghị định tách Đà Nẵng khỏi tỉnh Quảng Nam để trở thành một đơn vị hành chính độc lập gồm 19 xã. Như vậy vào đầu thế kỷ XX, thành phố Tourane/Đà Nẵng đã vươn về phía tây và tây bắc, còn phía đông thì đã vượt sang hữu ngạn sông Hàn chiếm trọn bán đảo Sơn Trà.

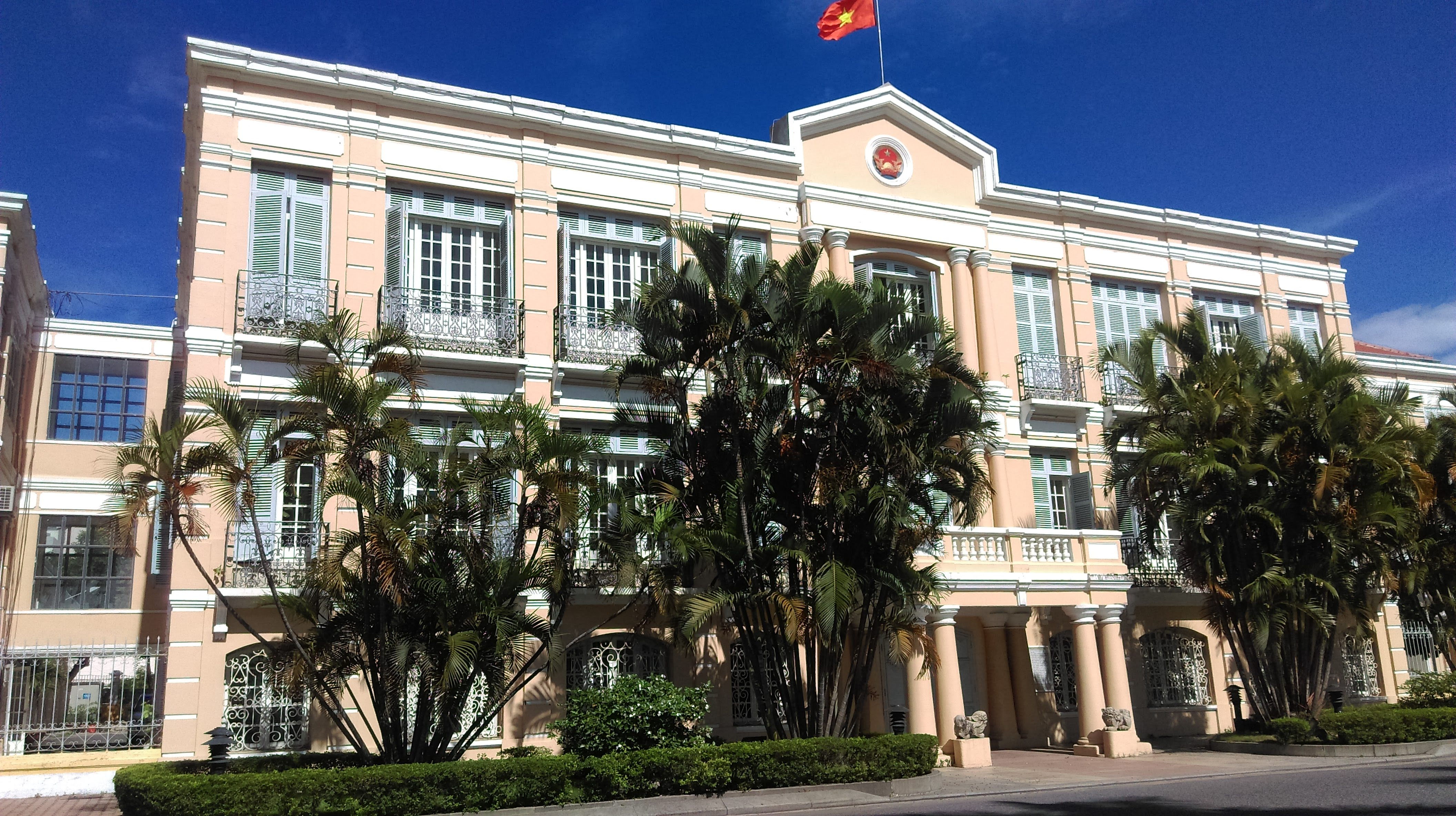
Tòa Thị chính được xây năm 1898 và hoàn thành sau 2 năm.

Đầu thế kỷ XX, Tourane được Pháp xây dựng trở thành một đô thị theo kiểu Tây phương. Cơ sở hạ tầng xã hội, kỹ thuật sản xuất được đầu tư. Sản xuất nông nghiệp, tiểu thủ công nghiệp, chế biến hàng xuất khẩu, sửa chữa tàu thuyền, kinh doanh dịch vụ được hình thành và phát triển; cùng với Hải Phòng và Sài Gòn, Tourane trở thành trung tâm thương mại quan trọng. Cảng Đà Nẵng đã tương đối hoàn chỉnh và đi vào hoạt động từ giai đoạn 1933-1935. Sân bay dân dụng cũng được nhà cầm quyền sớm xây dựng vào năm 1926. Hầu hết các công ty lớn nhất hoạt động ở Đông Dương đều hiện diện ở Đà Nẵng. Dân số thành phố tăng lên nhanh chóng; năm 1936, Đà Nẵng có 25.000 người; năm 1945 có khoảng 30.000 người.
Trong thời gian này, người Pháp vẫn tiếp tục quản lý quần đảo Hoàng Sa. Ngày 8 tháng 3 năm 1925, Toàn quyền Đông Dương tuyên bố quần đảo Hoàng Sa (và Quần đảo Trường Sa) là lãnh thổ của Pháp. Từ năm 1925, Viện Hải dương học và Nghề cá Nha Trang đã thực hiện các cuộc khảo sát ở Hoàng Sa. Năm 1938, Pháp bắt đầu phái các đơn vị bảo an tới các đảo và tiến hành dựng bia chủ quyền, hải đăng, trạm vô tuyến, trạm khí tượng trên đảo Hoàng Sa cùng một trạm khí tượng nữa trên đảo Phú Lâm. Ngày 15 tháng 6 năm 1938, Toàn quyền Đông Dương Jules Brévié thành lập đại lý hành chính ở quần đảo Hoàng Sa. Tháng 6 năm 1938, một đơn vị lính bảo an Việt Nam được phái ra đồn trú Hoàng Sa.

### Thời Việt Nam Cộng hòa
Năm 1949, Pháp trao trả Đà Nẵng cho chính phủ Quốc gia Việt Nam dưới thời Quốc trưởng Bảo Đại. Từ tháng 6 năm 1954, chính quyền Ngô Đình Diệm tiến hành phân chia lại địa giới hành chính. Lúc này, Đà Nẵng trực thuộc tỉnh Quảng Nam. Tháng 9 năm 1955, chính quyền Việt Nam Cộng hòa giải thể thành phố Tourane để thành lập thành phố Đà Nẵng trực thuộc trung ương. Như vậy thành phố Đà Nẵng là một trong 15 tỉnh thành của Nam Phần được chính quyền Việt Nam Cộng Hòa thiết lập theo Sắc lệnh 153-NV ngày 22 tháng 9 năm 1955. Đến ngày 31 tháng 7 năm 1962, tỉnh Quảng Nam được tách thành hai tỉnh Quảng Nam và Quảng Tín. Đồng thời, thị xã Đà Nẵng thuộc tỉnh Quảng Nam sáp nhập vào Đà Nẵng trực thuộc trung ương. Vào những năm 1954-1955, dân số Đà Nẵng có khoảng hơn 50.000 người.
| Dân số Đà Nẵng | Dân số Đà Nẵng |
| Năm            | Dân số         |
| -------------- | -------------- |
| 1900           | 30.000         |
| 1954           | 50.000         |
| 1964           | 150.000        |
| 1967           | 228.674        |
| 1972           | 457.979        |
| 1975           | 500.000        |

Trong khi đó cuộc Chiến tranh Việt Nam ngày càng gia tăng. Tháng 3 năm 1965 các đơn vị thủy quân lục chiến Mỹ đổ bộ vào Đà Nẵng và thiết lập ở đây một căn cứ quân sự hỗn hợp lớn. Sân bay Đà Nẵng được coi là một trong những sân bay "tấp nập" nhất trong chiến tranh. Năm 1967, Đà Nẵng được chính quyền Việt Nam Cộng hòa ấn định trực thuộc trung ương và xác định mục tiêu xây dựng Đà Nẵng thành trung tâm chính trị, quân sự, văn hóa cho vùng I và II chiến thuật. Mỹ cho xây dựng ở Đà Nẵng các căn cứ quân sự và kết cấu hạ tầng phục vụ cho mục đích quân sự như sân bay, cảng, kho bãi, cơ sở thông tin liên lạc...
Năm 1973, khi quân Mỹ rút khỏi Việt Nam theo hiệp định Paris, chính quyền Việt Nam Cộng hòa đã cho phân chia lại địa giới hành chính Đà Nẵng, giữ nguyên 3 quận như cũ, chỉ sáp nhập 28 khu phố bên dưới cấp quận thành 19 phường. Thành phố Đà Nẵng được đặt dưới quyền điều hành của Hội đồng thị xã gồm 12 ủy viên và do một Thị trưởng đứng đầu. Do chính sách đô thị hoá, dân số Đà Nẵng ngày càng tăng nhanh. Dân số thành phố từ mức 148.599 người vào năm 1964 tăng lên tới gần 500.000 người vào năm 1975.
Dưới thời Việt Nam Cộng hòa, Đà Nẵng là đô thị lớn thứ hai miền Nam. Tính đến trước sự kiện 30 tháng 4 năm 1975, cảng Đà Nẵng là nơi cung cấp hàng hóa cho cả vùng I chiến thuật, đồng thời là trung tâm tiếp tế cho gần 3 triệu dân miền Nam. Toàn thị xã khi đó có hàng chục công ty kinh doanh xuất nhập khẩu. Người dân Đà Nẵng chủ yếu sống bằng nghề buôn bán.
Sau Hiệp định Genève, quần đảo Hoàng Sa được giao cho chính quyền Quốc gia Việt Nam quản lý. Ngày 13 tháng 7 năm 1961, Tổng thống Việt Nam Cộng hòa Ngô Đình Diệm ký sắc lệnh 174-NV quy thuộc quần đảo này vào tỉnh Quảng Nam và thiết lập tại đó một đơn vị hành chính lấy tên là xã Định Hải thuộc quận Hòa Vang. Tuy nhiên trên thực tế là từ tháng 2 năm 1956, Cộng hòa Nhân dân Trung Hoa (tức Trung Quốc) đã chiếm quyền kiểm soát đảo Phú Lâm ở nhóm đảo An Vĩnh (phần phía đông của quần đảo). Phần kiểm soát của Việt Nam Cộng hòa chỉ giới hạn ở nhóm đảo Lưỡi Liềm (mà họ còn gọi là nhóm Nguyệt Thiềm, là phần phía tây của quần đảo) với năm đảo san hô là Hoàng Sa, Hữu Nhật, Duy Mộng, Quang Ảnh và Quang Hòa. Đến ngày 19 tháng 1 năm 1974, hải chiến Hoàng Sa diễn ra và Việt Nam Cộng hòa đánh mất hoàn toàn nhóm Nguyệt Thiềm này.

### Sau 1975

#### Thành phố Đà Nẵng
Ngày 30 tháng 8 năm 1977, Hội đồng Chính phủ ban hành Quyết định số 228-CP, thành lập thành phố Đà Nẵng thuộc tỉnh Quảng Nam – Đà Nẵng từ ba quận I, II, III của tỉnh Quảng Nam – Đà Nẵng (các quận này thời Việt Nam Cộng hòa thuộc thị xã Đà Nẵng trực thuộc trung ương, sau khi thị xã sáp nhập với tỉnh Quảng Nam thì ba quận trên trực thuộc tỉnh Quảng Nam – Đà Nẵng).
Sau ngày giải phóng miền nam, thống nhất đất nước, thành phố Đà Nẵng và tỉnh Quảng Nam sáp nhập lại để trở thành tỉnh Quảng Nam – Đà Nẵng, đặt trung tâm kinh tế, chính trị xã hội tại Đà Nẵng. Thành phố Đà Nẵng lúc này gồm có 28 phường: An Hải Bắc, An Hải Đông, An Hải Tây, An Khê, Bắc Mỹ An, Bình Hiên, Bình Thuận, Chính Gián, Hải Châu I, Hải Châu II, Hòa Cường, Hòa Thuận, Khuê Trung, Mân Thái, Nại Hiên Đông, Nam Dương, Phước Mỹ, Phước Ninh, Tam Thuận, Tân Chính, Thạc Gián, Thạch Thang, Thanh Bình, Thanh Lộc Đán, Thọ Quang, Thuận Phước, Vĩnh Trung, Xuân Hà. Ngày 5 tháng 5 năm 1990

#### Thành phố trực thuộc trung ương
Vấn đề đưa Đà Nẵng trở thành thành phố trực thuộc trung ương được đề cập đến bắt đầu từ Đại hội lần thứ IV của Đảng bộ thành phố Đà Nẵng diễn ra vào ngày 8 tháng 5 năm 1989, trong đó Đại hội thống nhất kiến nghị với Trung ương và Tỉnh ủy Quảng Nam – Đà Nẵng cần có một cơ chế hợp lý cho thành phố Đà Nẵng, cho thành phố Đà Nẵng được trực thuộc trung ương, nếu chưa đủ điều kiện thì cho Đà Nẵng được trở thành Đặc khu kinh tế Đà Nẵng.
Sau đó, Đại hội Đại biểu Đảng bộ tỉnh Quảng Nam – Đà Nẵng lần thứ XV diễn ra từ ngày 16 tháng 10 năm 1991 đến ngày 19 tháng 10 năm 1991, đặc biệt Đại hội đã chính thức đưa ra bàn bạc, thảo luận đề nghị Trung ương cho tách Đà Nẵng thành thành phố trực thuộc Trung ương, nếu chưa cho tách thì cho quy chế riêng để xây dựng Đà Nẵng thành một Đặc khu kinh tế của duyên hải Miền Trung hoặc Khu kinh tế mở nhằm tạo điều kiện cho Đà Nẵng phát triển mạnh mẽ, đồng thời để Trung ương quan tâm nhiều hơn đến Quảng Nam.
Đại hội Đảng bộ tỉnh Quảng Nam – Đà Nẵng lần thứ XVI diễn ra từ ngày 23 tháng 4 năm 1996 đến ngày 27 tháng 4 năm 1996, đã kiến nghị chia tách tỉnh Quảng Nam – Đà Nẵng thành hai đơn vị hành chính trực thuộc Trung ương là Thành phố Đà Nẵng và tỉnh Quảng Nam. Ngày 8 tháng 10 năm 1996, Bí thư Tỉnh ủy Quảng Nam – Đà Nẵng Mai Thúc Lân nhận được Công điện 75/CCHC/TW của Trung ương có nêu rõ ngày 7 tháng 10 năm 1996, Bộ Chính trị đã có Thông báo số 06/TB-TW về việc nhất trí chia tỉnh Quảng Nam – Đà Nẵng thành hai đơn vị hành chính: Thành phố Đà Nẵng trực thuộc Trung ương và tỉnh Quảng Nam. Tỉnh ủy phải chỉ đạo hoàn tất thủ tục để kịp trình Quốc hội quyết định trong cuộc họp giữa tháng 10 này. Ngày 9 tháng 10 năm 1996, Thường trực Tỉnh ủy đã có cuộc họp liên tịch của Thường trực Hội đồng nhân dân, Thường trực Ủy ban nhân dân, Ủy ban Mặt trận Tổ quốc Việt Nam tỉnh, Đoàn đại biểu Quốc hội của tỉnh để bàn việc triển khai Công điện của Trung ương.
Ngày 11 tháng 10 năm 1996, Hội nghị Tỉnh ủy Quảng Nam – Đà Nẵng đã nghe Ủy ban nhân dân tỉnh trình bày phương án được xem hợp lý nhất. Ngày 12 tháng 10 năm 1996, Hội đồng nhân dân tỉnh đã họp để thảo luận và biểu quyết phương án chia tách. Hội đồng nhân dân tỉnh đã thống nhất chọn phương án Thành phố Đà Nẵng trực thuộc Trung ương được hình thành từ ba đơn vị hành chính cấp huyện của tỉnh Quảng Nam – Đà Nẵng gồm thành phố tỉnh lỵ "Đà Nẵng ba khu vực", huyện Hòa Vang và huyện đảo Hoàng Sa đồng thời nhất trí lấy thị xã Tam Kỳ làm tỉnh lỵ của tỉnh Quảng Nam.
Ngày 6 tháng 11 năm 1996, tại Kỳ họp thứ 10, Quốc hội khóa IX đã thông qua nghị quyết cho phép tỉnh Quảng Nam – Đà Nẵng tách thành tỉnh Quảng Nam và thành phố Đà Nẵng trực thuộc trung ương. Về địa giới hành chính, thành phố Đà Nẵng mới bao gồm thành phố Đà Nẵng trước đây cộng với huyện Hòa Vang và huyện đảo Hoàng Sa. Trên thực tế thì quần đảo Hoàng Sa đang nằm dưới sự kiểm soát của Trung Quốc và Ủy ban Nhân dân huyện đảo Hoàng Sa trực thuộc Sở Nội vụ thành phố Đà Nẵng. Ngày 1 tháng 1 năm 1997, Đà Nẵng chính thức trở thành thành phố trực thuộc trung ương. Ngày 23 tháng 1 năm 1997, 5 quận Hải Châu, Liên Chiểu, Ngũ Hành Sơn, Sơn Trà, Thanh Khê được thành lập. Ngày 15 tháng 7 năm 2003, Đà Nẵng được công nhận là đô thị loại I và trở thành đô thị loại I trực thuộc trung ương thứ hai của cả nước (sau Hải Phòng). Năm 2005, một phần huyện Hòa Vang (các xã Hòa Thọ, Hòa Phát và Hòa Xuân) và quận Hải Châu (phường Khuê Trung) được tách ra và thành lập nên quận mới là quận Cẩm Lệ. Từ đó, thành phố Đà Nẵng có 6 quận và 2 huyện.
Sau khi trở thành thành phố trực thuộc trung ương, Đà Nẵng luôn đạt tốc độ tăng trưởng GDP cao hơn bình quân chung của Việt Nam, nhanh chóng cân đối được ngân sách trong thời gian đầu chia tách và từ năm 2004 có đóng góp cho ngân sách trung ương.

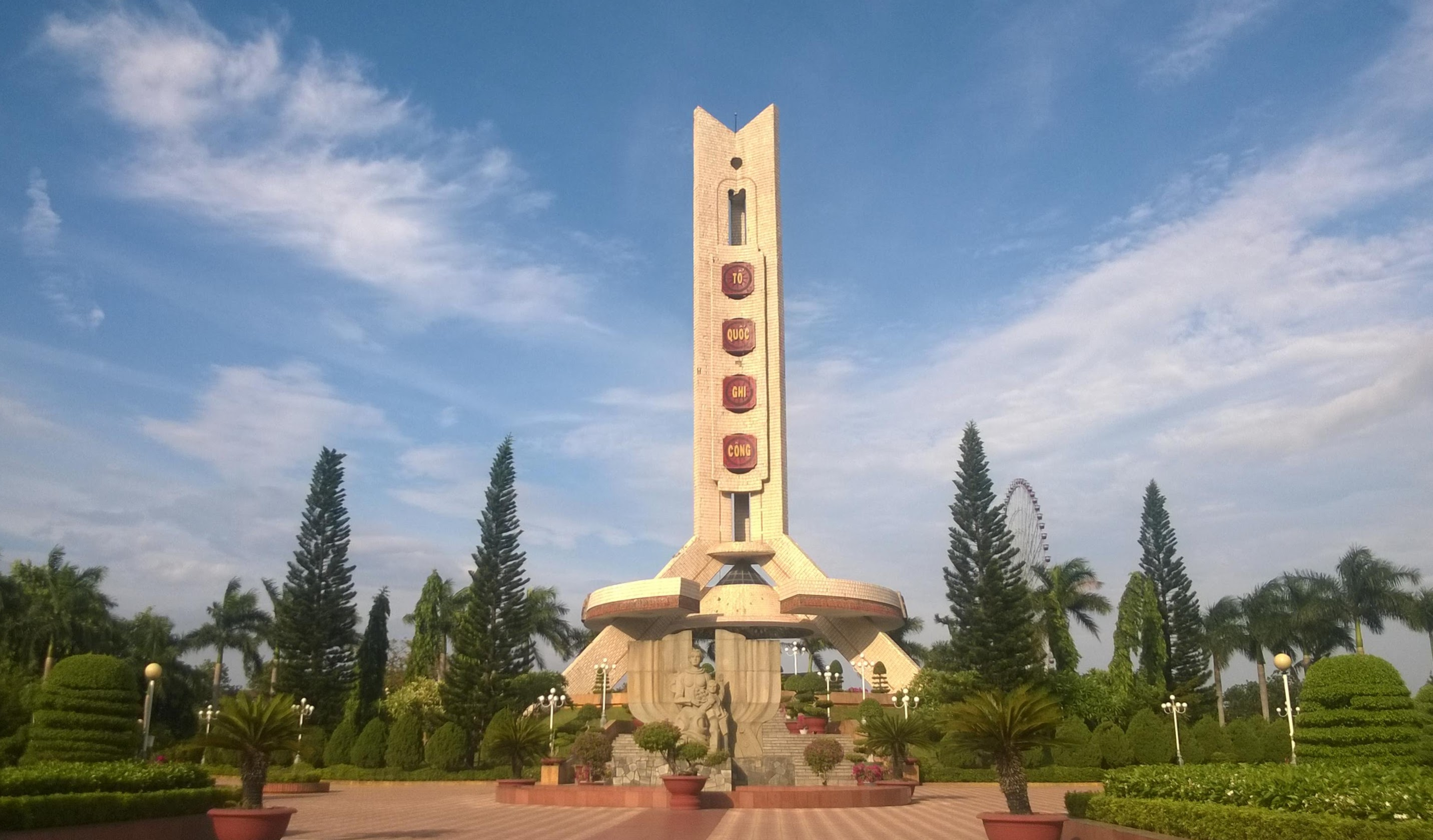
Tượng đài 2 tháng 9

Với tư cách kế thừa quyền sở hữu các quần đảo từ các chính quyền trước, Nhà nước Cộng hòa Xã hội Chủ nghĩa Việt Nam đã liên tục đưa ra những tuyên bố khẳng định chủ quyền của mình đối với quần đảo Hoàng Sa. Năm 1994, Quốc hội Việt Nam phê chuẩn Công ước Liên Hợp Quốc về Luật biển năm 1982 và khẳng định lại chủ quyền của Việt Nam đối với quần đảo Hoàng Sa. Ngày 6 tháng 11 năm 1996, Quốc hội Việt Nam tách huyện đảo Hoàng Sa khỏi tỉnh Quảng Nam – Đà Nẵng và sáp nhập vào thành phố Đà Nẵng. Huyện đảo Hoàng Sa được xác định có diện tích 305 km², với địa giới bao gồm một quần đảo có tên gọi là Hoàng Sa nằm cách đất liền khoảng 170 hải lý (315 km). Cuối tháng 6 năm 2012, Quốc hội Việt Nam thông qua Luật Biển Việt Nam. Điều 1 đã khẳng định lại tuyên bố chủ quyền của Việt Nam đối với quần đảo Hoàng Sa. Ngày 4 tháng 7 năm 2012, kỳ họp thứ 4 Hội đồng Nhân dân thành phố Đà Nẵng khóa VIII nhiệm kỳ 2011-2016 đã thông qua Nghị quyết phản đối Trung Quốc thành lập thành phố Tam Sa.
Ngày 24 tháng 10 năm 2024, Ủy ban Thường vụ Quốc hội ban hành Nghị quyết số 1251/NQ-UBTVQH15 về việc sắp xếp đơn vị hành chính cấp huyện, cấp xã của thành phố Đà Nẵng giai đoạn 2023 – 2025 (nghị quyết có hiệu lực từ ngày 1 tháng 1 năm 2025). Theo đó, điều chỉnh một phần diện tích tự nhiên và quy mô dân số của quận Liên Chiểu vào quận Thanh Khê.
Ngày 12 tháng 6 năm 2025, Quốc hội ban hành Nghị quyết số 202/2025/QH15 về việc sắp xếp đơn vị hành chính cấp tỉnh (nghị quyết có hiệu lực từ ngày 12 tháng 6 năm 2025). Theo đó, sáp nhập toàn bộ diện tích của tỉnh Quảng Nam (cũ) vào thành phố Đà Nẵng.
Sau khi sáp nhập, thành phố Đà Nẵng có 11.859,59 km² diện tích tự nhiên và quy mô dân số là 3.065.628 người và trở thành thành phố có diện tích lớn nhất và xứng tầm một trong những thành phố lớn của Việt Nam.

## Địa lý

### Vị trí địa lý

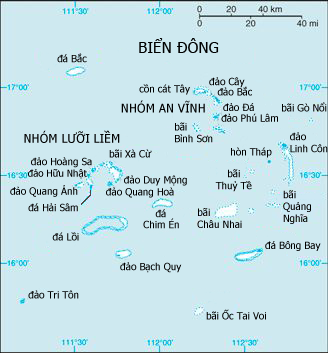
Đặc khu Hoàng Sa.

Tọa độ phần đất liền của thành phố Đà Nẵng từ 15°15' đến 16°40' vĩ độ Bắc và từ 107°17' đến 108°20' kinh độ Đông. Nằm ở trung độ của Việt Nam, cách thủ đô Hà Nội 766 km về phía Bắc và cách Thành phố Hồ Chí Minh 961 km về phía Nam theo Quốc lộ 1.
- Phía đông giáp Biển Đông
- Phía tây giáp tỉnh Sekong, Lào
- Phía nam giáp tỉnh Quảng Ngãi
- Phía bắc giáp thành phố Huế.

Thành phố Đà Nẵng còn là trung tâm của 2 di sản văn hóa thế giới gồm: phố cổ Hội An và thánh địa Mỹ Sơn. Thành phố Đà Nẵng nằm trên trục giao thông Bắc - Nam về đường bộ, đường sắt, đường biển và đường hàng không, là một trong những cửa ngõ quan trọng ra biển của Tây Nguyên và các nước Lào, đông bắc Campuchia, Thái Lan và Myanmar. Khoảng cách từ Đà Nẵng đến các trung tâm kinh tế chính của khu vực Đông Nam Á như Bangkok (Thái Lan), Kuala Lumpur (Malaysia), Singapore, Manila (Philippines) đều nằm trong khoảng 1.000–2.000 km.

#### Các điểm cực của thành phố Đà Nẵng:
- Điểm cực bắc tại: phường Hải Vân.
- Điểm cực tây tại: xã Hùng Sơn.
- Điểm cực nam tại: xã Trà Linh.
- Điểm cực đông tại: xã Núi Thành.

Ngoài phần đất liền, vùng biển của thành phố gồm quần đảo Hoàng Sa (khu vực đang bị chiếm đóng trái phép bởi Trung Quốc) nằm ở 15°45' đến 17°15' vĩ độ Bắc, 111° đến 113° kinh độ Đông, ngang bờ biển các tỉnh Quảng Trị, Thừa Thiên Huế, Quảng Nam và một phần tỉnh Quảng Ngãi; cách đảo Lý Sơn (thuộc tỉnh Quảng Ngãi) khoảng 120 hải lý. Khu vực quần đảo nằm trên vùng biển rộng khoảng 30.000 km². Tổng diện tích phần nổi của quần đảo khoảng 10 km², trong đó đảo Phú Lâm chiếm diện tích lớn nhất (nguồn Việt Nam: khoảng 1,5 km², nguồn Trung Quốc: 2,1 km²).
Hoàng Sa án ngữ đường hàng hải quốc tế huyết mạch từ Thái Bình Dương qua Ấn Độ Dương và đến Đại Tây Dương. Vùng biển này có tiềm năng lớn về khoáng sản, hải sản, có thuận lợi để phát triển kinh tế nhưng quan trọng hơn đây là vị trí quân sự chiến lược, khống chế đường giao thông trên biển và trên không trong khu vực phía Bắc biển Đông.
Bốn điểm cực của quần đảo Hoàng Sa là:
- Cực Bắc tại Bãi đá Bắc.
- Cực Nam tại Bãi ngầm Ốc Tai Voi.
- Cực Đông tại Bãi Gò Nổi
- Cực Tây tại Đảo Tri Tôn.[87]

### Điều kiện tự nhiên
Thành phố Đà Nẵng có địa hình, thiên nhiên đa dạng, có biển, bán đảo, vùng vịnh, đồi núi, sông, suối, đồng bằng phân bố trong lòng thành phố đóng góp vào phát triển kinh tế, du lịch.

#### Địa hình
Về mặt địa chất, Đà Nẵng nằm ở rìa của miền uốn nếp Paleozoi được biết đến với tên gọi Đới tạo núi Trường Sơn - nơi mà những biến dạng chính đã xảy ra trong kỷ Than đá sớm. Cấu trúc địa chất khu vực Đà Nẵng gồm có năm đơn vị địa tầng chủ yếu, lần lượt từ dưới lên là: hệ tầng A Vương, hệ tầng Long Đại, hệ tầng Tân Lâm, hệ tầng Ngũ Hành Sơn và trầm tích Đệ Tứ. Trong đó các hệ tầng A Vương, Long Đại, Tân Lâm có thành phần thạch học chủ yếu là đá phiến và sa thạch. Hệ tầng Ngũ Hành Sơn chủ yếu là đá vôi hoa hóa màu xám trắng. Trầm tích Đệ Tứ bao gồm các thành tạo sông, sông - biển, biển, biển - đầm lầy có tuổi từ Pleistocen sớm đến Holocen muộn, chủ yếu là cát, cuội, sỏi, cát pha, sét pha,... Vỏ Trái Đất tại lãnh thổ thành phố Đà Nẵng bị nhiều hệ thống đứt gãy theo phương gần á vĩ tuyến và phương kinh tuyến chia cắt, làm giảm tính liên tục của đá, giảm độ bền của chúng, nhất là tạo nên các đới nứt nẻ tăng cao độ chứa nước. Đây là hiểm họa trong khi xây dựng các công trình.
Địa hình thành phố Đà Nẵng vừa có đồng bằng duyên hải, vừa có đồi núi. Vùng núi cao và dốc tập trung ở phía tây và tây bắc, từ đây có nhiều dãy núi chạy dài ra biển, một số đồi thấp xen kẽ vùng đồng bằng ven biển hẹp. Địa hình đồi núi chiếm diện tích lớn, độ cao khoảng từ 700 - 1.500 m, độ dốc lớn (>40o), là nơi tập trung nhiều rừng đầu nguồn và có ý nghĩa bảo vệ môi trường sinh thái của thành phố. Đồng bằng ven biển là vùng đất thấp chịu ảnh hưởng của biển bị nhiễm mặn, là vùng tập trung nhiều cơ sở nông nghiệp, công nghiệp, dịch vụ, quân sự, đất ở và các khu chức năng của thành phố. Ở khu vực cửa sông Hàn và sông Cu Đê địa hình đáy biển bị phức tạp và tạo ra một số bãi cạn, trũng ngầm (lòng sông). Khu vực cửa vịnh ra ngoài khơi địa hình nhìn chung là nghiêng thoải về phía đông bắc. Khoảng cách các đường đẳng sâu khá đều đặn.

#### Hải đảo
Quần đảo Hoàng Sa (Việt Nam) gồm hai cụm đảo chính là Cụm đảo Lưỡi Liềm ở phía tây và Cụm đảo An Vĩnh ở phía đông. Cụm đảo Lưỡi Liềm nằm về phía tây, có hình cánh cung hay lưỡi liềm, bao gồm các đảo là Hoàng Sa, Hữu Nhật, Duy Mộng, Quang Ảnh, Quang Hòa, Bạch Quy, Tri Tôn cùng các mỏm đá, bãi ngầm. Cụm đảo An Vĩnh nằm về phía đông bao gồm các đảo tương đối lớn của quần đảo Hoàng Sa và cũng là các đảo san hô lớn nhất của biển Đông như đảo Phú Lâm, đảo Cây, đảo Linh Côn, đảo Trung, đảo Bắc, đảo Nam và cồn cát Tây. Nhiều thực thể trong quần đảo biểu hiện dạng vành khuyên cổ của các rạn san hô vòng Thái Bình Dương, vốn dĩ là kết quả phát triển của san hô cộng với sự lún chìm của vỏ Trái Đất. Hình thái địa hình các đảo tương đối đơn giản nhưng mang đậm bản sắc của địa hình ám tiêu san hô vùng nhiệt đới có cấu tạo ba phần khác nhau đó là phần đảo nổi, hành lang bãi triều (thềm san hô) bao quanh đảo và sườn bờ ngầm dốc đứng. Đa số các đảo nổi có độ cao dưới 10 m.

#### Khí hậu
| Tháng | Tháng Giêng | Tháng Hai | Tháng Ba | Tháng Tư | Tháng Năm | Tháng Sáu  | Tháng Bảy  | Tháng Tám  | Tháng Chín           | Tháng Mười        | Tháng Mười Một    | Tháng Mười Hai |
| ----- | ----------- | --------- | -------- | -------- | --------- | ---------- | ---------- | ---------- | -------------------- | ----------------- | ----------------- | -------------- |
| Mùa   | Khô & lạnh  | Khô mát   | Khô ấm   | Khô ấm   | Khô ấm    | Khô & nóng | Khô & nóng | Khô & nóng | Mưa bão, lũ lụt & ấm | Mưa bão, mát trời | Mưa bão, mát trời | Mưa, mát trời  |

Thành phố Đà Nẵng nằm trong vùng khí hậu nhiệt đới gió mùa điển hình, nhiệt độ cao và ít biến động. Khí hậu Đà Nẵng là nơi chuyển tiếp đan xen giữa khí hậu cận nhiệt đới ở miền Bắc và nhiệt đới xavan ở miền Nam, với tính trội là khí hậu nhiệt đới ở phía Nam. Mỗi năm có 2 mùa rõ rệt: mùa mưa từ tháng 9 đến tháng 12 và mùa khô từ tháng 1 đến tháng 8, thỉnh thoảng có những đợt rét mùa đông nhưng không đậm và không kéo dài.
Nhiệt độ trung bình hàng năm khoảng 25,8 °C; cao nhất vào các tháng 6, 7, 8, trung bình 28-30 °C; thấp nhất vào các tháng 12, 1, 2, trung bình 18-23 °C. Riêng vùng rừng núi Bà Nà ở độ cao gần 1.500 m, nhiệt độ trung bình khoảng 20 °C. Độ ẩm không khí trung bình là 83,4%. Lượng mưa trung bình hàng năm là 2.153 mm; lượng mưa cao nhất vào các tháng 9, 10, 11, trung bình 465 mm/tháng; thấp nhất vào các tháng 2, 3, 4, trung bình 27 mm/tháng. Số giờ nắng bình quân trong năm là 2.182 giờ; nhiều nhất là vào tháng 5, 6, 7, trung bình 246 giờ/tháng; ít nhất là vào tháng 11, 12, 1, trung bình 121 giờ/tháng. Mỗi năm Đà Nẵng chịu ảnh hưởng trực tiếp từ một đến hai cơn bão hoặc áp thấp nhiệt đới. Năm 2006, Đà Nẵng chịu ảnh hưởng của bão Xangsane - cơn bão mạnh nhất đổ bộ vào Đà Nẵng trong 100 năm qua, gây thiệt hại nặng nề cho thành phố.
Thời gian nắng ở quần đảo Hoàng Sa dao động trong khoảng từ 2.300 đến 2.500 giờ/năm. Nhiệt độ không khí tối thấp trung bình ở vùng biển quần đảo là 22-24 °C trong tháng 1, tăng dần và đạt cực đại trung bình 28.5-29 °C trong tháng 6 và tháng 7. Chế độ gió vùng quần đảo Hoàng Sa phức tạp và thể hiện ảnh hưởng của địa hình lục địa Việt Nam và Trung Quốc. Gió tây nam chiếm ưu thế vào mùa hè; gió đông bắc chiếm ưu thế trong mùa đông. Lượng mưa trung bình năm ở Hoàng Sa là khoảng 1.300-1.700 mm. Độ ẩm tương đối trung bình 80-85% và hầu như không biến động nhiều theo mùa.
| Dữ liệu khí hậu của Đà Nẵng                                    | Dữ liệu khí hậu của Đà Nẵng | Dữ liệu khí hậu của Đà Nẵng | Dữ liệu khí hậu của Đà Nẵng | Dữ liệu khí hậu của Đà Nẵng | Dữ liệu khí hậu của Đà Nẵng | Dữ liệu khí hậu của Đà Nẵng | Dữ liệu khí hậu của Đà Nẵng | Dữ liệu khí hậu của Đà Nẵng | Dữ liệu khí hậu của Đà Nẵng | Dữ liệu khí hậu của Đà Nẵng | Dữ liệu khí hậu của Đà Nẵng | Dữ liệu khí hậu của Đà Nẵng | Dữ liệu khí hậu của Đà Nẵng |
| Tháng                                                          | 1                           | 2                           | 3                           | 4                           | 5                           | 6                           | 7                           | 8                           | 9                           | 10                          | 11                          | 12                          | Năm                         |
| -------------------------------------------------------------- | --------------------------- | --------------------------- | --------------------------- | --------------------------- | --------------------------- | --------------------------- | --------------------------- | --------------------------- | --------------------------- | --------------------------- | --------------------------- | --------------------------- | --------------------------- |
| Cao kỉ lục °C (°F)                                             | 37.4 (99.3)                 | 37.0 (98.6)                 | 39.9 (103.8)                | 41.1 (106.0)                | 40.6 (105.1)                | 40.1 (104.2)                | 40.2 (104.4)                | 40.2 (104.4)                | 38.2 (100.8)                | 35.7 (96.3)                 | 32.8 (91.0)                 | 31.2 (88.2)                 | 41.1 (106.0)                |
| Trung bình ngày tối đa °C (°F)                                 | 25.1 (77.2)                 | 26.1 (79.0)                 | 28.5 (83.3)                 | 31.0 (87.8)                 | 33.1 (91.6)                 | 34.2 (93.6)                 | 34.4 (93.9)                 | 33.9 (93.0)                 | 31.6 (88.9)                 | 29.3 (84.7)                 | 27.1 (80.8)                 | 24.9 (76.8)                 | 29.9 (85.8)                 |
| Trung bình ngày °C (°F)                                        | 21.8 (71.2)                 | 22.5 (72.5)                 | 24.4 (75.9)                 | 26.2 (79.2)                 | 28.3 (82.9)                 | 29.0 (84.2)                 | 29.1 (84.4)                 | 28.8 (83.8)                 | 27.4 (81.3)                 | 25.9 (78.6)                 | 24.1 (75.4)                 | 22.4 (72.3)                 | 25.8 (78.4)                 |
| Tối thiểu trung bình ngày °C (°F)                              | 19.1 (66.4)                 | 20.0 (68.0)                 | 21.5 (70.7)                 | 23.5 (74.3)                 | 24.9 (76.8)                 | 25.6 (78.1)                 | 25.4 (77.7)                 | 25.4 (77.7)                 | 24.3 (75.7)                 | 23.3 (73.9)                 | 21.8 (71.2)                 | 19.7 (67.5)                 | 22.9 (73.2)                 |
| Thấp kỉ lục °C (°F)                                            | 10.2 (50.4)                 | 13.1 (55.6)                 | 12.7 (54.9)                 | 16.7 (62.1)                 | 20.6 (69.1)                 | 21.6 (70.9)                 | 21.1 (70.0)                 | 20.4 (68.7)                 | 19.8 (67.6)                 | 16.9 (62.4)                 | 14.4 (57.9)                 | 9.2 (48.6)                  | 9.2 (48.6)                  |
| Lượng Giáng thủy trung bình mm (inches)                        | 85 (3.3)                    | 25 (1.0)                    | 20 (0.8)                    | 35 (1.4)                    | 84 (3.3)                    | 90 (3.5)                    | 87 (3.4)                    | 117 (4.6)                   | 312 (12.3)                  | 650 (25.6)                  | 432 (17.0)                  | 216 (8.5)                   | 2.153 (84.8)                |
| Số ngày giáng thủy trung bình                                  | 11.6                        | 6.3                         | 4.1                         | 5.4                         | 9.8                         | 8.7                         | 9.2                         | 11.0                        | 14.4                        | 20.1                        | 20.5                        | 18.3                        | 139.4                       |
| Độ ẩm tương đối trung bình (%)                                 | 84.2                        | 83.9                        | 83.5                        | 82.6                        | 79.5                        | 76.5                        | 75.3                        | 77.2                        | 81.9                        | 84.5                        | 84.8                        | 85.5                        | 81.6                        |
| Số giờ nắng trung bình tháng                                   | 139                         | 145                         | 188                         | 209                         | 246                         | 239                         | 253                         | 218                         | 176                         | 145                         | 120                         | 103                         | 2.182                       |
| Nguồn 1: Vietnam Institute for Building Science and Technology |                             |                             |                             |                             |                             |                             |                             |                             |                             |                             |                             |                             |                             |
| Nguồn 2: Deutscher Wetterdienst                                |                             |                             |                             |                             |                             |                             |                             |                             |                             |                             |                             |                             |                             |

#### Thủy văn
Hệ thống sông ngòi ngắn và dốc, bắt nguồn từ phía tây, tây bắc và tỉnh Quảng Nam (cũ). Có hai sông chính là sông Hàn với chiều dài khoảng 204 km, tổng diện tích lưu vực khoảng 5.180 km² và sông Cu Đê với chiều dài khoảng 38 km, lưu vực khoảng 426 km². Ngoài ra, trên địa bàn thành phố còn có các sông khác: sông Yên, sông Chu Bái, sông Vĩnh Điện, sông Túy Loan, sông Phú Lộc... Các sông đều có hai mùa: mùa cạn từ tháng 1 đến tháng 8 và mùa lũ từ tháng 9 đến tháng 12. Thành phố còn có hơn 546 ha mặt nước có khả năng nuôi trồng thủy sản.
Nước ngầm của vùng Đà Nẵng khá đa dạng, các khu vực có triển vọng khai thác là nguồn nước ngầm tệp đá vôi Hòa Hải – Hòa Quý ở chiều sâu tầng chứa nước 50–60 m; khu Khánh Hòa có nguồn nước ở độ sâu 30–90 m; các khu khác đang được thăm dò. Đầu năm 2013, do các công trình thủy điện đầu nguồn tích nước không xả nước về vùng đồng bằng, vùng xuôi khiến cho người dân Đà Nẵng phải đối mặt với việc thiếu nước sinh hoạt và nguồn nước tưới tiêu cho cây trồng. Bên cạnh đó thành phố cũng phải đối phó với tình trạng nguồn nước bị nhiễm mặn hàng năm.
Vùng biển Đà Nẵng có chế độ thủy triều thuộc chế độ bán nhật triều không đều. Hầu hết các ngày trong tháng đều có hai lần nước lên và hai lần nước xuống, độ lớn triều tại Đà Nẵng khoảng trên dưới 1 m. Dòng chảy ở vùng biển gần bờ có hướng chủ đạo là hướng đông nam với tốc độ trung bình khoảng 20–25 cm/s. Khu vực gần bờ có tốc độ lớn hơn so với khu vực ngoài khơi một chút.

### Môi trường
Quá trình mở rộng không gian đô thị, xây dựng cơ sở hạ tầng, khai thác tài nguyên đất và sự phát triển nhanh của ngành công nghiệp, du lịch của địa phương đã gây nên những tác động đến môi trường không khí, môi trường sinh thái và đa dạng sinh học của thành phố. Năm 2010, tổng lượng nước thải công nghiệp khoảng 6.835 m³/ngày. Các dự án lấn biển như Khu Đô thị Đa Phước, Khu Dịch vụ Thủy sản Thọ Quang, Khu Dịch vụ Hậu cần Cảng Đà Nẵng... có nguy cơ tác động đến môi trường, hệ sinh thái vùng bờ Đà Nẵng. Kết quả điều tra năm 2006 cho thấy diện tích san hô khu vực ven biển Đà Nẵng không có khả năng phục hồi là 81%. Năm 2012, Khu Dịch vụ Thủy sản Thọ Quang là điểm nóng nhất về ô nhiễm môi trường trên địa bàn thành phố. Chất lượng nước ở các con sông cũng có vấn đề, đặc biệt là vùng hạ lưu, các sông đều bị ô nhiễm bởi một lượng khá lớn coliform, BOD5, COD và các chất khác. Trong nội ô thành phố Đà Nẵng, lượng bụi, lưu huỳnh điôxit, tiếng ồn, hóa chất độc hại đều vượt tiêu chuẩn cho phép.
Trước tình trạng ô nhiễm môi trường, vào tháng 10 năm 2008, thành phố Đà Nẵng đã phê duyệt đề án "Xây dựng Đà Nẵng - Thành phố môi trường". Đề án được xây dựng trên tiêu chí đến năm 2020, các yêu cầu về chất lượng môi trường đất, chất lượng môi trường nước, chất lượng môi trường không khí trên toàn thành phố được đảm bảo, tạo sự an toàn về sức khỏe và môi trường cho người dân, các nhà đầu tư, cho du khách trong và ngoài nước khi đến với Đà Nẵng.

## Quy hoạch và kiến trúc đô thị

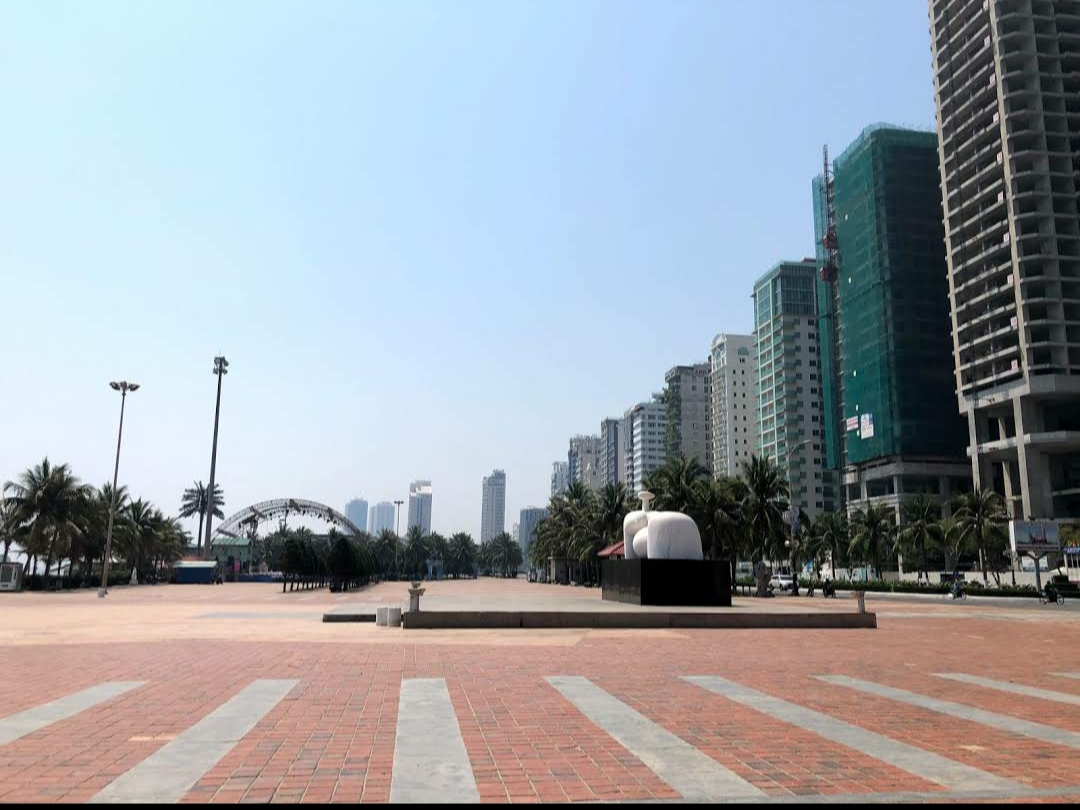
Công viên Biển Đông

Đà Nẵng khi mới hình thành theo quy hoạch của người Pháp được chia thành hai khu vực rõ rệt. Khu người Pháp (quartier français) nằm ở trung tâm thành phố, chiều dọc từ đầu Quai Coubert (nay là đường Bạch Đằng) đến ngã ba Quai Coubert – Đồng Khánh (nay là Hùng Vương), chiều ngang đến đường Marc Pourpre (Lê Lợi). Khu bản xứ (quartier indigène) là nơi người Việt sinh sống gồm phần lớn diện tích còn lại của thành phố. Nếu như khu người Pháp có đại lộ tráng nhựa và đường dành cho đi dạo rợp bóng cây thì khu người bản xứ lại là một khu chen lẫn giữa nhà cửa lụp xụp và nhà khá giả, đường nhựa và đường rải đá, đường đất. Quai Courbet giữ vai trò là đường xương sống của Tourane thời Pháp thuộc, chạy từ bắc xuống nam dọc theo tả ngạn sông Hàn. Dọc theo đường này có nhiều công trình kiến trúc từ thời Pháp thuộc, cũng là điểm xuất phát để từ đó người Pháp mở rộng thành phố về hướng tây và hình thành những đường phố có khoảng cách gần như đều nhau. Tuy nhiên, Pháp chỉ chú ý đầu tư xây dựng bên tả ngạn.

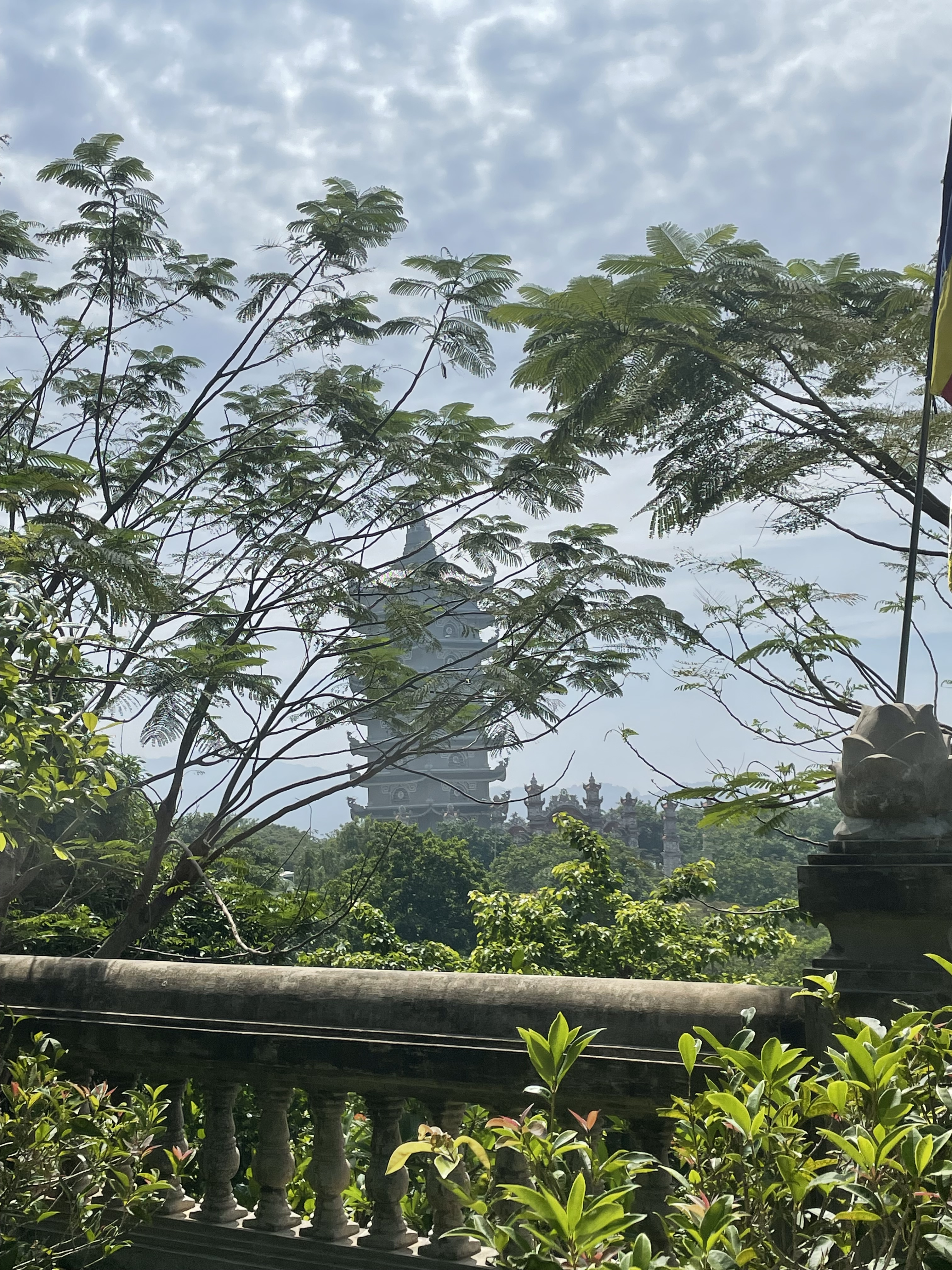
Một góc chùa Linh Ứng

Sau năm 1975, thành phố Đà Nẵng đã đầu tư cho quy hoạch đôi bờ sông Hàn với những công viên, đường đi dạo dọc hai bờ sông, nhiều cây cầu tiếp nhau nối liền hai bờ đông tây. Sông Hàn trở thành "chiếc ban công" thể hiện bộ mặt đô thị Đà Nẵng. Các dự án bất động sản hàng trăm triệu đô la Mỹ được đầu tư xây dựng hai bên sông Hàn, đặc biệt trong khu vực trung tâm với các công trình quy mô rất lớn tạo điểm nhấn cho thành phố. Tòa nhà Trung tâm Hành chính Thành phố cao 167m với 34 tầng là tòa nhà trung tâm hành chính cao nhất Việt Nam. Hiện nay tòa nhà cao nhất Đà Nẵng (và cũng là cao nhất miền Trung) là tòa nhà Wyndham Soleil Đà Nẵng D cao 180m với 50 tầng (đã xây xong phần thô, đang trong quá trình hoàn thiện đưa vào sử dụng cuối năm 2020). Tính đến năm 2019, Đà Nẵng có hơn 140 tòa nhà cao trên 12 tầng, trong đó có 40 tòa nhà cao trên 100m, 2 tòa nhà cao trên 200m. Cầu Rồng với hệ thống phun nước, phun lửa được xem là con rồng thép lớn nhất thế giới. Không gian đô thị Đà Nẵng cũng được quy hoạch theo hướng hướng ra sông, ra biển để tạo không gian tốt cho kinh tế phát triển. Thành phố đã phát triển nhanh các đô thị mới quy mô 500 - 1.000 ha, hình thành các khu công nghiệp thân thiện môi trường và triển khai nhiều dự án bất động sản.
Thủ tướng Chính phủ đã ký Quyết định 2357/QĐ-TTg năm 2013 phê duyệt điều chỉnh quy hoạch chung thành phố Đà Nẵng đến năm 2030 và tầm nhìn đến năm 2050. Mục tiêu phát triển Đà Nẵng thành thành phố cấp quốc gia, hiện đại; tầm nhìn đến năm 2050, xây dựng và phát triển Đà Nẵng trở thành thành phố đặc biệt cấp quốc gia, hướng tới đô thị cấp quốc tế và phát triển bền vững. Theo đồ án quy hoạch chung đến năm 2030, đồ án xác định đến năm 2030 dân số Đà Nẵng là 2,5 triệu người. Diện tích đất xây dựng đô thị sẽ phát triển tương ứng là 37.500 ha. Như vậy, so với hiện nay thì dân số và diện tích đất xây dựng đô thị sẽ tăng hơn 2,5 lần. Trong định hướng phát triển, thành phố Đà Nẵng sẽ mở rộng về các hướng tây bắc, nam và đông nam. Thành phố đặc biệt chú trọng đến việc quy hoạch trên nền tảng không gian xanh, thân thiện với môi trường. Cơ sở hạ tầng giao thông ngầm với các bãi đỗ xe ngầm và tàu điện ngầm cũng nằm trong mục tiêu quy hoạch của thành phố.

## Thương hiệu Đà Nẵng
Để chuẩn bị cho một cuộc bứt phá của vùng kinh tế trọng điểm miền Trung, những năm qua, Đà Nẵng đã nỗ lực cải thiện hình ảnh và vị thế của mình. Từ năm 2001, thành phố đề ra kế hoạch thực hiện chương trình "Thành phố 5 không": không hộ đói, không mù chữ, không lang thang xin ăn, không nghiện ma túy trong cộng đồng và không cướp của, giết người. Sau kết quả ban đầu của chương trình "Thành phố 5 không", Đà Nẵng lại tiếp tục với chương trình "Thành phố 3 có": có nhà ở, có việc làm và có nếp sống văn hóa, văn minh đô thị.. Năm 2016, thành phố đề ra Chương trình "Thành phố 4 an": An ninh trật tự, an toàn giao thông, an toàn thực phẩm và an sinh xã hội. Các chương trình này có ý nghĩa cực kỳ quan trọng, góp phần thực hiện thành công công tác an sinh xã hội, xây dựng được nếp sống văn hóa văn minh đô thị, quản lý trật tự, an ninh, đã tạo thành mục tiêu để chính quyền thành phố phấn đấu và tạo được niềm tin đối với người dân. Các chương trình này đã tạo nên một thương hiệu riêng có của Đà Nẵng được cả nước, trung ương và bạn bè quốc tế thừa nhận và đánh giá cao.

## Chính quyền

### Đảng bộ

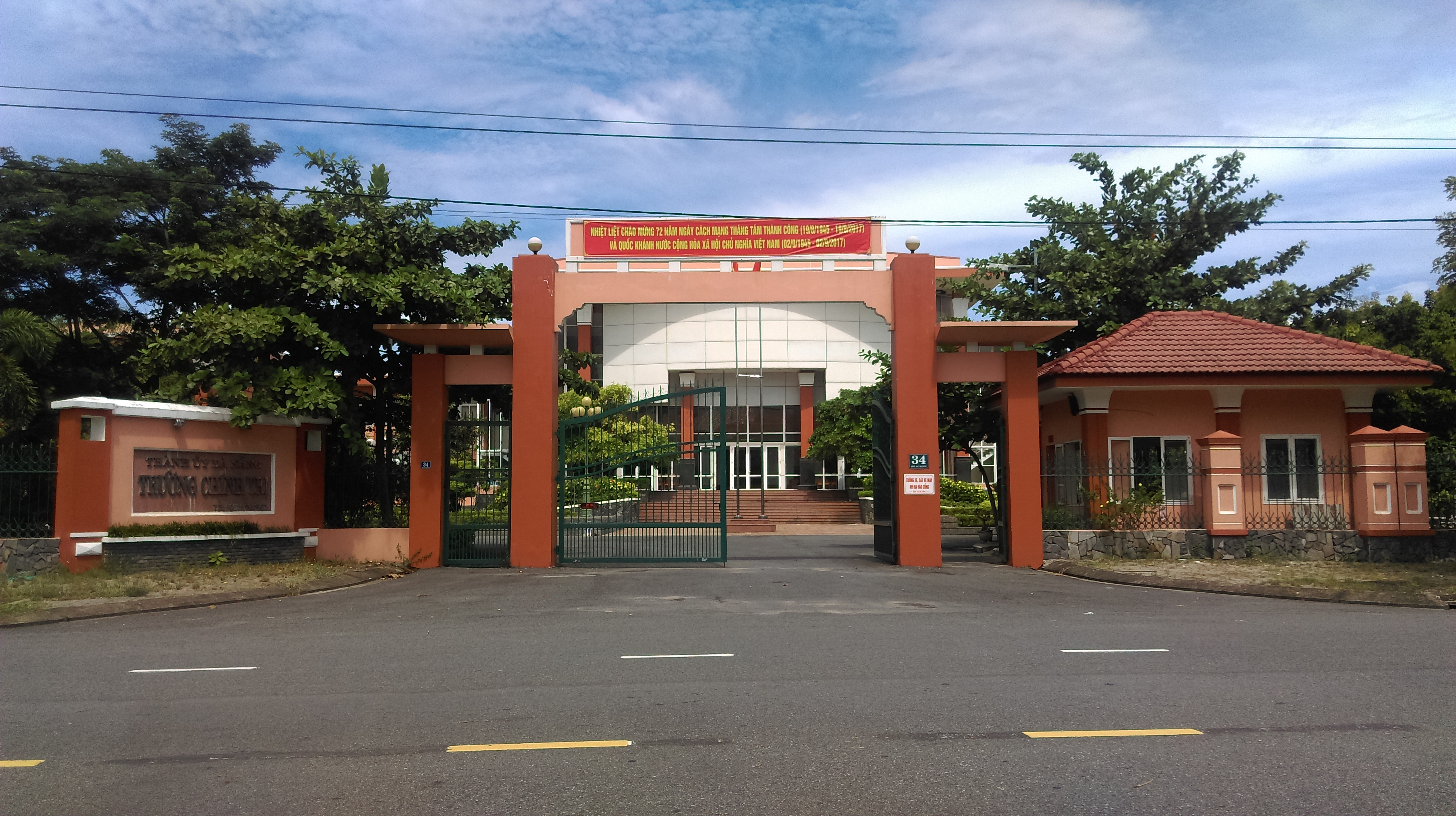
Trường Chính trị Thành phố Đà Nẵng

Ban Chấp hành Đảng bộ Thành phố Đà Nẵng (hay thường gọi là Thành ủy Đà Nẵng) là cơ quan lãnh đạo cao nhất của Đảng bộ thành phố giữa hai kỳ Đại hội Đảng bộ. Thành ủy Thành phố Đà Nẵng khóa XXII nhiệm kỳ 2020-2025 gồm 51 ủy viên, bầu ra Thường vụ Thành ủy gồm 14 thành viên. Đứng đầu Đảng ủy Thành phố là Bí thư Thành ủy do chính Thành ủy thành phố bầu ra hoặc do Bộ Chính trị Ban Chấp hành Trung ương Đảng Cộng sản Việt Nam phân công và chỉ định, là một Ủy viên Trung ương Đảng. Bí thư Thành ủy thành phố Đà Nẵng hiện tại là ông Nguyễn Văn Quảng.

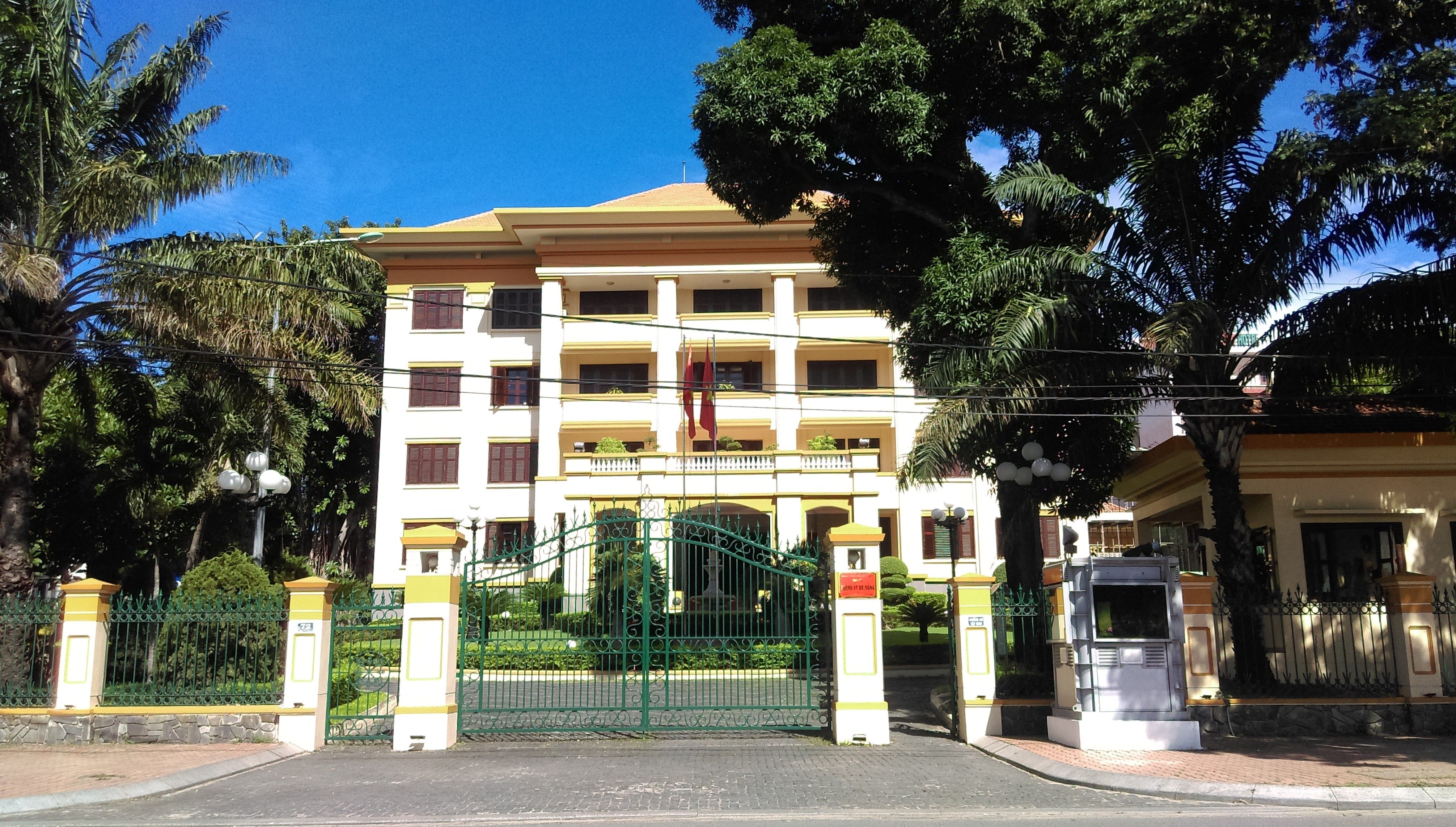
Thành ủy Đà Nẵng

Ủy ban Mặt trận Tổ quốc Thành phố nhiệm kỳ X (2014 - 2019) gồm 90 ủy viên, bầu ra Ban Thường trực UBMTTQ Thành phố gồm 13 người. Chủ tịch UBMTTQ đương nhiệm là ông Ngô Xuân Thắng, Ủy viên Thường vụ Thành ủy thành phố, Bí thư Đảng đoàn.
Ngày 24 tháng 1 năm 2019, Tổng Bí thư Ban Chấp hành Trung ương Đảng Cộng sản Việt Nam đã thay mặt Bộ Chính trị Ban Chấp hành Trung ương Đảng Cộng sản Việt Nam ký ban hành Nghị quyết số 43-NQ/TW của Bộ Chính trị về xây dựng và phát triển thành phố Đà Nẵng đến năm 2030, tầm nhìn đến năm 2045. Theo đó, Bộ Chính trị đồng ý nhiều chủ trương mang tính định hướng cho Đà Nẵng phát triển trong giai đoạn mới và cần có cơ chế, chính sách đặc thù để xây dựng và phát triển thành phố Đà Nẵng tạo động lực cho phát triển khu vực Miền Trung - Tây Nguyên và cả nước.

### Chính quyền đô thị

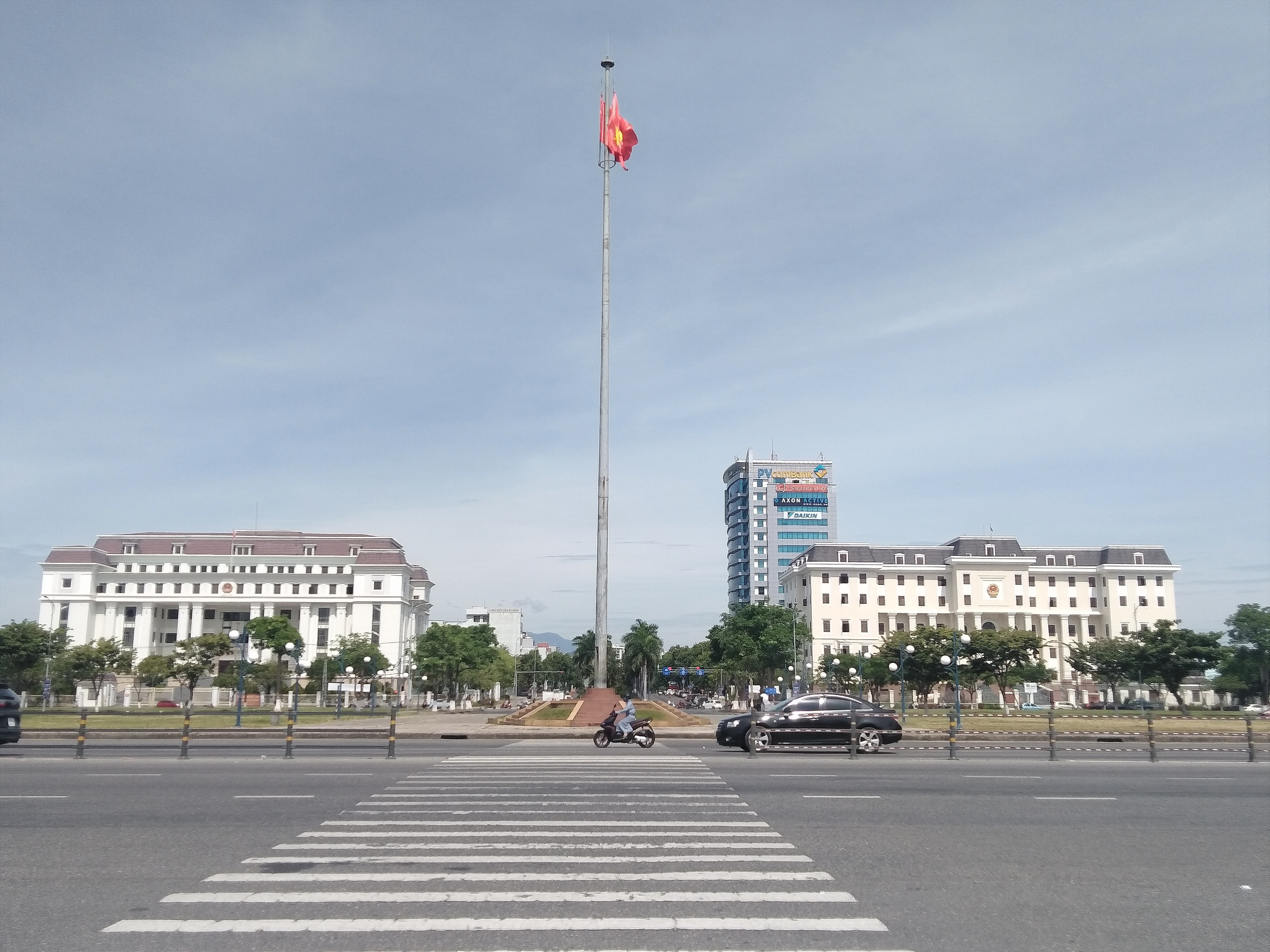
Tòa án nhân dân Đà Nẵng (bên trái) và Tòa án nhân dân Tối cao tại Đà Nẵng (bên phải), đối diện Quảng trường 2 Tháng 9

Thành phố Đà Nẵng là một trong sáu thành phố trực thuộc trung ương của Việt Nam, được xếp vào đô thị loại I, thỏa mãn các tiêu chí như tỷ lệ lao động phi nông nghiệp khu vực nội thành (năm 2013) tối thiểu đạt 87,3% so với tổng số lao động, cơ sở hạ tầng được đầu tư xây dựng đồng bộ và cơ bản hoàn chỉnh, cao nhất trong sáu thành phố trực thuộc Trung ương.

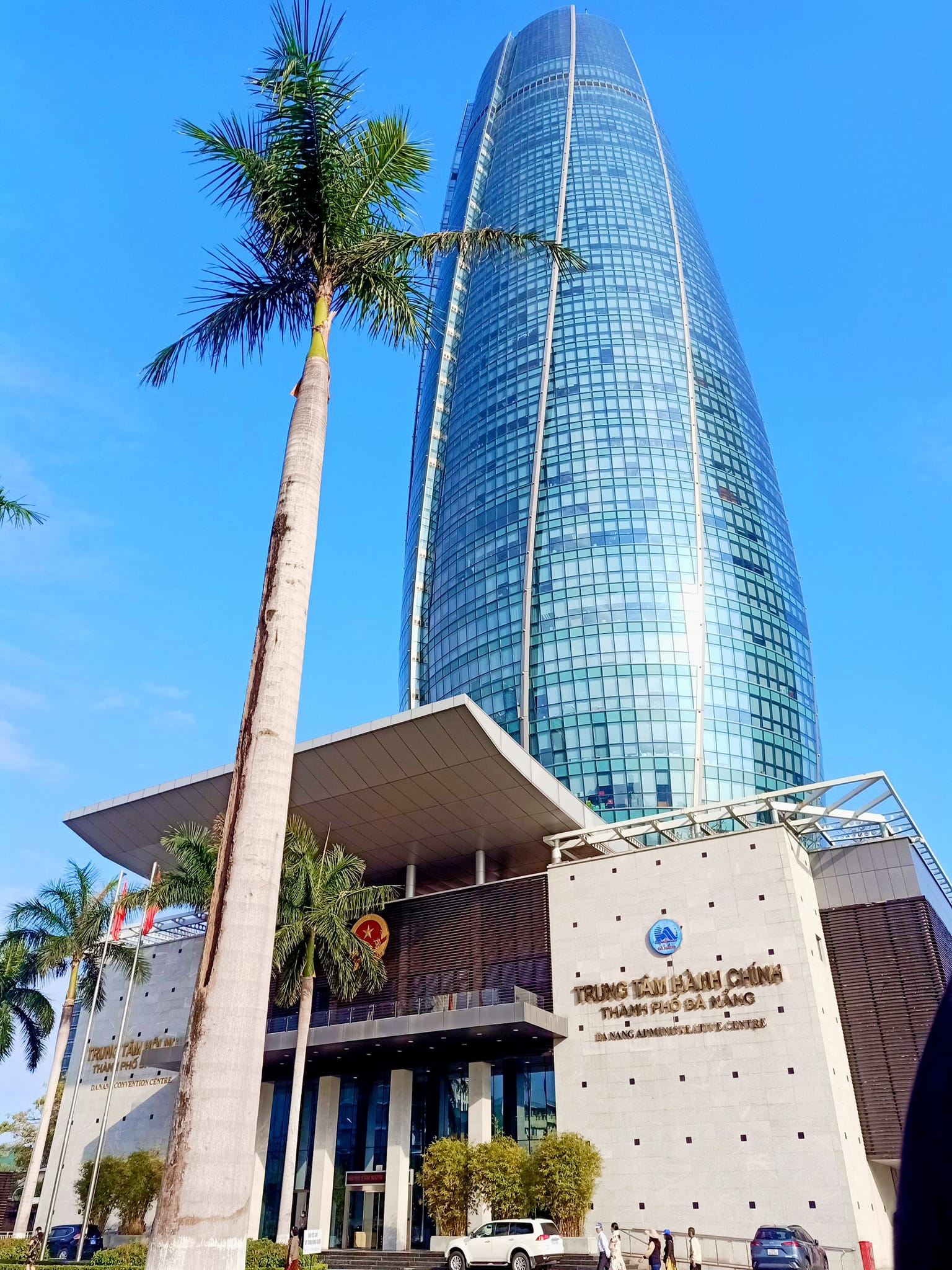
Trung tâm hành chính Thành Phố Đà Nẵng

Quốc hội Việt Nam đã cho phép thành phố Đà Nẵng tổ chức mô hình chính quyền đô thị theo hướng tinh gọn bộ máy điều hành. Mô hình chính quyền đô thị tại thành phố khác hoàn toàn mô hình chính quyền nông thôn ở các tỉnh trên cả nước.
Cũng như các tỉnh và thành phố khác của Việt Nam, Hội đồng Nhân dân thành phố Đà Nẵng là cơ quan quyền lực nhà nước ở thành phố do người dân thành phố trực tiếp bầu lên với nhiệm kỳ 5 năm. Hội đồng Nhân dân thành phố Đà Nẵng khóa IX nhiệm kỳ 2016–2021 gồm 49 đại biểu. Kỳ họp thứ nhất của Hội đồng Nhân dân thành phố ngày 16 tháng 6 năm 2016 đã bầu ra Thường trực Hội đồng Nhân dân gồm 7 người và bầu ra Chủ tịch Hội đồng Nhân dân (thường đồng thời là Bí thư Thành ủy thành phố). Chủ tịch Hội đồng nhân dân thành phố hiện tại là ông Ngô Xuân Thắng.
Ủy ban Nhân dân thành phố Đà Nẵng là cơ quan chấp hành của Hội đồng Nhân dân, do Hội đồng Nhân dân bầu ra và là cơ quan hành chính nhà nước ở thành phố, chịu trách nhiệm chấp hành Hiến pháp, pháp luật, các văn bản của Chính phủ Việt Nam và các nghị quyết của Hội đồng Nhân dân thành phố. Ủy ban Nhân dân thành phố khóa IX (nhiệm kỳ 2016-2021) được Hội đồng Nhân dân thành phố bầu ra Chủ tịch và 4 Phó Chủ tịch. Chủ tịch Ủy ban Nhân dân thành phố đương nhiệm là ông Lương Nguyễn Minh Triết.
Ở cơ sở gồm có ủy ban Nhân dân, các phường; không tổ chức hội đồng Nhân dân cấp phường, hoạt động theo cơ chế thủ trưởng nhằm tăng tính chủ động, linh hoạt, tăng cường trách nhiệm của người đứng đầu.

### Cơ quan trung ương
Thành phố Đà Nẵng cũng là nơi đặt các văn phòng đại diện của các bộ, ban ngành của Chính phủ Việt Nam, các cơ quan của Trung ương Đảng Cộng sản Việt Nam làm nhiệm vụ phụ trách khu vực Miền Trung - Tây Nguyên, nhiều thứ hai sau Thành phố Hồ Chí Minh:
- Cục Quản trị T.26 - Văn phòng Trung ương Đảng Cộng sản Việt Nam.
- Vụ Địa phương II - Ban Tổ chức Trung ương Đảng Cộng sản Việt Nam.
- Vụ Địa phương II - Ban Nội chính Trung ương Đảng Cộng sản Việt Nam.
- Vụ Địa phương V - Ủy ban Kiểm tra Trung ương Đảng Cộng sản Việt Nam.
- Cơ quan thường trực Ban Dân vận Trung ương Đảng Cộng sản Việt Nam.
- Cơ quan thường trực Ban Tuyên giáo Trung ương Đảng Cộng sản Việt Nam.
- Văn phòng III - Bộ Kế hoạch và Đầu tư.
- Cơ quan đại diện Văn phòng Bộ Thông tin và Truyền thông.
- Cơ quan đại diện Văn phòng Bộ Văn hóa, Thể thao và Du lịch.
- Cơ quan đại diện Văn phòng Bộ Công Thương.
- Tòa án nhân dân cấp cao.
- Viện kiểm sát nhân dân cấp cao.

Và nhiều cơ quan đại diện khác.

## Hành chính
Thành phố Đà Nẵng có 94 đơn vị hành chính cấp xã, gồm 23 phường, 70 xã và 1 đặc khu.
| Tên           | Diện tích (km²) | Dân số (người) |
| ------------- | --------------- | -------------- |
| Phường (23)   |                 |                |
| An Hải        | 7,37            | 82.635         |
| An Khê        | 12,36           | 93.625         |
| An Thắng      | 19,64           | 34.176         |
| Bàn Thạch     | 34,77           | 36.800         |
| Cẩm Lệ        | 14,05           | 78.837         |
| Điện Bàn      | 19,78           | 41.270         |
| Điện Bàn Bắc  | 36,39           | 30.780         |
| Điện Bàn Đông | 61,02           | 72.273         |
| Hải Châu      | 7,58            | 131.427        |
| Hải Vân       | 406,09          | 48.992         |
| Hòa Cường     | 15,72           | 119.363        |
| Hòa Khánh     | 40,93           | 112.518        |
| Hòa Xuân      | 27,96           | 85.580         |
| Hội An        | 10,81           | 37.222         |
| Hội An Đông   | 18,22           | 31.109         |
| Hội An Tây    | 18,09           | 42.370         |
| Hương Trà     | 14,64           | 33.523         |
| Liên Chiểu    | 41,19           | 70.628         |
| Ngũ Hành Sơn  | 40,19           | 115.944        |
| Quảng Phú     | 36,21           | 28.845         |
| Sơn Trà       | 56,03           | 86.890         |
| Tam Kỳ        | 8,36            | 44.075         |
| Thanh Khê     | 7,92            | 201.240        |

| Tên          | Diện tích (km²) | Dân số (người) |
| ------------ | --------------- | -------------- |
| Xã (70)      |                 |                |
| A Vương      | 255,30          | 5.463          |
| Bà Nà        | 136,41          | 25.267         |
| Bến Giằng    | 535,96          | 8.277          |
| Bến Hiên     | 255,85          | 4.588          |
| Chiên Đàn    | 48,63           | 32.145         |
| Duy Nghĩa    | 35,36           | 32.143         |
| Duy Xuyên    | 125,78          | 32.243         |
| Đại Lộc      | 73,97           | 61.217         |
| Đắc Pring    | 412,49          | 3.060          |
| Điện Bàn Tây | 43,31           | 44.473         |
| Đồng Dương   | 76,49           | 24.773         |
| Đông Giang   | 169,43          | 8.870          |
| Đức Phú      | 108,97          | 9.240          |
| Gò Nổi       | 36,20           | 29.968         |
| Hà Nha       | 132,69          | 38.199         |
| Hiệp Đức     | 150,47          | 14.931         |
| Hòa Tiến     | 65,90           | 38.823         |
| Hòa Vang     | 107,61          | 26.712         |
| Hùng Sơn     | 287,95          | 7.958          |
| Khâm Đức     | 161,98          | 9,741          |
| La Dêê       | 184,81          | 2.930          |
| La Êê        | 243,12          | 2.371          |
| Lãnh Ngọc    | 161,14          | 14.847         |

| Tên           | Diện tích (km²) | Dân số (người) |
| ------------- | --------------- | -------------- |
| Nam Giang     | 262,94          | 4.301          |
| Nam Phước     | 38,85           | 53.498         |
| Nam Trà My    | 178,31          | 7.395          |
| Nông Sơn      | 112,53          | 21.018         |
| Núi Thành     | 124,75          | 69.406         |
| Phú Ninh      | 131,35          | 26.954         |
| Phú Thuận     | 130,89          | 27.575         |
| Phước Chánh   | 107,56          | 4.466          |
| Phước Hiệp    | 340,05          | 4.529          |
| Phước Năng    | 257,10          | 8.452          |
| Phước Thành   | 286,65          | 4.651          |
| Phước Trà     | 196,22          | 6.933          |
| Quế Phước     | 359,11          | 14.162         |
| Quế Sơn       | 94,10           | 34.122         |
| Quế Sơn Trung | 111,37          | 33.300         |
| Sông Kôn      | 212,94          | 8.746          |
| Sông Vàng     | 183,63          | 7.024          |
| Sơn Cẩm Hà    | 118,75          | 17.608         |
| Tam Anh       | 68,84           | 31.026         |
| Tam Hải       | 13,32           | 10.312         |
| Tam Mỹ        | 173,14          | 18.064         |
| Tam Xuân      | 66,92           | 42.834         |
| Tân Hiệp      | 16,43           | 2.614          |
| Tây Giang     | 400,45          | 8.629          |

| Tên          | Diện tích (km²) | Dân số (người) |
| ------------ | --------------- | -------------- |
| Tây Hồ       | 75,67           | 35.493         |
| Thạnh Bình   | 100,89          | 24.775         |
| Thạnh Mỹ     | 207,78          | 9.072          |
| Thăng An     | 80,98           | 51.988         |
| Thăng Bình   | 68,91           | 54.415         |
| Thăng Điền   | 61,59           | 42.280         |
| Thăng Phú    | 60,50           | 17.266         |
| Thăng Trường | 63,79           | 24.803         |
| Thu Bồn      | 108,77          | 36.909         |
| Thượng Đức   | 216,37          | 22.520         |
| Tiên Phước   | 74,63           | 28.137         |
| Trà Đốc      | 233,61          | 10.475         |
| Trà Giáp     | 121,55          | 5.939          |
| Trà Leng     | 221,15          | 6.586          |
| Trà Liên     | 178,15          | 7.052          |
| Trà Linh     | 158,19          | 7.088          |
| Trà My       | 130,60          | 19.956         |
| Trà Tân      | 183,08          | 6.293          |
| Trà Tập      | 183,17          | 8.384          |
| Trà Vân      | 85,58           | 5.342          |
| Việt An      | 150,17          | 26.196         |
| Vu Gia       | 25,12           | 27.649         |
| Xuân Phú     | 51,99           | 37.083         |
| Đặc khu (1)  |                 |                |
| Hoàng Sa     | 305,00          | 0              |

## Kinh tế

### Cơ cấu kinh tế

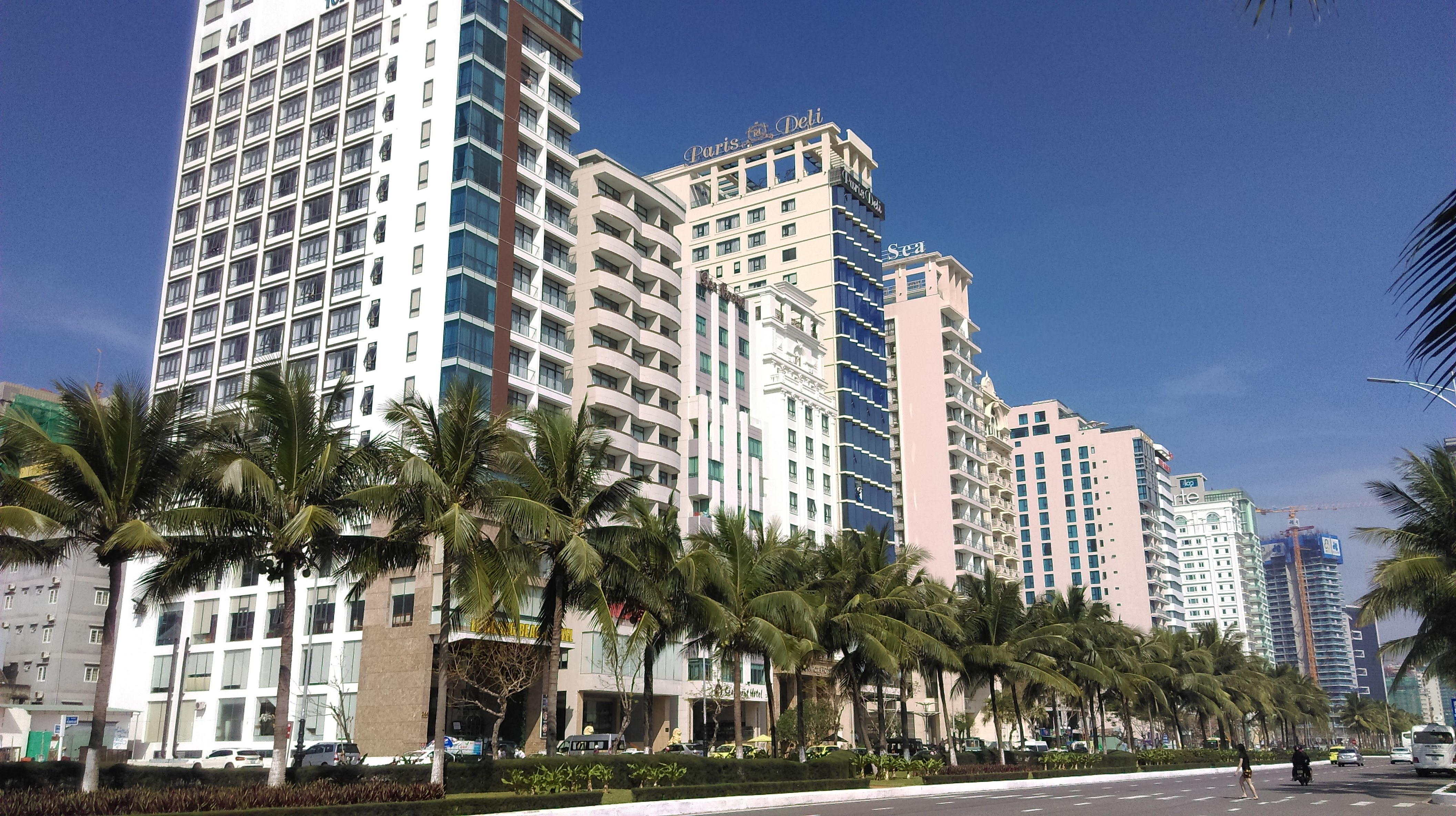
Khách sạn trên đường ven biển Võ Nguyên Giáp

Sau ngày chiến tranh Việt Nam chấm dứt, cơ sở hạ tầng của Đà Nẵng còn lại gần như nguyên vẹn nhưng quy mô ngành công nghiệp vẫn nhỏ bé, đồng thời đất đai ven thành phố bị bỏ hoang. Trải qua kế hoạch năm năm 1976-1980, thành phố đạt được một số thành tựu như công nghiệp - tiểu thủ công nghiệp tăng bình quân 14,7%/năm, tổ chức khai hoang được 700 ha đất,... Tổng kết kế hoạch năm năm 1981-1985 kế tiếp, sản lượng công nghiệp thành phố trong năm 1985 tăng 47% so với năm 1982; số thu ngân sách năm 1985 gấp 5,3 lần so với năm 1983. Tuy vậy, giai đoạn 1986-1990 chứng kiến khó khăn chung của cả nền kinh tế, trong đó có kinh tế Đà Nẵng. Giá trị sản xuất công nghiệp bị sụt giảm, năm 1990 chỉ bằng 95,5% so với năm 1985; một số cơ sở phải dừng hoạt động hoặc giải thể; số lượng xí nghiệp quốc doanh sụt giảm từ 64 xuống còn 59. Từ sau năm 1991, kinh tế thành phố dần đi vào ổn định và tăng trưởng. Bình quân tốc độ tăng trưởng kinh tế giai đoạn 1991-1998 là 15,6%/năm, cao hơn trung bình của cả nước. Sau khi trở thành thành phố trực thuộc trung ương, GDP bình quân giai đoạn 1997-8/2000 tăng 9,66%/năm; tỉ lệ đói nghèo giảm từ 8,79% của năm 1997 xuống còn hơn 2% vào năm 2000. Năm 2003, Đà Nẵng chiếm 1,5% tổng giá trị sản xuất công nghiệp của toàn Việt Nam, tăng so với mức 1,31% của năm 1996 (năm cuối cùng còn thuộc tỉnh Quảng Nam-Đà Nẵng). Từ năm 2015-2020, Đà Nẵng đạt tốc độ tăng trưởng kinh tế bình quân đạt 6,5 - 7%/năm. Tổng sản phẩm nội địa theo giá hiện hành (GRDP) trên địa bàn năm 2019 là 112.000 tỷ đồng tương đương 4,9 tỷ USD, xếp thứ 14 cả nước. GRDP bình quân đầu người năm 2019 đạt 95,7 triệu đồng tương đương với 4.117 USD. Tốc độ tăng trưởng GRDP đạt 6,47%, xếp thứ 60 cả nước. Tổng mức bán lẻ hàng hóa đạt gần 106.600 tỷ đồng.
Lực lượng lao động của thành phố năm 2005 là 386.487 người đến năm 2010 đã tăng lên 462.980 người, chiếm 49,14% dân số. Đây là nguồn cung đảm bảo cho nền kinh tế phát triển, nhất là chất lượng lao động ngày một tăng; tỷ lệ lao động qua đào tạo từ 37% năm 2005 tăng lên 50% năm 2010, tỷ lệ lao động qua đào tạo nghề tăng từ 25,5% năm 2005 lên 37% năm 2010. Tổng kim ngạch xuất nhập khẩu năm 2019 đạt gần 2,988 tỷ USD, trong đó kim ngạch xuất khẩu đạt 1,623 tỷ đồng, kim ngạch nhập khẩu đạt 1,365 tỷ đồng. Tổng vốn đầu tư phát triển trên địa bàn năm 2019 ước đạt hơn 39.712 tỷ đồng, tăng 2.84% so với năm 2018. Tổng thu ngân sách nhà nước năm 2019 là hơn 28.170 tỷ đồng, trong đó thu nội địa đạt 24.420 tỷ đồng
Năm 2019, kinh tế thành phố chỉ tăng 6,47% (mức tăng thấp nhất trong 7 năm trở lại đây). Vì vậy, Đà Nẵng là địa phương có tốc độ tăng GRDP thấp nhất trong 5 thành phố trực thuộc trung ương. Tỉ lệ vốn đầu tư trên GRDP đang dần thu hẹp, năm 2019 chỉ đạt 36,4%, thấp nhất trong giai đoạn 2016-2019.Vốn đầu tư thực hiện năm 2019 ước đạt 39.712 tỷ đồng tăng 2,84% so với 2018. Tổng thu ngân sách Nhà nước ước đạt 28.170 tỷ đồng, tăng 3,5% so với 2018. Tổng chi ngân sách đạt 24.372 tỷ đồng, tăng 30,25% so với 2018. Đến cuối tháng 12, tổng nguồn vốn huy động ước đạt 131.500 tỷ đồng, tăng 4,6% so với cùng kỳ, tổng dư nợ cho vay các thành phần kinh tế ước đạt 175.000 tỷ đồng, tăng 17% so với cùng kỳ. Thu nhập bình quân đầu người năm 2019 sơ bộ 6,057 triệu VN đồng / tháng, xếp 4/63 tỉnh thành cả nước. Tổng sản phẩm xã hội (GRDP) năm 2020 tại Đà Nẵng ước đạt 101.233 tỷ đồng, giảm 9,77% so với cùng kỳ năm 2019. GRDP bình quân đầu người ước đạt 87,16 triệu đồng, giảm 10,2% cùng kỳ. Trước khi chịu tác động xấu của Covid -19, trong giai đoạn 2016-2019 tổng sản phẩm xã hội trên địa bàn ước tăng 7,5%/năm, gấp 1,5 lần năm 2015; Tổng sản phẩm xã hội bình quân đầu người ước đạt hơn 95 triệu đồng (tương đương gần 4.100 USD) (Báo cáo Chính trị tại đại hội Đảng bộ thành phố khóa XXII). Đến năm 2024, GRDP đạt hơn 151.000 tỷ đồng và GDP/người đạt 4.719 USD/người.
Thành phố Đà Nẵng có nền kinh tế khá đa dạng bao gồm cả công nghiệp, nông nghiệp cho tới dịch vụ, du lịch, thương mại, trong đó dịch vụ, du lịch chiếm tỷ trọng lớn trong cơ cấu nền kinh tế thành phố. Cơ cấu kinh tế chuyển dịch theo hướng tăng tỷ trọng ngành dịch vụ, công nghiệp và giảm tỷ trọng nông nghiệp. Tỷ trọng nhóm ngành dịch vụ trong GDP năm 2019 là 57%, công nghiệp - xây dựng là 41% và nông nghiệp là 2%. Đến năm 2020, ngành dịch vụ chiếm tỷ trọng trong GDP từ 62-65%, công nghiệp-xây dựng 35-37%, nông nghiệp 1-3%. Thành phố Đà Nẵng cũng là nơi đặt hội sở của Tập đoàn Sun Group được thành lập năm 2007 và hiện nay tập đoàn có nhiều dự án lớn trên khắp các tỉnh thành của đất nước. Giá trị sản xuất của thủy sản so với Tổng giá trị sản xuất của Nông nghiệp – Lâm nghiệp – Thủy sản  là 53,8%.  

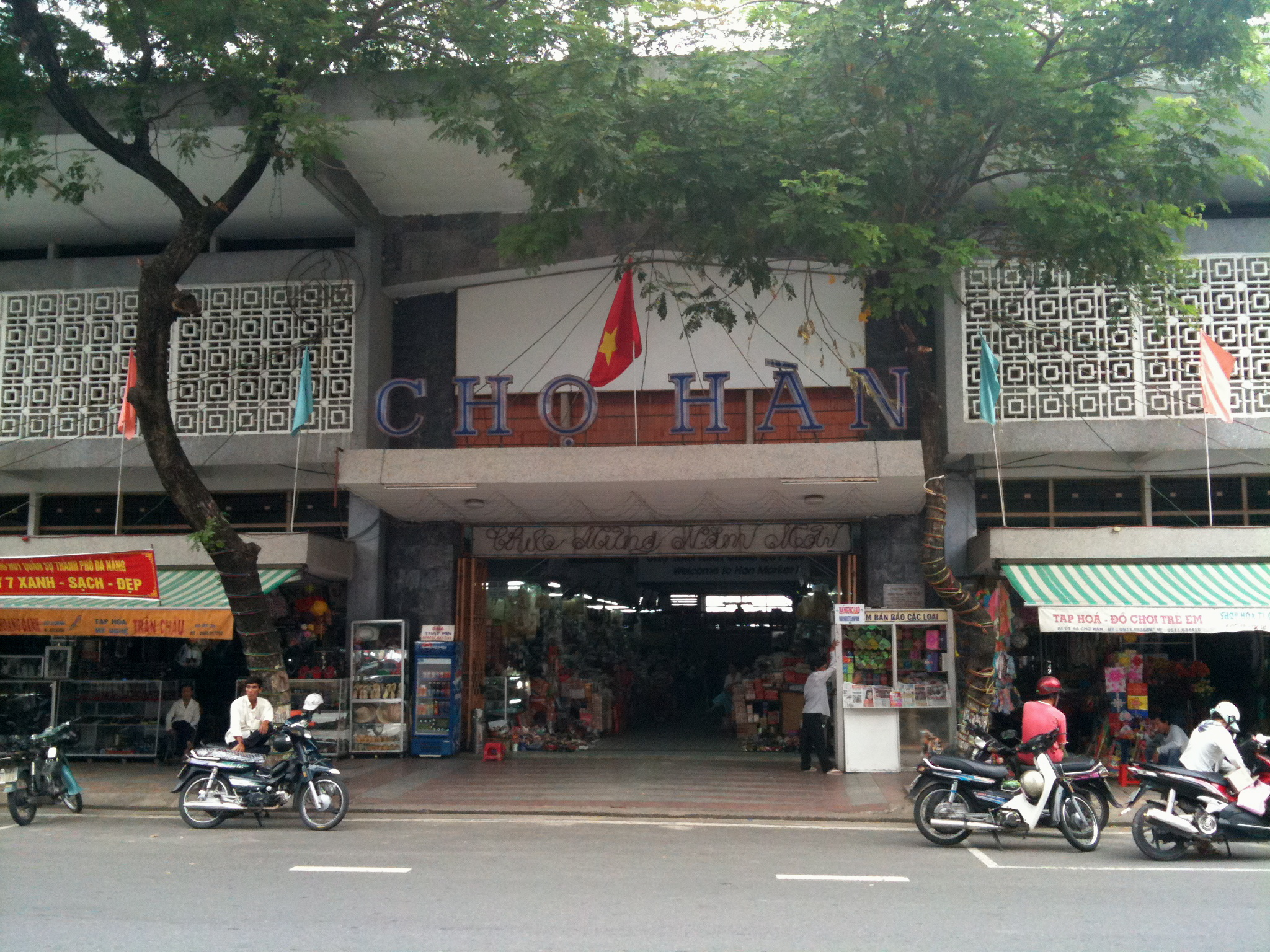
Mặt tiền chợ Hàn

#### Nông lâm ngư nghiệp
Dù là một thành phố trực thuộc trung ương , Đà Nẵng vẫn có 37.800 người làm việc trong lĩnh vực nông, lâm, ngư nghiệp vào năm 2007. Họ đã sản xuất được 45.000 tấn gạo và 41.000 tấn cá. Tuy nhiên, việc làm trong các ngành này đã giảm đáng kể trong thập kỷ đầu của thế kỷ 21. Sản lượng sản phẩm cũng đã giảm xuống trong nửa sau của thập kỷ. Nguyên nhân chính là do Đà Nẵng không có đủ đất để trồng cây, nuôi thú hoặc cá (tổng diện tích chỉ có 9200ha vào năm 2007) và vì nằm ở bên bờ biển, nên việc đánh bắt cá đóng góp nhiều hơn cho nền kinh tế hơn là nông nghiệp, với sản lượng gấp đôi nông nghiệp.

#### Công nghiệp

##### Quy mô
Ngành công nghiệp có tốc độ tăng trưởng bình quân 20%/năm. Thủy sản, dệt may, da giày, cao su,... là những lĩnh vực mũi nhọn được tập trung phát triển. Bên cạnh đó, thành phố Đà Nẵng còn chú tâm đến ngành Công nghệ thông tin (Công viên Phần mềm Đà Nẵng, Khu đô thị Công nghệ FPT Đà Nẵng, Khu Công nghệ cao Quốc gia Đà Nẵng), ngành công nghệ sinh học (Trung tâm Công nghệ Sinh học Đà Nẵng). Đà Nẵng còn chủ trương ưu tiên phát triển các ngành công nghiệp sạch phục vụ mục tiêu "Xây dựng Đà Nẵng – Thành phố môi trường". Năm 2008, chính quyền thành phố đã từ chối hai dự án FDI sản xuất thép và giấy với tổng vốn đăng ký lên đến 2,5 tỷ đô la Mỹ. Thành phố đề ra mục tiêu trở thành một trong những địa phương đi đầu trong công cuộc công nghiệp hóa - hiện đại hóa của Việt Nam, trở thành thành phố công nghiệp trước năm 2020.

##### Khu công nghệ cao
Khu công nghệ cao Đà Nẵng với số vốn đầu tư ban đầu 8.156 tỷ đồng là một trong bốn khu công nghệ cao trên cả nước, cùng với Khu công nghệ cao Thành phố Hồ Chí Minh, Khu Công nghệ cao Hoà Lạc và Khu Công nghệ cao Hà Nam. Đến nay, Khu công nghệ cao Đà Nẵng đã thu hút được một số dự án công nghiệp có vốn đầu tư lớn, như: Nhà máy sản xuất linh kiện hàng không vũ trụ Sunshine (Hoa Kỳ), Nhà máy sản xuất linh kiện hàng không KP Vina (Hàn Quốc), Nhà máy điện tử Foxlink (Đài Loan), , ... Dự kiến, đến năm 2030, Khu công nghệ cao Đà Nẵng sẽ đóng góp 25,5% vào cơ cấu GRDP của toàn thành phố, tạo ra việc làm cho hơn 10.000 lao động tay nghề cao và các chuyên gia, nhà khoa học.

##### Các khu công nghiệp
| Danh sách các khu công nghiệp, khu kinh tế trên địa bàn TP.Đà Nẵng | Danh sách các khu công nghiệp, khu kinh tế trên địa bàn TP.Đà Nẵng | Danh sách các khu công nghiệp, khu kinh tế trên địa bàn TP.Đà Nẵng | Danh sách các khu công nghiệp, khu kinh tế trên địa bàn TP.Đà Nẵng | Danh sách các khu công nghiệp, khu kinh tế trên địa bàn TP.Đà Nẵng |
| STT                                                                | Tên                                                                | Diện tích                                                          | Địa chỉ                                                            | Website                                                            |
| ------------------------------------------------------------------ | ------------------------------------------------------------------ | ------------------------------------------------------------------ | ------------------------------------------------------------------ | ------------------------------------------------------------------ |
| 1                                                                  | Khu công nghiệp Hoà Khánh                                          | 394 ha                                                             | Quận Liên Chiểu                                                    | [ liên kết hỏng ]                                                  |
| 2                                                                  | Khu công nghiệp Hoà Khánh mở rộng                                  | 132,60 ha                                                          | Quận Liên Chiểu                                                    | [ liên kết hỏng ]                                                  |
| 3                                                                  | Khu công nghiệp Liên Chiểu                                         | 289,35 ha                                                          | Quận Liên Chiểu                                                    | [ liên kết hỏng ]                                                  |
| 4                                                                  | Khu công nghiệp Hoà Cầm                                            | 266 ha                                                             | Quận Cẩm Lệ                                                        | [ liên kết hỏng ]                                                  |
| 5                                                                  | Khu công nghiệp Dịch vụ thủy sản Đà Nẵng                           | 101,5 ha                                                           | Quận Sơn Trà                                                       | [ liên kết hỏng ]                                                  |
| 6                                                                  | Khu công nghệ cao Đà Nẵng                                          | 1.129,76 ha                                                        | Xã Hoà Liên, huyện Hoà Vang                                        | [ liên kết hỏng ]                                                  |
| 7                                                                  | Khu công nghiệp Hoà Ninh (quy hoạch)                               | 400 ha                                                             | Xã Hoà Ninh, huyện Hoà Vang                                        |                                                                    |
| 8                                                                  | Khu công nghiệp Hoà Nhơn (quy hoạch)                               | 405,5ha                                                            | Xã Hoà Nhơn & Xã Hoà Sơn, huyện Hoà Vang                           |                                                                    |
| 9                                                                  | Khu phụ trợ khu công nghệ cao Đà Nẵng (quy hoạch)                  | 102ha                                                              | Xã Hoà Liên, huyện Hoà Vang                                        |                                                                    |

##### Các cụm công nghiệp
| Danh sách các cụm công nghiệp trên địa bàn TP.Đà Nẵng | Danh sách các cụm công nghiệp trên địa bàn TP.Đà Nẵng | Danh sách các cụm công nghiệp trên địa bàn TP.Đà Nẵng | Danh sách các cụm công nghiệp trên địa bàn TP.Đà Nẵng | Danh sách các cụm công nghiệp trên địa bàn TP.Đà Nẵng |
| STT                                                   | Tên                                                   | Diện tích                                             | Địa chỉ                                               | Website                                               |
| ----------------------------------------------------- | ----------------------------------------------------- | ----------------------------------------------------- | ----------------------------------------------------- | ----------------------------------------------------- |
| 1                                                     | Cụm công nghiệp Thanh Vinh                            | 29,56ha                                               | quận Liên Chiểu                                       |                                                       |
| 2                                                     | Cụm công nghiệp Phước Lý                              | 46,2ha                                                | quận Liên Chiểu                                       |                                                       |
| 3                                                     | Cụm công nghiệp Cẩm Lệ (quy hoạch)                    | 29,1ha                                                | quận Cẩm Lệ                                           |                                                       |
| 4                                                     | Cụm công nghiệp Hoà Nhơn (quy hoạch)                  | 24,7ha                                                | Xã Hoà Nhơn, huyện Hoà Vang                           |                                                       |
| 5                                                     | Cụm công nghiệp Hoà Hiệp Bắc (quy hoạch)              | 14,5ha                                                | quận Liên Chiểu                                       |                                                       |
| 6                                                     | Cụm công nghiệp Hoà Khánh Nam (quy hoạch)             | 11,8ha                                                | quận Liên Chiểu                                       |                                                       |

#### Nông nghiệp công nghệ cao
Sản phẩm nông nghiệp công nghệ cao (CNC) là một trong 5 mũi nhọn phát triển kinh tế Đà Nẵng được nêu trong Nghị quyết 43 của Bộ Chính trị cần phải tập trung nguồn lực đầu tư. Theo đó, Đà Nẵng đã quy hoạch hạ tầng các dự án nông nghiệp CNC, dành quỹ đất và nhiều ưu đãi hấp dẫn để thu hút đầu tư vào lĩnh vực này.
| Danh sách các vùng nông nghiệp công nghệ cao trên địa bàn TP.Đà Nẵng | Danh sách các vùng nông nghiệp công nghệ cao trên địa bàn TP.Đà Nẵng | Danh sách các vùng nông nghiệp công nghệ cao trên địa bàn TP.Đà Nẵng | Danh sách các vùng nông nghiệp công nghệ cao trên địa bàn TP.Đà Nẵng | Danh sách các vùng nông nghiệp công nghệ cao trên địa bàn TP.Đà Nẵng                  |
| STT                                                                  | Tên                                                                  | Diện tích                                                            | Địa chỉ                                                              | Lĩnh vực                                                                              |
| -------------------------------------------------------------------- | -------------------------------------------------------------------- | -------------------------------------------------------------------- | -------------------------------------------------------------------- | ------------------------------------------------------------------------------------- |
| 1                                                                    | Khu nông nghiệp ứng dụng công nghệ cao Hoà Ninh                      | 140ha                                                                | Xã Hoà Ninh, huyện Hoà Vang                                          | Thu hút đầu tư vào các lĩnh vực: Rau, hoa, nấm và cây dược liệu                       |
| 2                                                                    | Vùng nông nghiệp ứng dụng công nghệ cao Hòa Khương – Hòa Phong       | 16,2ha                                                               | Xã Hòa Khương & Xã Hòa Phong, huyện Hoà Vang                         | Thu hút đầu tư vào lĩnh vực trồng rau                                                 |
| 3                                                                    | Vùng nông nghiệp ứng dụng công nghệ cao Hòa Phú                      | 26,5ha                                                               | Xã Hòa Phú, huyện Hoà Vang                                           | Thu hút đầu tư vào lĩnh vực trồng rau, hoa và cây dược liệu                           |
| 4                                                                    | Vùng nông nghiệp ứng dụng công nghệ cao Hòa Khương                   | 24,5ha                                                               | Xã Hòa Khương, huyện Hoà Vang                                        | Thu hút đầu tư vào lĩnh vực trồng rau an toàn, rau công nghệ cao                      |
| 5                                                                    | Vùng chăn nuôi tập trung gia súc, gia cầm tập trung                  | 10,9ha                                                               | Xã Hòa Khương, huyện Hoà Vang                                        | Chăn nuôi gia súc ứng dụng công nghệ cao                                              |
| 6                                                                    | Nuôi trồng, khai tháo thủy sản kết hợp với du lịch sinh thái         | 50ha                                                                 | Xã Hòa Liên, huyện Hoà Vang                                          | Thu hút đầu tư nuôi trồng thủy sản thâm canh, công nghệ cao kết hợp du lịch sinh thái |

#### Logistic
Thành phố Đà Nẵng là một trung tâm kinh tế biển, hình thành chuỗi cung ứng dịch vụ logistics tại miền Trung với vai trò trung tâm.
| Danh sách các trung tâm logistic được quy hoạch trên địa bàn TP.Đà Nẵng | Danh sách các trung tâm logistic được quy hoạch trên địa bàn TP.Đà Nẵng | Danh sách các trung tâm logistic được quy hoạch trên địa bàn TP.Đà Nẵng | Danh sách các trung tâm logistic được quy hoạch trên địa bàn TP.Đà Nẵng | Danh sách các trung tâm logistic được quy hoạch trên địa bàn TP.Đà Nẵng |
| STT                                                                     | Tên                                                                     | Diện tích                                                               | Quy mô                                                                  | Địa chỉ                                                                 |
| ----------------------------------------------------------------------- | ----------------------------------------------------------------------- | ----------------------------------------------------------------------- | ----------------------------------------------------------------------- | ----------------------------------------------------------------------- |
| 1                                                                       | Trung tâm Logistics Cảng Liên Chiểu                                     | 35ha                                                                    | Trung tâm Logistics cảng biển cấp vùng, hạng 1                          | Quận Liên Chiểu                                                         |
| 2                                                                       | Trung tâm Logistics Cảng Hàng không quốc tế Đà Nẵng                     | 4ha                                                                     | Trung tâm Logistics chuyên dụng hàng không                              | Cảng hàng không quốc tế Đà Nẵng                                         |
| 3                                                                       | Trung tâm Logistics Khu công nghệ cao                                   | 3ha                                                                     | Trung tâm Logistics phụ trợ trung tâm Logistics hàng không và đường sắt | Khu công nghệ cao Đà Nẵng                                               |
| 4                                                                       | Trung tâm Logistics ga hàng hóa Kim Liên                                | 5ha                                                                     | Trung tâm Logistics đường sắt                                           | Ga đường sắt Kim Liên mới, gần KCN Hòa Khánh                            |

#### Thương mại
Về thương mại, thành phố Đà Nẵng có 30 trung tâm thương mại và siêu thị. Tổng mức bán lẻ hàng hóa tăng 21,1%/năm. Thành phố Đà Nẵng hiện có hai chợ lớn nhất nằm ở trung tâm thành phố là Chợ Hàn và Chợ Cồn cùng những siêu thị lớn mới mở trong vòng vài năm trở lại đây như Mega Market, Big C, Vincom, Parkson, Lotte Mart, VV Mall, Indochina Riverside Mall, Soleil Mall, Bach Dang Complex, Golden Square, Co.opmart, Intimex, Viettronimex, Nguyễn Kim... Các thương hiệu F&B, thời trang lớn cũng dần xuất hiện tại Đà Nẵng trong vòng 2 năm trở lại đây, như: Starbucks, Koi Thé, El Gaucho, Burger King, Chanel, Hermes, Innisfree, Louis Vuitton,...
Quốc hội Việt Nam đã cho phép thành lập Khu thương mại tự do Đà Nẵng gắn với cảng biển Liên Chiểu, với mục tiêu thu hút đầu tư, tài chính, thương mại, du lịch và dịch vụ chất lượng cao. Khu thương mại tự do như một Đặc khu kinh tế thu nhỏ với nhiều chính sách ưu đãi đầu tư tối đa về miễn giảm thuế để thu hút đầu tư, được áp dụng các chính sách ưu đãi cạnh tranh để thu hút các doanh nghiệp FDI, doanh nghiệp trong nước có vị thế dẫn dắt đối với một số ngành ưu tiên.

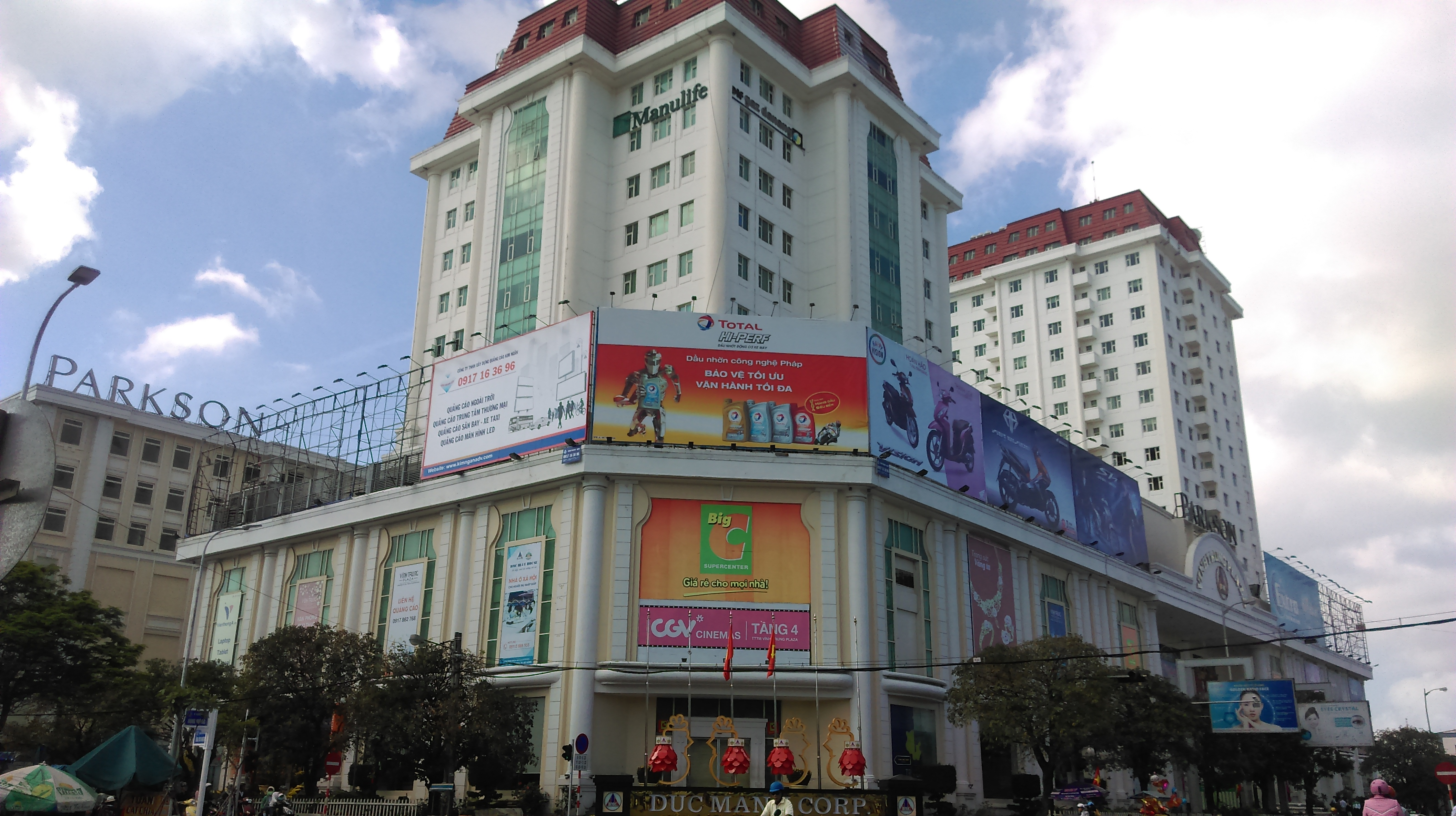
Big C Đà Nẵng - Vĩnh Trung Plaza

#### Tài chính - Ngân hàng
Thành phố Đà Nẵng là trung tâm tài chính lớn thứ 3 cả nước, trên địa bàn thành phố tính đến năm 2019 có 115 chi nhánh ngân hàng cấp 1, hơn 350 phòng, điểm giao dịch, Quỹ tiết kiệm và 17 đại lý, chi nhánh công ty chứng khoán, các tổ chức cho thuê tài chính, công ty mua bán nợ.... Thành phố cũng đang kêu gọi đầu tư cho dự án Danang Gateway, với số vốn đầu tư ban đầu là 2 tỷ $, gồm các toà nhà văn phòng tài chính.
Bộ Chính trị và Chính phủ Việt Nam đã cho phép Đà Nẵng nghiên cứu, lập đề án xây dựng thành phố Đà Nẵng trở thành Trung tâm tài chính Quốc tế quy mô khu vực. Việc kết hợp Trung tâm tài chính với Khu thương mại tự do sẽ tạo ra môi trường giao dịch linh hoạt và thuận lợi, giảm chi phí và thời gian xử lý, gia tăng năng lực cạnh tranh và thu hút các tập đoàn, đối tác đầu tư, tài chính, công nghệ, thương mại quốc tế đến Đà Nẵng.

#### Năng lực cạnh tranh
Thành phố Đà Nẵng có chỉ số năng lực cạnh tranh cấp tỉnh (PCI) đứng đầu Việt Nam liên tiếp trong nhiều năm 2008, 2009, 2010, 2013, 2014, 2015 và 2016 đồng thời đứng đầu về chỉ số hạ tầng và đứng thứ tư về môi trường đầu tư. Trong bảng xếp hạng PCI của Việt Nam năm 2012, Đà Nẵng xếp ở vị trí thứ 12 trên 63 tỉnh, thành. Năm 2013, Đà Nẵng đã trở lại vị trí số 1 trên bảng xếp hạng. Năm 2014, 2015 và 2016, Đà Nẵng tiếp tục giữ vị trí đầu tiên trong bảng xếp hạng, năm thứ tư liên tiếp trụ vững ngôi đầu bảng và lần thứ bảy thành phố này dẫn đầu cả nước kể từ khi chỉ số này được công bố năm 2006. Năm 2019, Đà Nẵng đã thu hút được 108 dự án FDI, với tổng số vốn đầu tư đăng ký đạt 668 triệu USD và thu hút trong nước đạt 8.800 tỷ đồng, tăng 20% so với cùng kỳ năm 2018.

## Việc làm
Thành phố Đà Nẵng là một trong những thành phố lớn nhất cả nước, với mũi nhọn kinh tế là ngành du lịch kết hợp cùng dịch vụ đã có những bước phát triển thần tốc. Bên cạnh đó,những khu vực kinh tế đang phát triển khác như Hội An, kết hợp những khu công nghiệp quy mô lớn bao quanh thành phố Đà Nẵng như khu công nghiệp Liên Chiểu, khu công nghiệp Hòa Khánh, khu công nghiệp Hòa Cầm, vv... biến Đà Nẵng thành một thành phố có nhu cầu tuyển dụng nhân sự cao và độ khan hiếm nhân sự ở một số ngành nghề đã trở thành vấn đề lớn.
Và để giải quyết vấn đề này, ban lãnh đạo thành phố Đà Nẵng cùng các cấp liên quan đã đưa ra nhiều phương án cho chuyển đổi cơ cấu nhân lực, thu hút nguồn nhân lực trẻ, tạo cơ hội để nguồn nhân lực ở các khu vực lân cận như Quảng Trị, Quảng Nam khan hiếm việc làm có thể tiếp cận dễ dàng hơn với việc làm tại Đà Nẵng. Bên cạnh đó, tại Đà Nẵng cũng bắt đầu có những công ty tư nhân đầu tư vào dịch vụ việc làm để hỗ trợ tuyển dụng miễn phí cho các ứng viên đang tìm việc, song song với đó là hỗ trợ các nhà tuyển dụng tìm kiếm ứng viên.

## Khởi nghiệp
Thành phố Đà Nẵng hiện là một trong ba trung tâm khởi nghiệp của cả nước cùng với Thành phố Hồ Chí Minh và Hà Nội. Số lượng startup tại Đà Nẵng đến năm 2019 đã đạt gần 150 doanh nghiệp. Một số vườn ươm khởi nghiệp nổi tiếng của Đà Nẵng có thể kể đến như Vườn ươm doanh nghiệp Đà Nẵng, Trung tâm ươm tạo khởi nghiệp Sông Hàn,...
Theo Bộ Chính trị Việt Nam về chủ trương, chính sách chủ động tham gia cuộc Cách mạng công nghiệp lần thứ tư thì trên cơ sở các Khu công nghệ cao Đà Nẵng sẽ phát triển các khu đô thị sáng tạo đạt đẳng cấp quốc tế, đóng góp rất quan trọng vào sự phát triển kinh tế của thành phố. Đà Nẵng là một trong ba địa phương (cùng với Hà Nội và Thành phố Hồ Chí Minh) được khuyến khích tập trung phát triển hệ sinh thái khởi nghiệp sáng tạo, đẩy nhanh thành lập các trung tâm khởi nghiệp sáng tạo quốc gia.
Chính phủ Việt Nam cũng đã có kế hoạch xây dựng Trung tâm đổi mới sáng tạo quốc gia và Khu đô thị khởi nghiệp quốc gia tại Khu công nghệ cao Đà Nẵng.
Hiện nay, một số dự án khởi nghiệp tại Đà Nẵng đã có những bước phát triển mạnh mẽ, vươn tầm ra thị trường Việt Nam và thế giới, tiêu biểu như: DatBike, MultiGlass, Zody,...

## Du lịch

### Tham quan

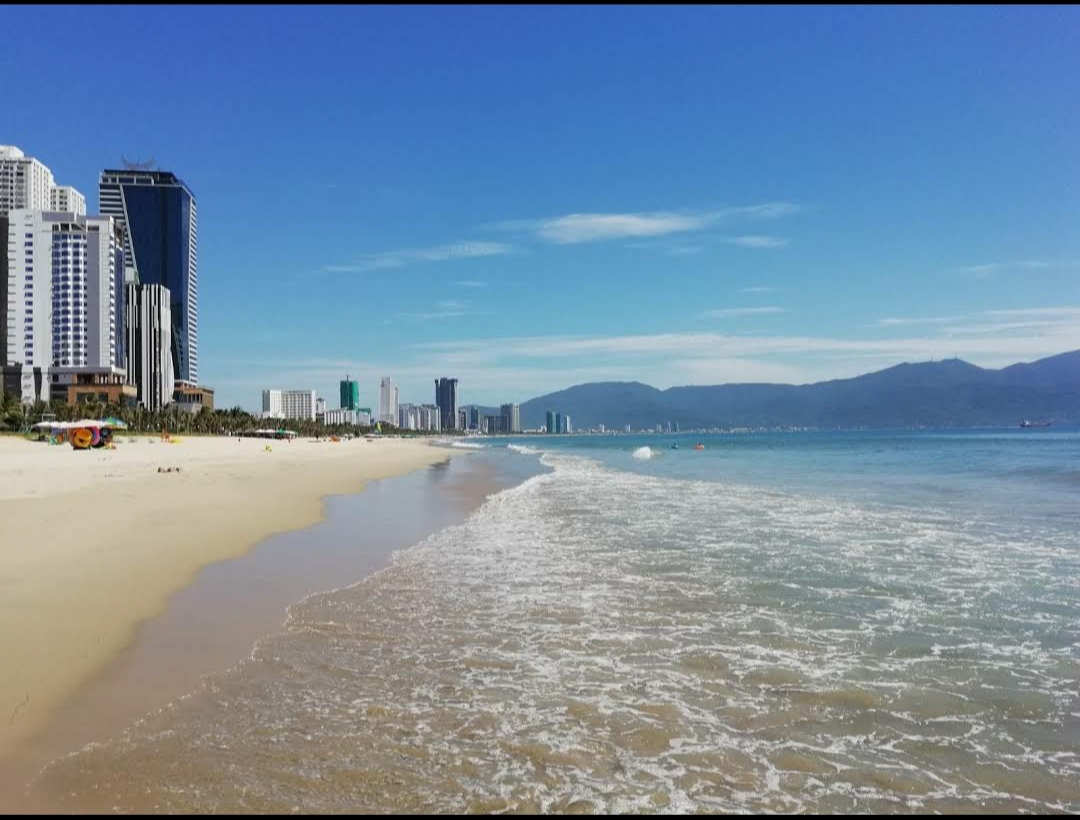
Bãi biển Mỹ Khê, được tạp chí Forbes (Mỹ) bình chọn là "một trong sáu bãi biển quyến rũ nhất hành tinh"

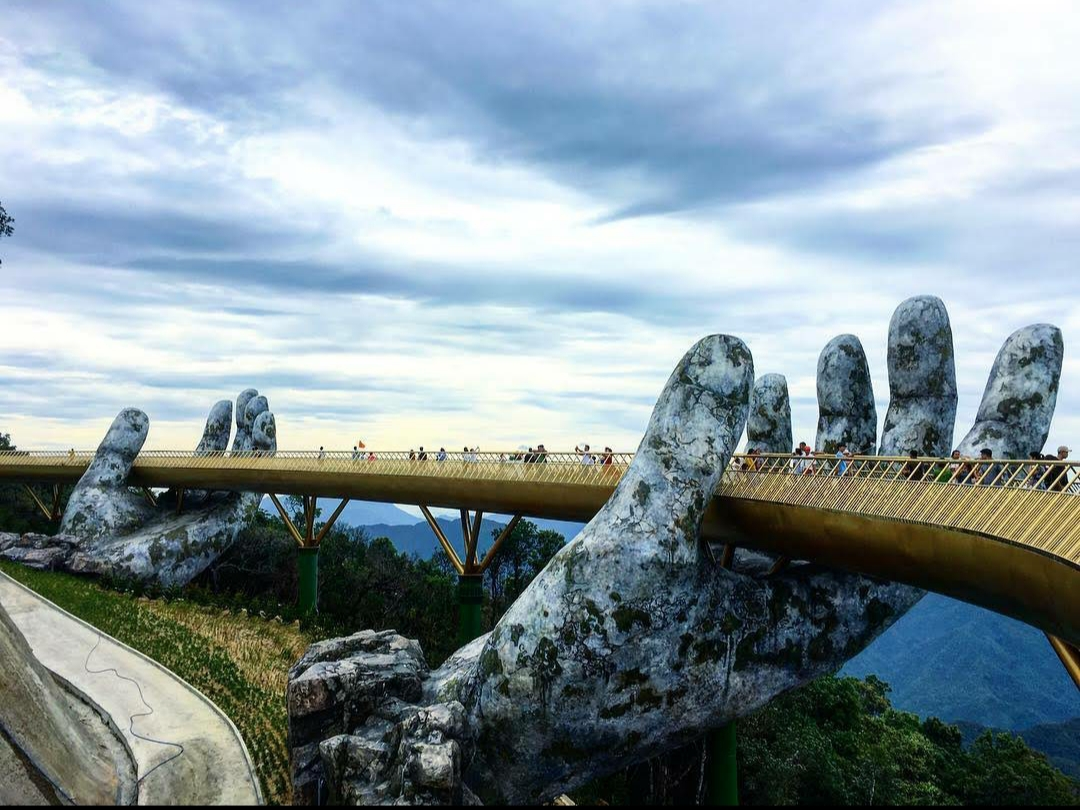
Cầu Vàng (Golden Bridge) tại Sun World Bà Nà Hills là cây cầu được báo chí nhiều nước trên thế giới quan tâm và đạt nhiều giải thưởng quốc tế, tạo nên 'cơn sốt' du lịch "Check in cầu Vàng" năm 2018 - 2019

Đà Nẵng là một thành phố có nhiều tiềm năng để phát triển du lịch, là trung tâm du lịch và cực tăng trưởng du lịch lớn hàng đầu của Việt Nam. Phía bắc thành phố được bao bọc bởi núi cao với đèo Hải Vân được mệnh danh là "Thiên hạ đệ nhất hùng quan". Phía tây là Khu nghỉ dưỡng Sun World Bà Nà Hills nằm ở độ cao trên 1.400m với hệ thống 8 tuyến cáp treo có tổng công suất phục vụ 9.500 khách/giờ, tuyến cáp treo Thác Tóc Tiên - Indochine đạt bốn kỷ lục thế giới (Cáp treo một dây dài nhất thế giới: 5,771.61m; Độ chênh giữa ga đi và ga đến cao nhất thế giới: 1,368.93m; Chiều dài một sợi cáp không nối dài nhất thế giới: 11,587m; Độ nặng cuộn cáp nặng nhất thế giới: 141.24 tấn) cùng khu vui chơi giải trí trong nhà Fantasy Park lớn nhất Đông Nam Á và khu làng Pháp lớn nhất Việt Nam, mỗi ngày khu nghỉ dưỡng Sun World Bà Nà Hills phục vụ hơn 30.000 lượt khách, các ngày cao điểm lên tới hơn 40.000 lượt khách.
Phía đông bắc là bán đảo Sơn Trà với 400 ha rừng nguyên sinh gồm nhiều động thực vật phong phú. Phía đông nam là danh thắng Ngũ Hành Sơn. Trên địa bàn thành phố còn có một hệ thống các đình, chùa, miếu theo kiến trúc Á Đông, các nhà thờ theo kiến trúc phương Tây như Nhà thờ chính toà Đà Nẵng (Nhà thờ Con Gà),...các bảo tàng mà tiêu biểu nhất là Bảo tàng Nghệ thuật Điêu khắc Chăm. Đây là bảo tàng trưng bày hiện vật Chăm quy mô nhất ở Việt Nam. Ngoài ra thành phố còn có 2 Di sản Văn hóa Thế giới: Phố cổ Hội An, Thánh địa Mỹ Sơn. Xa hơn một chút nữa là Vườn Quốc gia Bạch Mã, và Di sản Thiên nhiên Thế giới Vườn Quốc gia Phong Nha - Kẻ Bàng. Vì thế Đà Nẵng được xem là điểm trung chuyển quan trọng trên Con đường di sản miền Trung.
Ước tính tổng lượng khách đến tham quan, du lịch Đà Nẵng năm 2019 đón 8,98 triệu lượt khách, trong đó khách quốc tế đạt 3,52 triệu lượt, khách nội địa đạt 5,46 triệu lượt, tăng 22,5% so với năm 2018, tổng thu từ du lịch đạt hơn 30.971 tỷ đồng.

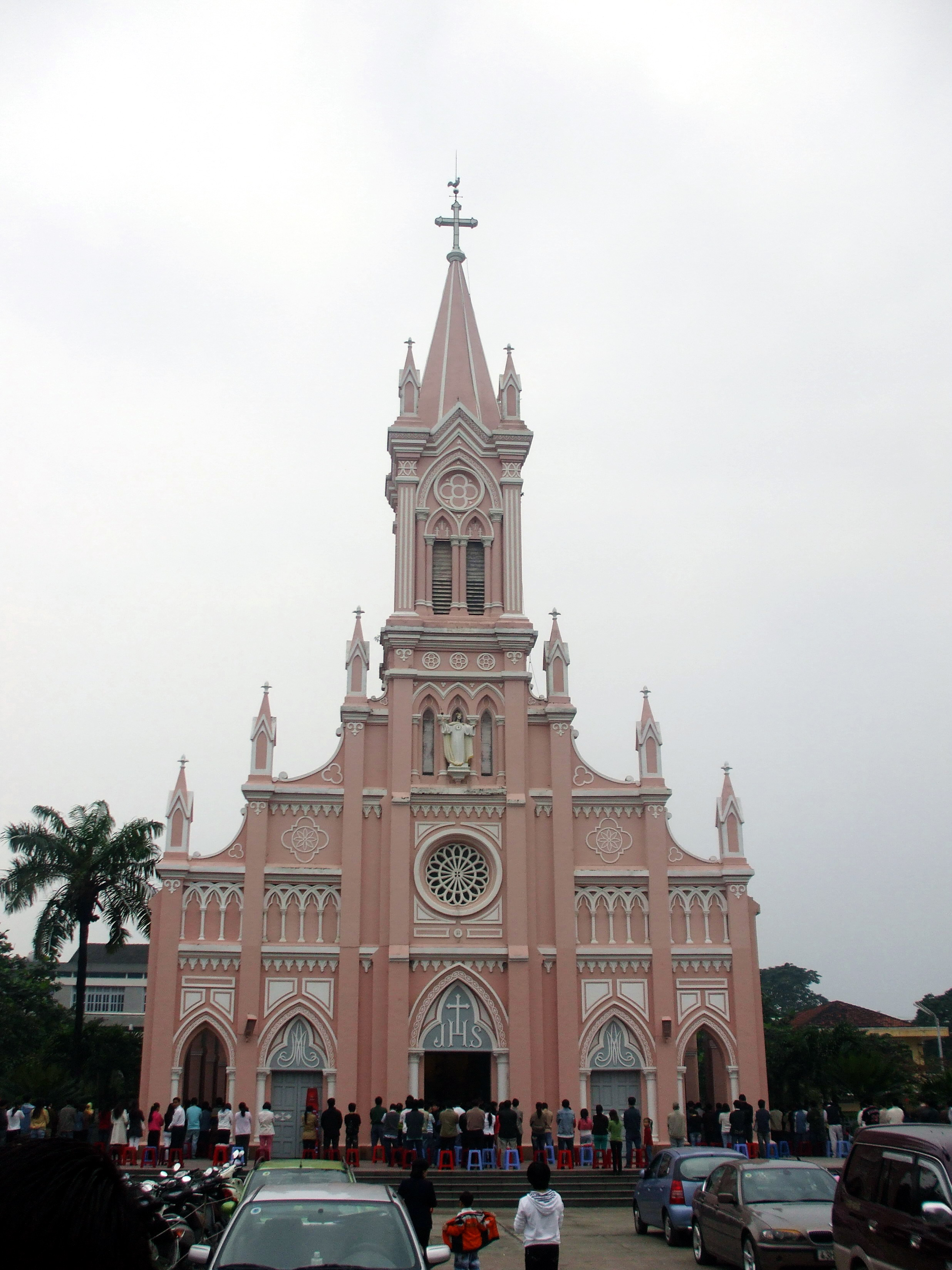
Nhà Thờ chính tòa Đà Nẵng, là nơi các bạn trẻ và du khách du lịch thường xuyên ghé thăm chụp hình khi tới Đà Nẵng

### Sự kiện du lịch
Đà Nẵng đã xây dựng các sự kiện du lịch lớn, trong đó Lễ hội pháo hoa quốc tế Đà Nẵng được tổ chức liên tục từ năm 2008. Vào tháng 5 năm 2012, Đà Nẵng lần đầu triển khai Cuộc thi Dù bay Quốc tế. Ngoài ra còn có các sự kiện được diễn ra hàng năm như: Ironman 70.3, Danang International Marathon, Điểm hẹn mùa hè,... Tháng 6 là sự kiện "Điểm hẹn mùa hè" thường niên, quy tụ những hoạt động giải trí biển.

### Cơ sở lưu trú và dịch vụ du lịch
Thành phố Đà Nẵng hiện có 1.016 khách sạn, 42.206 phòng với sự có mặt của nhiều thương hiệu du lịch nổi tiếng thế giới như: Shilla, Novotel, Marriott, Hilton, Sheraton, Pullman, Mercure, Melia, Hyatt, Sofitel, Wyndham, Mikazuki..., trong đó khoảng trên 16.223 phòng lưu trú ven biển thuộc các khách sạn từ 4 đến 5 sao như Furama (198 phòng), Sheraton (258 phòng), Grand Tourane (188 phòng), Pullman(115 phòng), Hyatt (193 phòng)...chiếm 42,5% tổng số phòng toàn hệ thống (26 khách sạn hạng 5 sao và tương đương với 7.457 phòng). Đặc biệt, InterContinental Danang Sun Peninsula Resort liên tục giữ vững ngôi vị "Khu nghỉ dưỡng sang trọng bậc nhất châu Á" kể từ năm 2014 đến nay.
Tính đến năm 2018, trên địa bàn thành phố có 358 đơn vị hoạt động trong lĩnh vực lữ hành, trong đó có 112 công ty lữ hành nội địa, 166 công ty lữ hành quốc tế, 47 chi nhánh lữ hành quốc tế với 22 văn phòng đại diện, 6 đại lý nước ngoài và 5 văn phòng lữ hành trong nước tại nước ngoài; có 45 đơn vị lữ hành khai thác thị trường khách Trung Quốc và 40 đơn vị khai thác khách Hàn Quốc. Đội ngũ hướng dẫn viên (HDV) du lịch có 4.274 người với 1.250 HDV trong nước và 3.024 HDV quốc tế (cụ thể là 1.485 HDV tiếng Anh; 888 HDV tiếng Trung; 156 HDV tiếng Hàn và 99 HDV tiếng Nhật...), có 730 xe đạt tiêu chuẩn phục vụ du lịch. Hiện Đà Nẵng có 83 dự án đầu tư vào lĩnh vực du lịch dịch vụ với tổng vốn đầu tư khoảng 7,3 tỷ USD (tương đương 153 ngàn tỷ đồng).

### Đánh giá quốc tế

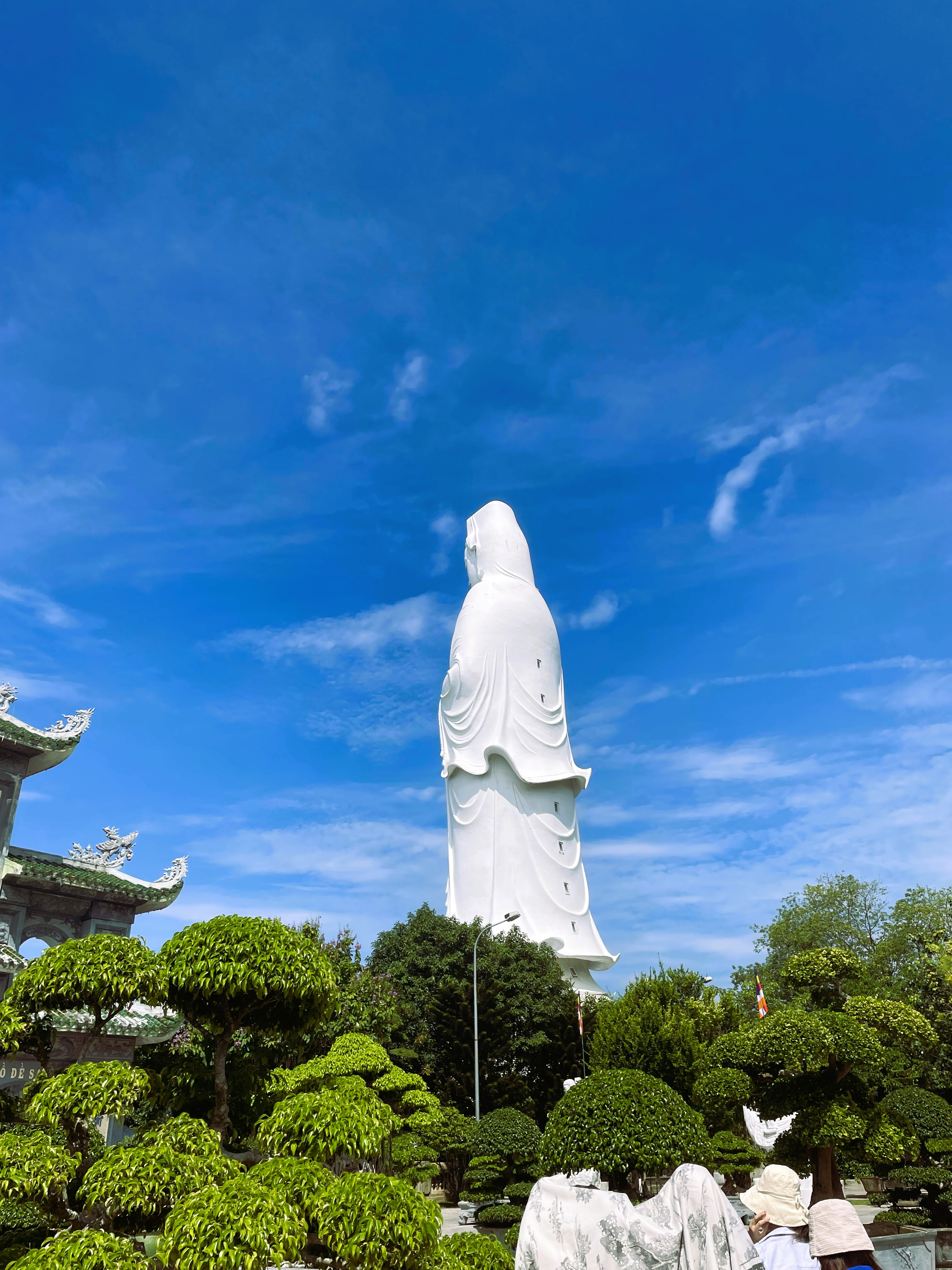
Bồ tát Chùa Linh Ứng (chụp phía sau)

Năm 2016, Đà Nẵng lọt vào Top 10 điểm đến nghỉ dưỡng hàng đầu châu Á do độc giả Tạp chí Smart Travel Asia bình chọn.
Năm 2018, Đà Nẵng cũng đã lọt danh sách những điểm đến nên ghé thăm trước khi trở nên quá nổi tiếng trên trang Business Insider.
Theo báo Nikkei Nhật Bản, trong bảng xếp hạng các điểm đến du lịch năm 2018 của Airbnb - trang web đặt phòng nghỉ lớn nhất thế giới, Đà Nẵng đứng thứ 5 toàn cầu và số 1 tại Đông Nam Á về thu hút khách du lịch. Và cũng năm 2018, hiện tượng Cầu Vàng đã trở thành tâm điểm trên các trang báo nổi tiếng trên thế giới.
Năm 2019, tờ báo uy tín hàng đầu của Mỹ-The New York Times bình chọn Đà Nẵng được ngợi ca như "Miami của Việt Nam" đứng thứ 15 trong danh sách 52 điểm phải đến trên thế giới.

## Giao thông

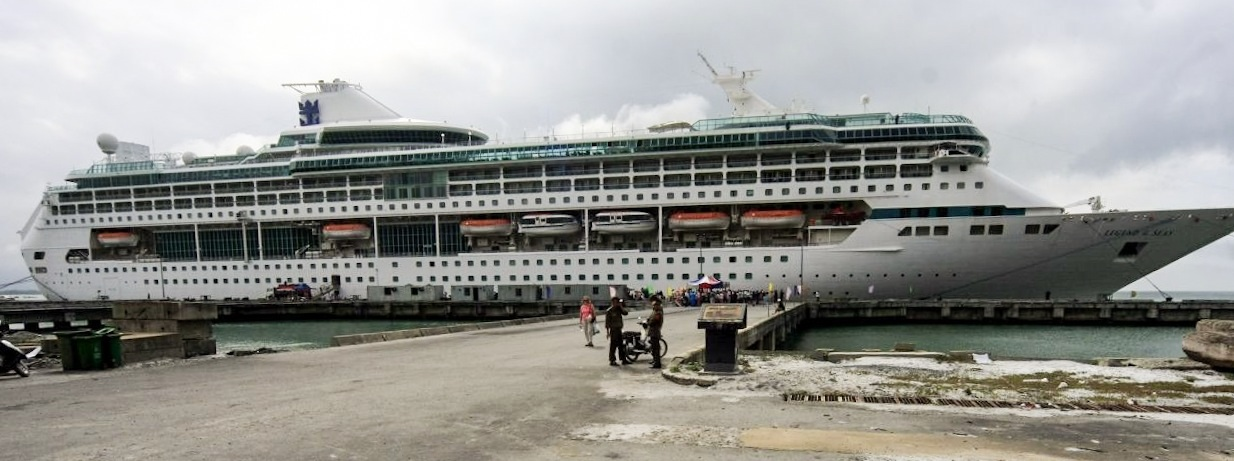
Du thuyền Legend Of The Seas cập Cảng Đà Nẵng.

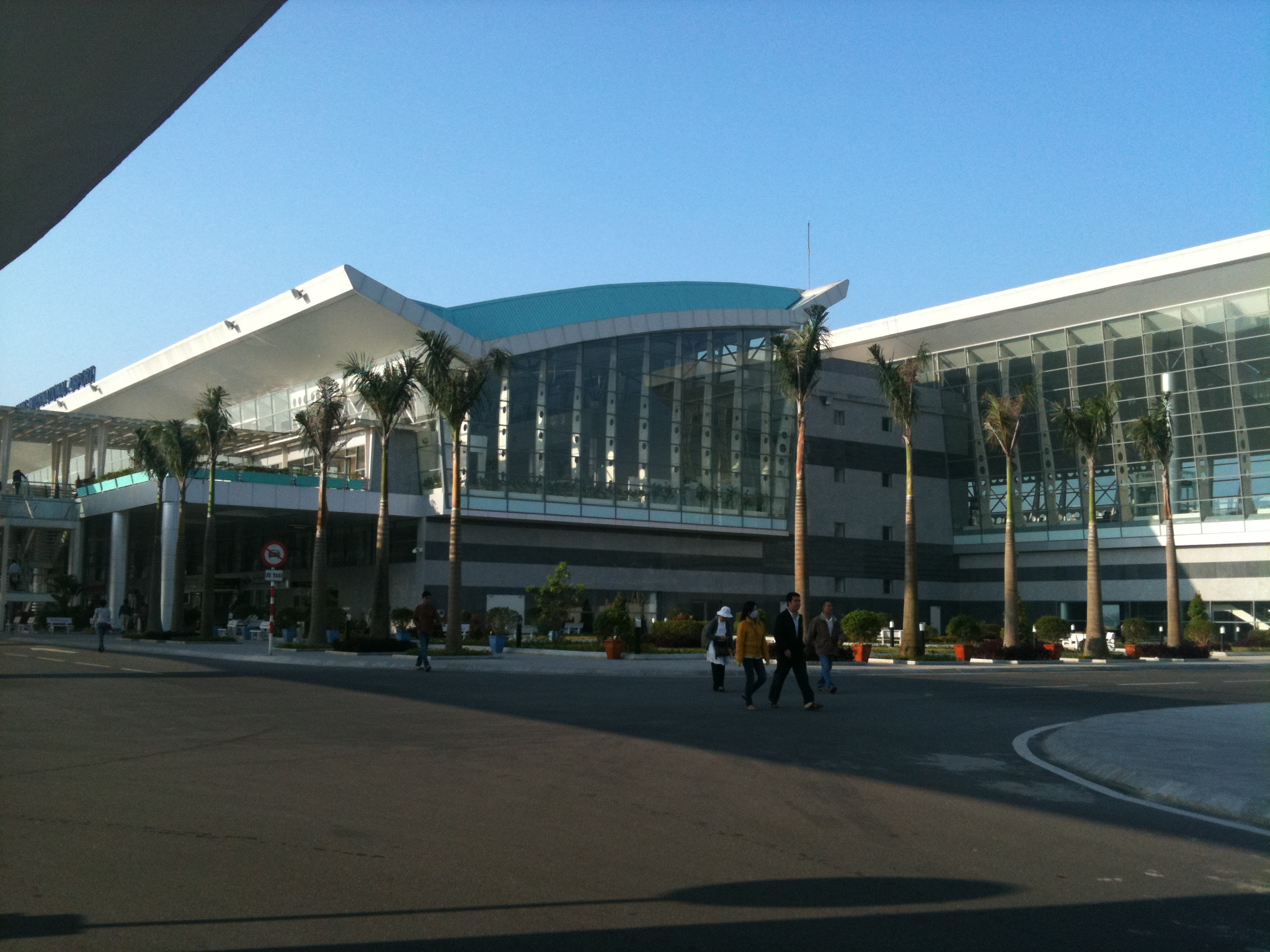
Cảng Hàng không Quốc tế Đà Nẵng.

Thành phố Đà Nẵng nằm ở trung độ của Việt Nam, trên trục giao thông huyết mạch Bắc - Nam về cả đường bộ, đường sắt, đường biển và đường hàng không. Thành phố còn là điểm cuối trên Hành lang Kinh tế Đông - Tây đi qua các nước Myanma, Thái Lan, Lào và Việt Nam.

### Hệ thống cảng biển
Với một vị trí đặc biệt thuận lợi về giao thông đường biển, nằm gần với đường hàng hải quốc tế, Cảng Đà Nẵng là cảng biển lớn nhất của miền Trung. Cảng Đà Nẵng có độ sâu trung bình từ 15 – 20 m, có khả năng tiếp nhận các tàu lớn có trọng tải đến 40.000 tấn. Năm 2018, sản lượng hàng hóa qua Cảng Đà Nẵng chính thức đạt mốc 8,5 triệu tấn, trong đó sản lượng container đạt gần 380.000 TEU, số lượt tàu đạt gần 1.850 lượt, trong đó tàu container gần 1.130 lượt. Cảng Đà Nẵng tiếp tục giữ vững vị thế là cảng số 1 ở khu vực miền Trung và là một trong những cảng biển lớn hiện đại nhất Việt Nam. Cảng Đà Nẵng cũng góp phần phát triển du lịch của thành phố thông qua việc đón 95 lượt tàu du lịch với gần 188.000 hành khách và thuyền viên. Hiện tại, cảng Đà Nẵng mỗi tuần đón khoảng 26 tàu container cập cảng làm hàng. Các hãng container hàng đầu thế giới đều đã có mặt ở Cảng Đà Nẵng như Wanhai, Maersk Lines, Evergreen, MSC, SITC, Yangming... Thành phố Đà Nẵng cũng đang xúc tiến xây dựng bến cảng Liên Chiểu có tổng vốn đầu tư 34.000 tỷ đồng chia làm 3 giai đoạn và sẽ đưa vào sử dụng vào năm 2030. Tháng 3 năm 2021, bến cảng Liên Chiểu đã được thủ tướng chính phủ thông qua quyết định phê duyệt chủ trương đầu tư phần cơ sở hạ tầng dùng chung. Hệ thống cảng Đà Nẵng là cảng biển loại I, được kỳ vọng từng bước phát triển để đảm nhận vai trò cảng cửa ngõ quốc tế ở khu vực miền Trung (loại IA). Trong tương lai, khi bến cảng Liên Chiểu với công suất 20 triệu tấn/năm được xây dựng xong thì hệ thống cảng Đà Nẵng được nối liền với Cảng Kỳ Hà, Cảng Dung Quất ở phía nam sẽ trở thành một cụm cảng liên hoàn lớn, giữ vị trí quan trọng trên tuyến hàng hải Đông Nam Á và Đông Bắc Á,

### Đường không
Hiện tại, thành phố có hai sân bay:
Sân bay Quốc tế Đà Nẵng là một trong ba sân bay quốc tế lớn nhất, quan trọng nhất Việt Nam (sau Nội Bài và Tân Sơn Nhất). Trục Nội Bài - Đà Nẵng - Tân Sơn Nhất là đường bay nội địa nhộn nhịp nhất Việt Nam. Ngoài ra, đường hàng không Đà Nẵng có thể nối trực tiếp với Singapore, Siêm Riệp, Bangkok, Đài Bắc, Quảng Châu, Thượng Hải, Bắc Kinh, Hồng Kông, Ma Cao, Seoul, Busan, Tokyo, Osaka, Nagoya, Doha, Kuala Lumpur, Jakarta, Moskva, New Delhi, Phnôm Pênh, Viêng Chăn...Từ khi được đầu tư xây mới 2 nhà ga nội địa và quốc tế vào năm 2010 và năm 2017, sân bay Quốc tế Đà Nẵng với 84 quầy thủ tục và các tiện nghi hiện đại khác đã đảm bảo phục vụ hơn 10 triệu lượt khách/năm và 15 triệu lượt khách/năm từ năm 2020 trở đi, tiếp nhận 400.000 - 1.000.000 tấn hàng/năm. Sân bay đã có kế hoạch nghiên cứu mở rộng nhà ga T1, T2 và xây dựng nhà ga T3 để đạt mức 30 triệu hành khách/năm vào năm 2030. Tính đến năm 2019, từ Đà Nẵng đã có 16 tuyến bay nội địa, 48 tuyến đường bay đi quốc tế trong đó có 23 đường bay trực tiếp thường kỳ và 25 đường bay trực tiếp thuê chuyến với công suất 15,5 triệu lượt khách 
Sân bay Chu Lai được quy hoạch thành sân bay tiếp nhận tàu bay code 4F, là cảng hàng không trung chuyển Quốc tế trong tương lai, một trong những sân bay lớn của Quốc gia.

### Đường sắt

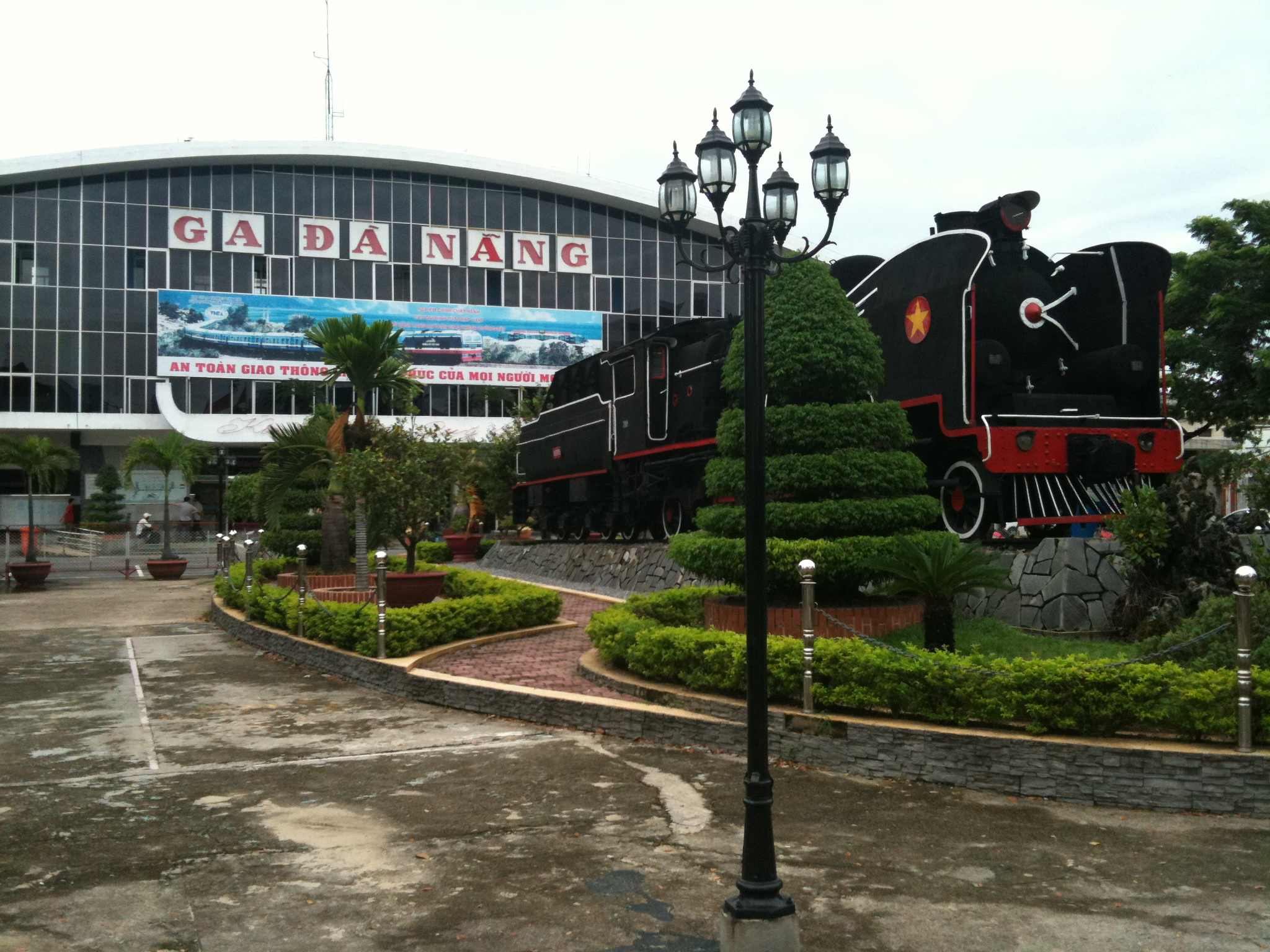
Ga Đà Nẵng

Tuyến đường sắt huyết mạch Bắc - Nam chạy dọc thành phố với tổng chiều dài khoảng 30 km. Trên địa bàn thành phố hiện nay có năm nhà ga, trong đó Ga Đà Nẵng là một trong những ga chính, quan trọng nhất trên tuyến đường sắt Bắc - Nam, ga chính của thành phố, hàng ngày tất cả các chuyến tàu ra Bắc vào Nam đều dừng tại đây với thời gian khá lâu để đảm bảo cho lượng khách lớn lên xuống tàu. Cơ sở hạ tầng tại ga được đầu tư hiện đại; môi trường an ninh và vệ sinh được đảm bảo. Ngoài các chuyến tàu Bắc - Nam, Ga Đà Nẵng còn có thêm những chuyến tàu Bắc - Nam kết nối  Đà Nẵng - Hà Nội, Đà Nẵng - Thành phố Hồ Chí Minh đáp ứng rất lớn lượng khách trong mùa cao điểm. Ngoài ra, Đà Nẵng còn nằm trên trục chính đường sắt Tây Nguyên gồm Đà Nẵng - Kon Tum - Đắk Lắk - Buôn Ma Thuột - Chơn Thành đến Thành phố Hồ Chí Minh đang được nghiên cứu đầu tư.

### Đường bộ

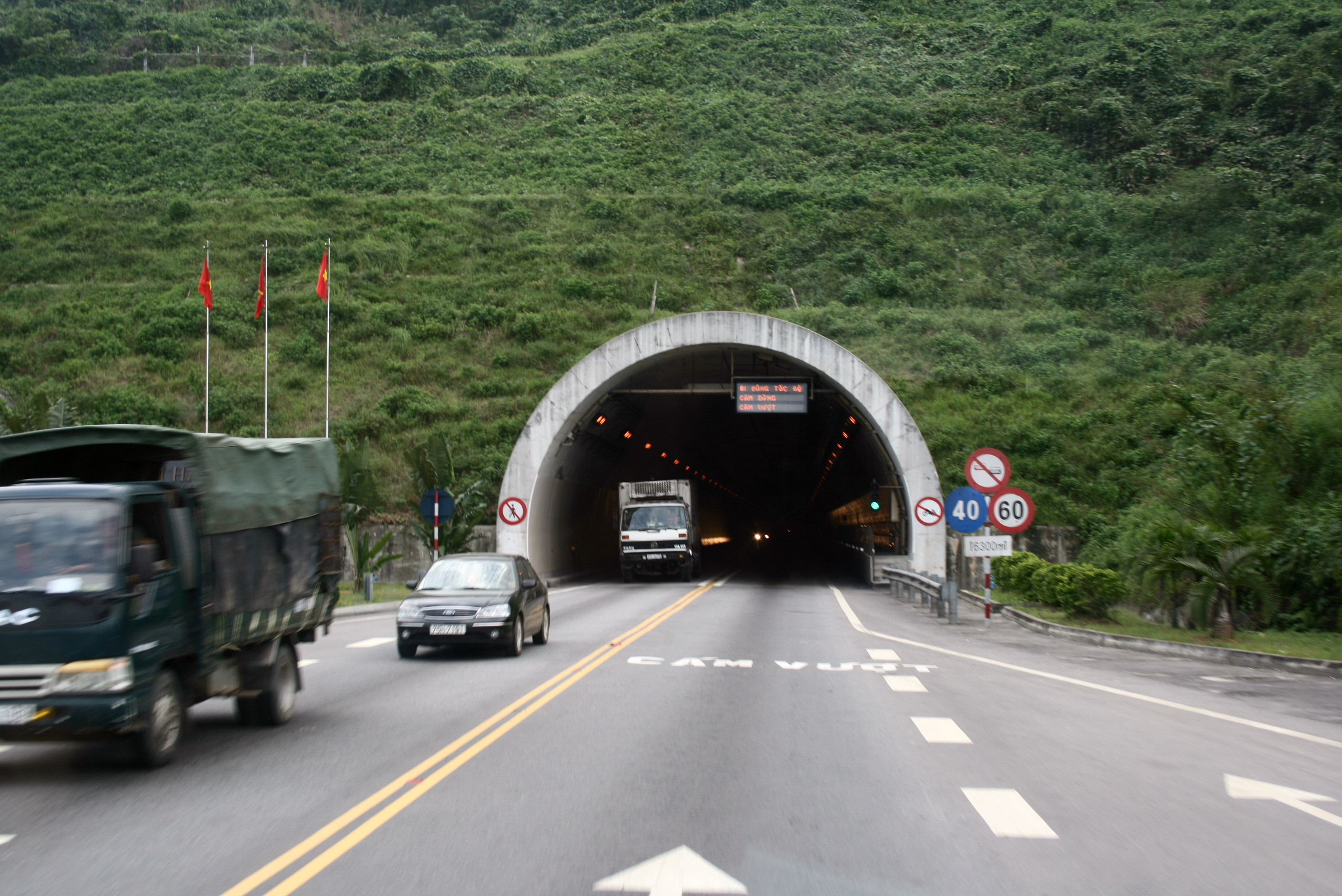
Cửa hầm Hải Vân (phía Bắc).

Thành phố Đà Nẵng kết nối với các địa phương trong nước thông qua hai đường quốc lộ: Quốc lộ 1 cùng với đường cao tốc Bắc – Nam phía Đông, nối Đà Nẵng với các tỉnh ở hai đầu Bắc, Nam và Quốc lộ 14B cùng với đường cao tốc Bắc – Nam phía Tây nối Đà Nẵng với các tỉnh miền Nam Trung Bộ và Tây Nguyên của Việt Nam. Việc đưa vào sử dụng hầm đường bộ Hải Vân khiến cho thời gian lưu thông được rút ngắn và giảm tai nạn giao thông trên đèo Hải Vân. Ngoài ra, việc đưa vào sử dụng hai cao tốc tiểu vùng là Đà Nẵng - Quảng Ngãi và La Sơn - Tuý Loan sẽ giúp hệ thống giao thông Vùng kinh tế trọng điểm miền Trung được kết nối và đảm bảo.
Quốc lộ 14B: Điểm đầu tại km 32 là ranh giới giữa thuộc địa phận 2 huyện Hòa Vang và huyện Đại Lộc. Điểm cuối tại km 74 điểm giao với đường Hồ Chí Minh thuộc huyện Nam Giang.
Quốc lộ 14D: Điểm đầu lý trình km 0 tại Bến Giằng nối với đường Hồ Chí Minh, điểm cuối lý trình km 74,4 tại cửa khẩu Đắc ốc (huyện Nam Giang) ranh giới giữa tỉnh Quảng Nam - Việt Nam với tỉnh Xê Kông - Lào.
Quốc lộ 14E: Điểm đầu lý trình km 0 tại ngã ba Cây Cốc (huyện Thăng Bình) giao với Quốc lộ 1 (lý trình km 972 + 200). Điểm cuối lý trình km 78 + 432 giao với đường Hồ Chí Minh tại thị trấn Khâm Đức (huyện Phước Sơn).
Quốc lộ 14G: Điểm đầu tại thị trấn Prao, Đông Giang.
Quốc lộ 14H: Điểm đầu tại cảng Cửa Đại (thành phố Hội An), điểm cuối giao đường Trường Sơn Đông tại xã Quế Lâm, huyện Nông Sơn.
Quốc lộ 40B.
Quốc lộ 24C.
Hiện nay, Đà Nẵng đang xúc tiến Hành lang Kinh tế Đông - Tây 2 (Quốc lộ 14D) từ Đà Nẵng – cửa khẩu Đak-ốc (tỉnh Quảng Nam) - huyện Đăk Chưng (tỉnh Sekong) - thị xã Pakse (tỉnh Champasak, Lào)-Ubon Ratchathan (Thái Lan), điểm cuối Cảng Liên chiểu. Tại đây có thể nối vào hệ thống giao thông của Thái Lan. Sự có mặt của Hành lang Kinh tế Đông - Tây 2 sẽ thuận lợi về nhiều mặt trong vận chuyển hàng hóa, hành khách, đóng góp đáng kể vào sự phát triển kinh tế, du lịch, văn hóa giữa 3 nước Việt Nam - Lào - Thái Lan

### Giao thông đô thị

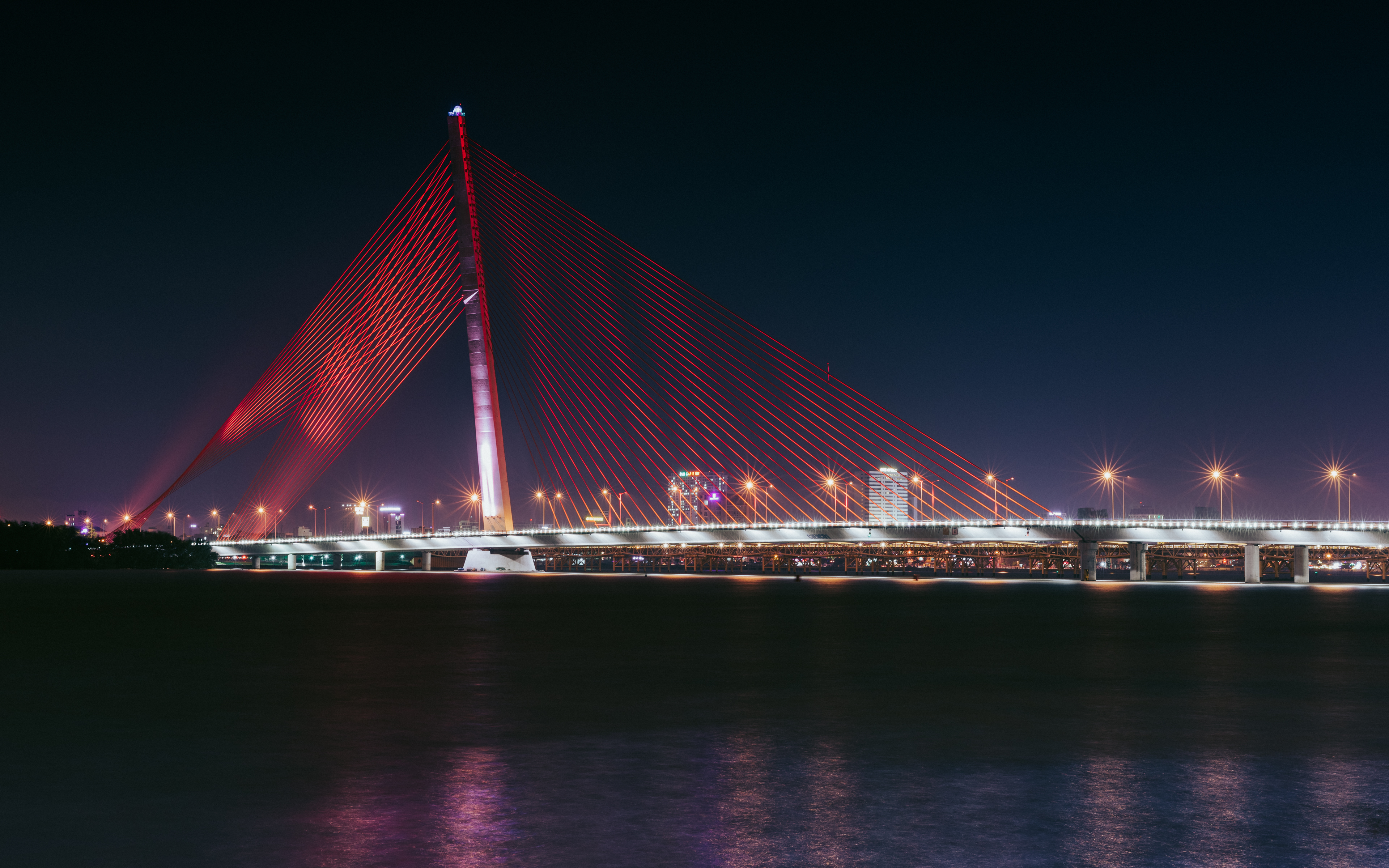
Cầu Trần Thị Lý

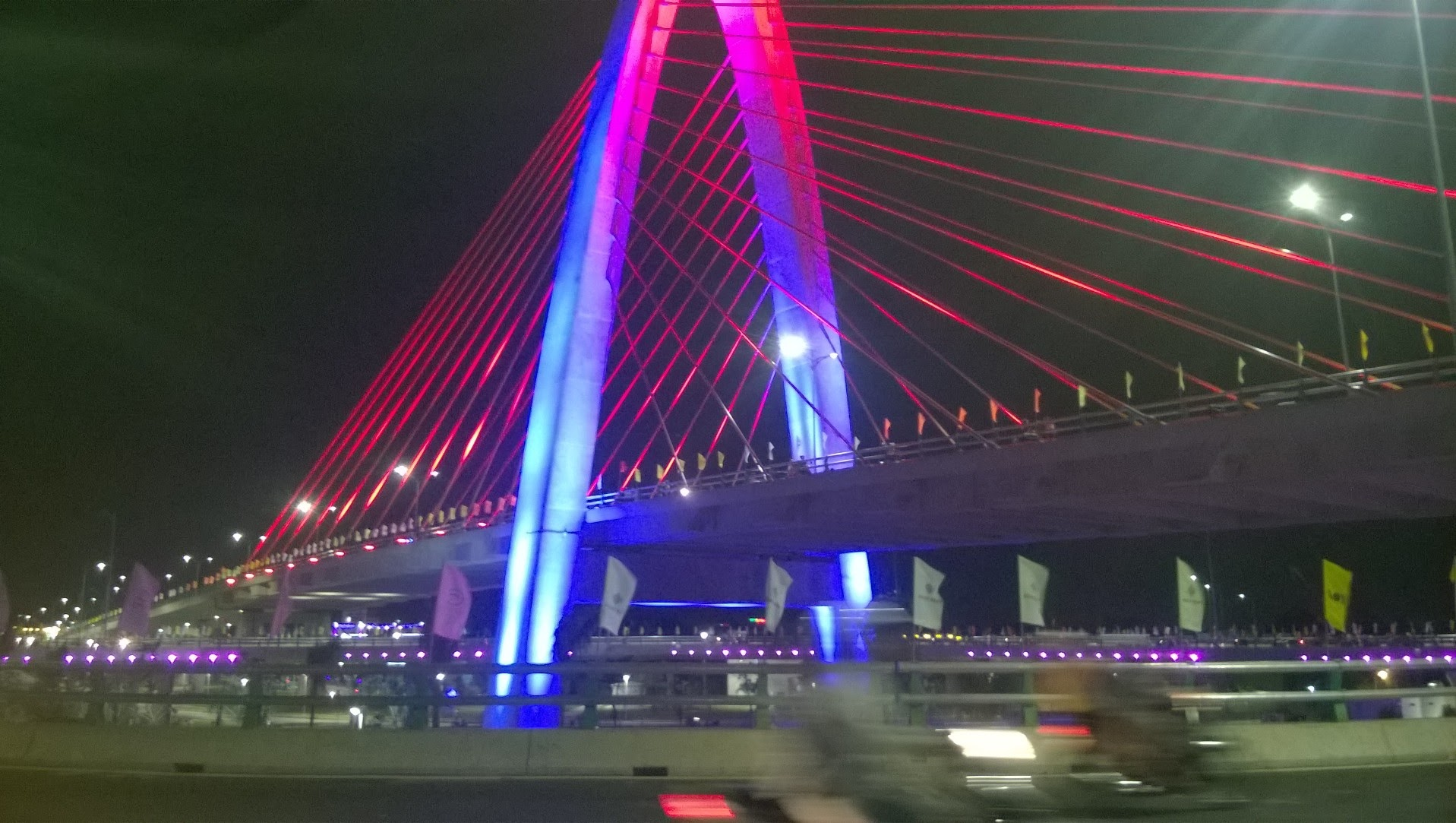
Cầu vượt Ngã Ba Huế

Thành phố Đà Nẵng cũng đã có những bước tiến trong giao thông nội thị. Hạ tầng giao thông nội ô được xây dựng khá hoàn chỉnh với mạng lưới giao thông tiếp nối với các đường vành đai của thành phố khiến cho Đà Nẵng là một trong ít đô thị ở Việt Nam ít khi phải đối mặt với tình trạng tắc đường. Nhiều con đường cũ đã được mở rộng và kéo dài. Đường Hoàng Sa - Võ Nguyên Giáp - Trường Sa chạy dọc bờ biển theo hướng nam nối Đà Nẵng với Hội An được mệnh danh là "con đường 5☆" của Đà Nẵng vì là nơi tập trung hàng loạt nhà hàng, khách sạn, khu nghỉ dưỡng cao cấp 4☆ và 5☆ đạt tiêu chuẩn quốc tế. Nhiều cây cầu đã được xây dựng bắc qua sông Hàn như cầu Thuận Phước, cầu Sông Hàn, Cầu Rồng, cầu Nguyễn Văn Trỗi, cầu Trần Thị Lý... không chỉ tạo nên những cảnh quan đẹp phục vụ du khách tham quan thành phố mà còn có ý nghĩa quan trọng trong việc điều tiết giao thông.
Ngày 29 tháng 3 năm 2015, thành phố khánh thành cầu vượt khác mức Ngã Ba Huế ở cửa ngõ phía tây, giúp xóa "điểm đen" tai nạn giao thông giữa Quốc lộ 1 và tuyến đường sắt Bắc Nam. Đây là cầu vượt ba tầng đầu tiên lớn nhất Việt Nam.
Ngày 30 tháng 4 năm 2017, hầm chui phía tây cầu Sông Hàn chính thức thông xe sau 7 tháng thi công, giúp giảm ùn tắc giao thông nút giao tây cầu sông Hàn, nhất là trên các tuyến đường Trần Phú và Lê Duẩn. Trong tương lai, các hầm chui phía Tây cầu Trần Thị Lý, phía Tây cầu Rồng, hầm chui sông Hàn, hầm chui qua sân bay,... sẽ giúp kết nối và hoàn thiện hệ thống giao thông nội đô tốt hơn.
Đến năm 2030, Đà Nẵng sẽ có 2 tuyến Metro line là Đà Nẵng - Hội An và Trung tâm Đà Nẵng - ven biển, cùng với 8 tuyến Tramway trong nội đô thành phố. Ngoài ra, Đà Nẵng còn phát triển hệ thống xe bus BRT với 15 tuyến nội đô và 1 tuyến kết nối giữa Đà Nẵng và Hội An.

### Tên đường phố Đà Nẵng[170]
| STT | Hiện nay                 | Thời VNCH            | Thời Pháp thuộc                                |
| --- | ------------------------ | -------------------- | ---------------------------------------------- |
| 1   | Bạch Đằng                | Bạch Đằng            | Quai Courbet                                   |
| 2   | Đống Đa                  | Cường Để             | Rue P. Poivre                                  |
| 2   | Đống Đa                  | Đống Đa              | Rue Maréchal Foch                              |
| 3   | Hải Phòng                | Nguyễn Hoàng         | Rue Lagrée                                     |
| 4   | Hoàng Diệu               | Hoàng Diệu           | Rue Đỗ Hữu Vị                                  |
| 5   | Hoàng Hoa Thám           | Hoàng Hoa Thám       | Rue Pasquier                                   |
| 6   | Hoàng Văn Thụ            | Phan Thanh Giản      | Rue Barisy                                     |
| 7   | Hùng Vương               | Đồng Khánh           | Rue Đồng Khánh                                 |
| 7   | Hùng Vương               | Hùng Vương           | Avenue de la République (Đại lộ Cộng Hòa)      |
| 7   | Hùng Vương               | Hùng Vương           | Rue de Hué                                     |
| 8   | Lê Duẩn                  | Thống Nhất           | Rue Pigneau de Béhaine (Bá Đa Lộc)             |
| 9   | Lê Hồng Phong            | Hàm Nghi             | Rue Deroulède Rue de la Marne                  |
| 10  | Lê Lợi                   | Lê Lợi               | Rue Francis Garnier                            |
| 11  | Thành Điện Hải           | Lê Văn Duyệt         | Rue Gateau                                     |
| 12  | Lý Thường Kiệt           | Lý Thường Kiệt       | Rue Maréchal Pétain                            |
| 13  | Lý Tự Trọng              | Gia Long             | Rue Gia Long                                   |
| 14  | Ngô Gia Tự               | Đông Kinh Nghĩa Thục | Rue Yersin                                     |
| 14  | Ngô Gia Tự               | Yersin               | Rue Yersin                                     |
| 15  | Nguyễn Chí Thanh         | Duy Tân              | Rue Guillemin                                  |
| 15  | Nguyễn Chí Thanh         | Nguyễn Tri Phương    | Rue Guillemin                                  |
| 16  | Nguyễn Du                | Nguyễn Du            | Rue Paul Bert                                  |
| 17  | Nguyễn Thị Minh Khai     | Tự Đức               | Rue Barbé                                      |
| 17  | Nguyễn Thị Minh Khai     | Nguyễn Thị Giang     | Rue Barbé                                      |
| 18  | Ông Ích Khiêm            | Ông Ích Khiêm        | Rue Sabiella                                   |
| 18  | Ông Ích Khiêm            | Khải Định            | Rue Édouard de l'Hortel                        |
| 19  | Pasteur                  | Pasteur              | Rue Pasteur                                    |
| 20  | Phạm Hồng Thái           | Phạm Hồng Thái       | Rue Guyemer                                    |
| 21  | Phạm Phú Thứ             | Phạm Phú Thứ         | Rue de la Mission                              |
| 22  | Phan Bội Châu            | Phan Bội Châu        | Rue Albert Deligne                             |
| 23  | Phan Châu Trinh          | Phan Châu Trinh      | Rue Marc Pourpe                                |
| 24  | Phan Đình Phùng          | Phan Đình Phùng      | Rue Palanca - Guttierez Rue du Maréchal Joffre |
| 25  | (không còn)*             | Phan Thành Tài       | Rue des Alliés (Đồng Minh)                     |
| 26  | Quang Trung              | Quang Trung          | Boulevard Montigny Boulevard Clémenceau        |
| 27  | Thái Phiên               | Thái Phiên           | Rue Castelneau                                 |
| 28  | (không còn)**            | Tiểu La              | Rue d'Abattoir                                 |
| 29  | Trần Bình Trọng          | Trần Bình Trọng      | Rue de Cimetière                               |
| 29  | Trần Bình Trọng          | Trần Quốc Toản       | Rue Franchet d'Espèrey                         |
| 30  | Nguyễn Thái Học          | Nguyễn Thái Học      |                                                |
| 30  | Nguyễn Thái Học          | Trần Hưng Đạo        | Rue Verdun                                     |
| 31  | Trần Kế Xương            | Trần Kế Xương        | Rue de France                                  |
| 32  | Trần Phú                 | Độc Lập              | Rue Jules Ferry                                |
| 32  | Trần Phú                 | Độc Lập              | Avenue du Musée                                |
| 33  | Trần Quốc Toản           | Thành Thái           | Rue Franchet d'Espèrey                         |
| 33  | Trần Bình Trọng (1 phần) | Trần Quốc Toản       | Rue Franchet d'Espèrey                         |
| 34  | Trần Quý Cáp             | Trần Quý Cáp         | Rue de Robert                                  |
| 35  | Triệu Nữ Vương           | Triệu Nữ Vương       | Rue Labbée                                     |
| 36  | Triệu Nữ Vương           | Triệu Nữ Vương       | Route Quảng Nam                                |
| 37  | Yên Bái                  | Yên Bái              | Rue Galliéni                                   |
| 38  | Núi Thành                | Võ Tánh              | Route Đò Xu                                    |

- (*) Đường nối từ cổng sau của chợ Hàn ra đường Quai Courbet (Bạch Đằng), dài khoảng 35m, đã bị lấn chiếm.
- (**) Đường nằm bên hông Bảo tàng Chăm phía bờ sông, sau nhập vào đường 2 tháng 9.

- Maréchal: tiếng Pháp, có nghĩa là Thống chế.

## Dân cư

### Cơ cấu dân số

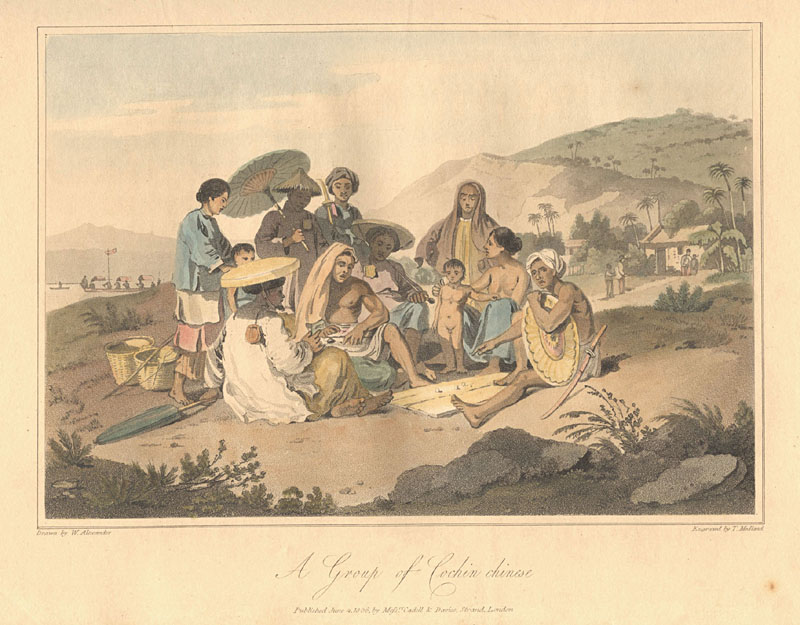
Người Đàng Trong tại Đà Nẵng thời Tây Sơn - Tranh của họa sĩ người Anh William Alexander.

Theo kết quả điều tra ngày 1 tháng 4 năm 1999, thành phố Đà Nẵng có 684.846 người. Trong đó dân số trong độ tuổi lao động xã hội toàn thành phố là 413.460 người, chiếm 57,7% dân số. Tính đến ngày 1 tháng 4 năm 2019, dân số toàn thành phố Đà Nẵng đạt 1.134.310 người, xếp thứ 39 cả nước, chiếm 1,18% dân số cả nước, mật độ dân số đạt 740 người/km². Trong đó dân số sống tại thành thị đạt 988.569 người, chiếm 87,2% dân số toàn thành phố, dân số sống tại nông thôn đạt 145.741 người, chiếm 12,8% dân số.. Theo tổng cục thống kê năm 2020, Đà Nẵng có dân số sống tại thành thị 1.020.44 người, vượt mốc 1 triệu người.Tỷ lệ lao động qua đào tạo của Đà Nẵng cao hàng đầu cả nước. Đà Nẵng có số dân thành thị đứng thứ ba trong 5 thành phố trực thuộc Trung ương sau Thành phố Hồ Chí Minh và Hà Nội, đứng thứ 5 toàn quốc sau Bình Dương, Đồng Nai, Thành phố Hồ Chí Minh và Hà Nội. Dân số nam của thành phố đạt 558.982 người, trong khi đó nữ đạt 575.328 người. Tỷ lệ tăng tự nhiên dân số phân theo địa phương là 2,45%, trong đó dân thành thị tăng nhanh hơn 2,25%/1 năm, nông thôn tăng 1,98%/năm. Đà Nẵng cũng là địa phương có tỷ lệ đô thị hóa cao nhất miền Trung-Tây Nguyên và cao nhất cả nước: 87,2%. Đà Nẵng là địa phương có tỷ lệ dân cư sống ở khu vực thành thị cao nhất nước, dân số đô thị thường tập trung trung tâm thành phố. Ngoài ra thành phố còn tiếp nhận thêm lượng dân cư từ các tỉnh, thành là sinh viên, công nhân lao động, nước ngoài... đến thành phố học tập và làm việc nên tỷ lệ dân nhập cư ngày càng tăng nên sức ép lên hạ tầng đô thị ngày càng tăng.
Dân số Đà Nẵng tăng trưởng ở mức từ 2,5% và 3% trong hầu hết các năm từ năm 2005 tới 2011, cao hơn trung bình toàn quốc là 1% đến 1,2%. Cá biệt tỷ lệ tăng trưởng đã tăng lên 3,6% trong năm 2010 trước khi trở lại 2,68% trong năm 2011. Đây là tốc độ tăng trưởng nhanh thứ ba trong cả nước sau Bình Dương (4,41%) và Đồng Nai (3,5%). Tỷ lệ tăng dân số của thành phố năm 2015 là 1,1%. Di cư là yếu tố chủ đạo trong tăng trưởng dân số của thành phố ít nhất là từ năm 2009. Tăng trưởng dân số tự nhiên của thành phố cao hơn một chút so với mức trung bình của cả nước. Tuổi thọ trung bình đạt 77,4 tuổi đối với nữ và 72,4 hoặc 74,8 tuổi đối với nam. Trong tổng điều tra dân số năm 2019, Đà Nẵng có tổng tỷ suất sinh 1,88 con/phụ nữ, dưới mức sinh thay thế 2,1 con/phụ nữ.

### Dân tộc
Trên địa bàn thành phố có trên 37 dân tộc và người nước ngoài cùng chung sống. Trong đó, nhiều nhất là dân tộc Kinh với 883.343 người, người Hoa đông thứ hai với 2.974 người, dân tộc Cơ Tu có 1.198 người, cùng các dân tộc ít người khác như dân tộc Tày với 224 người, Ê Đê với 222 người, Mường có 183 người, Gia Rai có 154 người... ít nhất là các dân tộc Chơ Ro, Hà Nhì, Si La và Ơ Đu chỉ có một người.

### Tôn giáo
Tính đến ngày 1 tháng 4 năm 2019, trên địa bàn toàn thành phố có chín tôn giáo khác nhau, chiếm 77.029 người. Trong đó, nhiều nhất là Công giáo với 42.690 người, xếp thứ hai là Phật giáo với 37.220 người, xếp thứ ba là đạo Tin Lành có 3.730 người, Cao Đài có 3.249 người, cùng các tôn giáo khác như Minh Sư Đạo với 53 người, Bahá'í với 34 người, Phật giáo Hòa Hảo với 25 người, Hồi giáo có 19 người, ít nhất là Bà La Môn chỉ với 9 người. Đà Nẵng là nơi có Hội thánh Tin Lành đầu tiên ở Việt Nam được thành lập vào năm 1911 bởi các giáo sĩ Hội Truyền giáo Phước âm Liên hiệp (CMA).

## Y tế

### Hệ thống chăm sóc sức khỏe
Thành phố Đà Nẵng là một trong những trung tâm y tế chuyên sâu của khu vực miền Trung - Tây Nguyên và cả nước. Hệ thống y tế của thành phố ngày càng hiện đại, hoàn chỉnh và đồng bộ từ tuyến thành phố đến quận, huyện và xã, phường, uy tín một số bệnh viện ngày càng được nâng cao, được các bệnh nhân các tỉnh khu vực miền Trung-Tây Nguyên tin tưởng. Theo con số của Tổng cục Thống kê (Việt Nam) thì vào năm 2018, thành phố Đà Nẵng có 73 cơ sở khám chữa bệnh trực thuộc Sở Y tế và Bộ Y tế, trong đó có 26 bệnh viện, 1 Bệnh viện Điều dưỡng, 1 Bệnh viện Chỉnh hình - Phục hồi chức năng và 56 trạm y tế. Tính đến đầu năm 2018, Đà Nẵng có tỷ lệ 17,49 bác sĩ/10.000 dân, 79,03 giường/10.000 dân, số giường bệnh trực thuộc Sở Y tế là 5.920 giường, thuộc các bệnh viện của Bộ ngành Trung ương là 1.510 giường và các Trung tâm Y tế quận/huyện là 1.410 giường, các cơ sở Y tế tư nhân là 943 giường. Cũng theo thống kê năm 2011, Đà Nẵng có 746 bác sĩ, 342 y sĩ, 756 y tá và 275 nữ hộ sinh.. Theo số liệu thống kê thuộc Sở Y tế thành phố Đà Nẵng, năm 2017, toàn ngành Y tế thành phố Đà Nẵng đã thực hiện khám bệnh cho 3.739.982 lượt, điều trị nội trú cho 416.254 lượt bệnh nhân thuộc các tỉnh: Quảng Nam, Quảng Ngãi, Bình Định, Gia Lai, Đắk Lắk, Quảng Trị,...
Thành phố Đà Nẵng cũng có một hệ thống bệnh viện, phòng khám tư nhân đang dần phát triển: Tháng 3 năm 2012, thành phố thành lập giải thưởng "Tỏa sáng blouse trắng" nhằm tuyên dương những cá nhân người tốt, việc tốt. Đến cuối năm 2012, Đà Nẵng đã hoàn thành mục tiêu Bảo hiểm y tế toàn dân, với 91,6% dân số tham gia Bảo hiểm y tế, đi trước 2 năm so với cả nước (2014). Trong tương lai, với sự hình thành của trường Đại học Y Dược trực thuộc Đại học Đà Nẵng, thành phố Đà Nẵng tiếp tục xây dựng, phát triển thêm các bệnh viện như: Bệnh viện Đà Nẵng cơ sở 2, bệnh viện quốc tế, Bệnh viện Phụ sản - Nhi giai đoạn 2, Bệnh viện Nhi Trung ương...trên địa bàn. Thành phố Đà Nẵng đang hướng đến mục tiêu trở thành một trung tâm y tế lớn của khu vực miền Trung - Tây Nguyên và cả nước.

### Các bệnh viện lớn tại thành phố Đà Nẵng

#### Bệnh viện Đà Nẵng

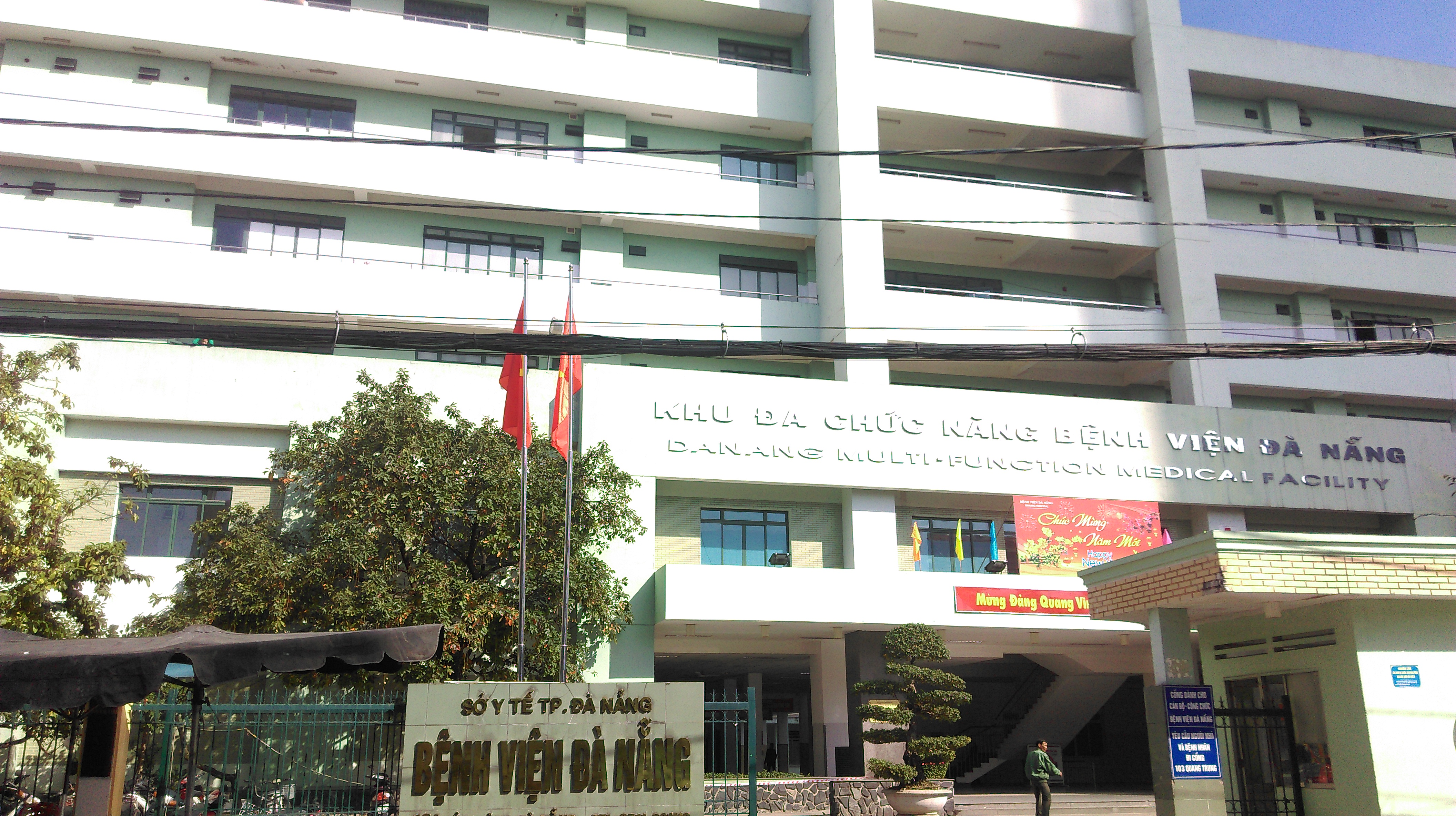

Bệnh viện Đà Nẵng là bệnh viện đa khoa lớn nhất và là bệnh viện tuyến cuối hạng I của thành phố Đà Nẵng. Bệnh viện có quy mô 1.900 giường (thực kê là 2.569 giường) (đường Hải Phòng, quận Hải Châu) tiền thân là "Nhà thương thí" - Bệnh viện bản xứ Tourane/ Hopital indigène de Tourane được người Pháp xây dựng và đưa vào hoạt động từ năm 1906 trên đường République nay là đường Hùng Vương, sau đó đổi tên thành Bệnh viện Đà Nẵng rồi thành Trung tâm Y tế toàn khoa Đà Nẵng (quy mô 1.000 giường) người dân địa phương quen gọi là Bệnh viện Giải phẫu. cũng từng là một trong những cơ sở thực hành của sinh viên của Đại học Y Khoa Huế trước năm 1975 và hiện nay bệnh viện có 9 khoa cận lâm sàng, 28 khoa cận lâm sàng và là cơ sở thực hành lâm sàng cho nhiều cơ sở giáo dục đại học cao đẳng trên địa bàn thành phố như: trường Đại học Kỹ thuật Y Dược Đà Nẵng, Khoa Y Dược – Đại học Đà Nẵng và các cơ sở đào tạo khác.
Với định hướng đa khoa mạnh, chuyên khoa sâu, bệnh viện đã phát triển, không ngừng cập nhật và ứng dụng nhiều kỹ thuật y tế mới nhằm đáp ứng nhu cầu thăm, khám và chăm sóc sức khỏe của nhân dân như: cấy ghép tế bào gốc điều trị chấn thương tủy sống (nguyên nhân dẫn đến bại liệt) và là bệnh viện thứ hai tại Việt Nam sau Bệnh viện Việt Đức - Hà Nội thực hiện thành công, ghép thận, làm chủ kỹ thuật ECMO, thẩm tách siêu lọc máu, phòng mổ Hybrid (phòng mổ kỹ thuật hiện đại của các nước phát triển, tương đương kỹ thuật cùng với hai bệnh viện lớn nhất cả nước là Bệnh viện Chợ Rẫy - Hồ Chí Minh và Bệnh viện Bạch Mai - Hà Nội), kỹ thuật hạ thân nhiệt giúp giảm tỷ lệ tử vong, cấy điện cực ốc tai (giúp các bệnh nhân câm, điếc có thể nghe và nói),... Năm 2017, bệnh viện đã khai trương Phòng giao dịch trực tuyến, giúp kết nối, chẩn bệnh giữa các bác sĩ bệnh viện với các bác sĩ quốc tế là hợp phần của dự án Q-health do chính phủ Hàn Quốc tài trợ, từ đó các y bác sĩ Đà Nẵng sẽ có điều kiện tương tác, trao đổi chuyên môn, tăng cường năng lực trong chẩn đoán, điều trị bằng phương tiện hội chẩn từ xa. Trong tương lai, bệnh viện được chính quyền thành phố ưu tiên tập trung đầu tư và xây dựng các công trình nhằm nâng cấp và mở rộng như: Trung tâm Ghép tạng và cấy ghép tế bào gốc, Trung tâm Phẫu thuật Thần kinh, chấn thương, bỏng tạo hình, giai đoạn 2 Trung tâm tim mạch... nhằm giảm tải bệnh viện, nâng công suất tiếp nhận bệnh nhân, tự chủ, đáp ứng nhu cầu khám, chữa bệnh ngày càng cao của nhân dân thành phố nói riêng và khu vực Miền Trung-Tây Nguyên nói chung.
Dự án Bệnh viện Đà Nẵng (cơ sở 2): quy mô (dự kiến) 1.500 giường bệnh bao gồm các Trung tâm Huyết học, Trung tâm Lão khoa, Trung tâm Y học nhiệt đới và bệnh viện đa khoa chất lượng cao (đường Nam Kỳ Khởi Nghĩa, quận Ngũ Hành Sơn)

#### Bệnh viện Phụ sản – Nhi Đà Nẵng

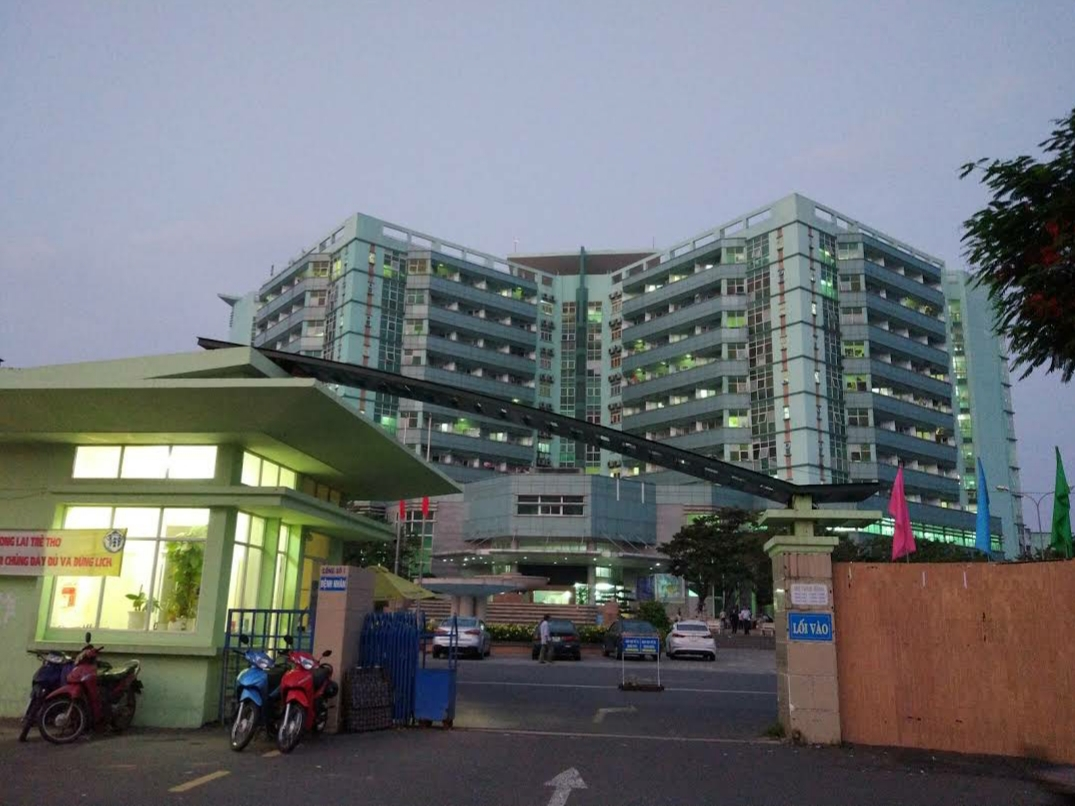
Bệnh viện Phụ sản - Nhi Đà Nẵng

Bệnh viện Phụ sản – Nhi Đà Nẵng: Là bệnh viện chuyên khoa hạng I về sản - nhi tuyến cuối và lớn nhất khu vực miền Trung - Tây Nguyên được thành lập tháng 4 năm 2012 trên cơ sở tổ chức lại Trung tâm Phụ sản - Nhi thuộc Bệnh viện Đà Nẵng có chức năng khám và điều trị phụ sản - nhi trên địa bàn thành phố Đà Nẵng và khu vực Miền Trung-Tây Nguyên, chỉ tiêu 1.200 giường, thực kê 1.739 giường (công suất sử dụng 147%, vượt 289% so với chỉ tiêu 600 giường vào năm 2012).
Bệnh viện Phụ sản - Nhi Đà Nẵng nhiều kỹ thuật mới như triển khai kỹ thuật thụ tinh trong ống nghiệm từ tháng 4 năm 2014 (tỷ lệ thành công khá cao từ 40 đến 45%). Kỹ thuật Chăm sóc thiết yếu sơ sinh sớm da kề da được áp dụng từ tháng 7 năm 2014 và xây dựng Ngân hàng Sữa mẹ đầu tiên tại Việt Nam

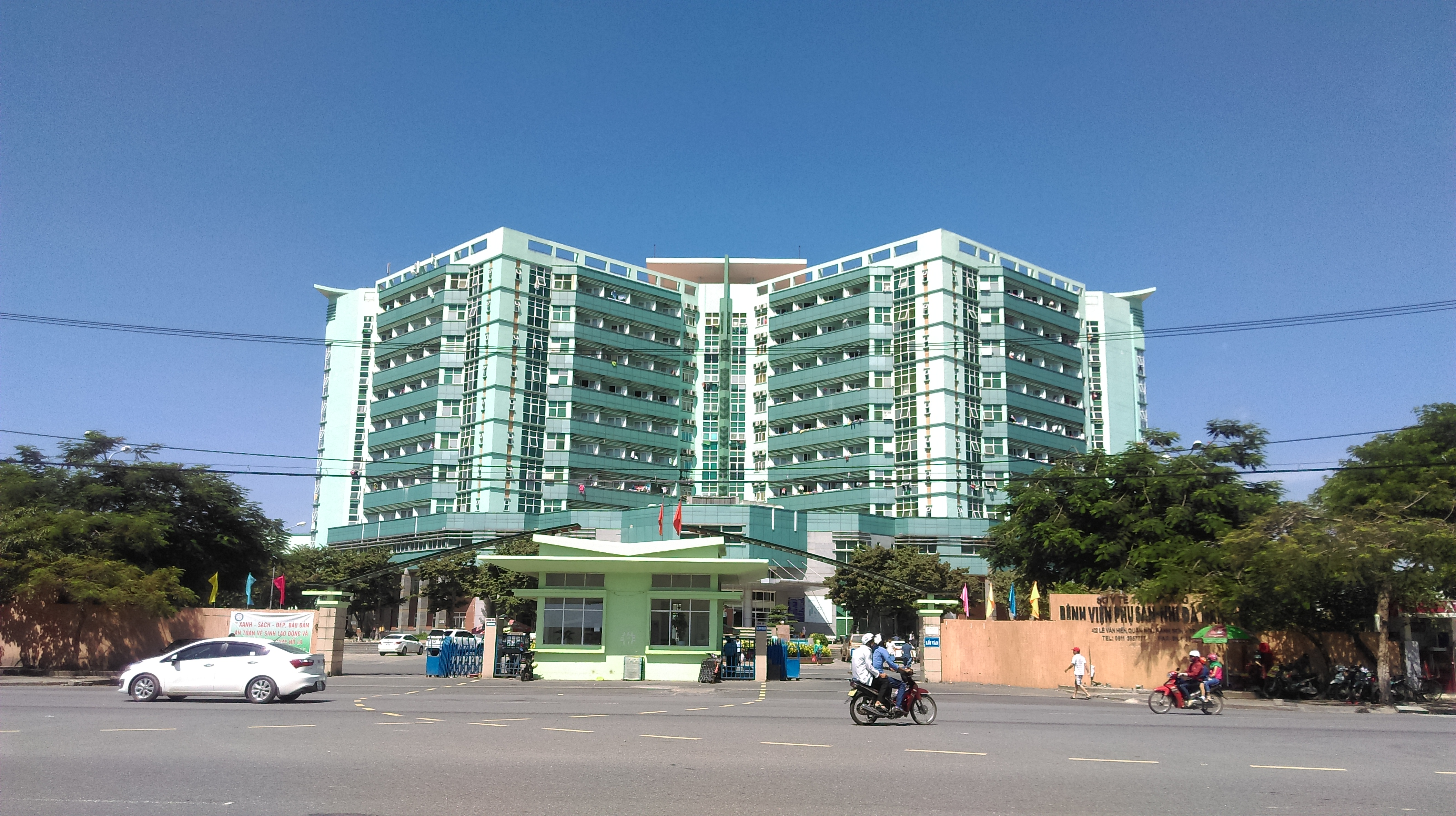

Dự kiến, Bệnh viện Phụ sản - Nhi Đà Nẵng tiếp tục đầu tư, mở rộng, tăng thêm 1.000 giường bệnh nội trú trên diện tích sử dụng đất 14.340m2, tổng vốn đầu tư hơn 1.830 tỷ đồng. (đường Lê Văn Hiến, quận Ngũ Hành Sơn).

#### Bệnh viện Ung Bướu Đà Nẵng

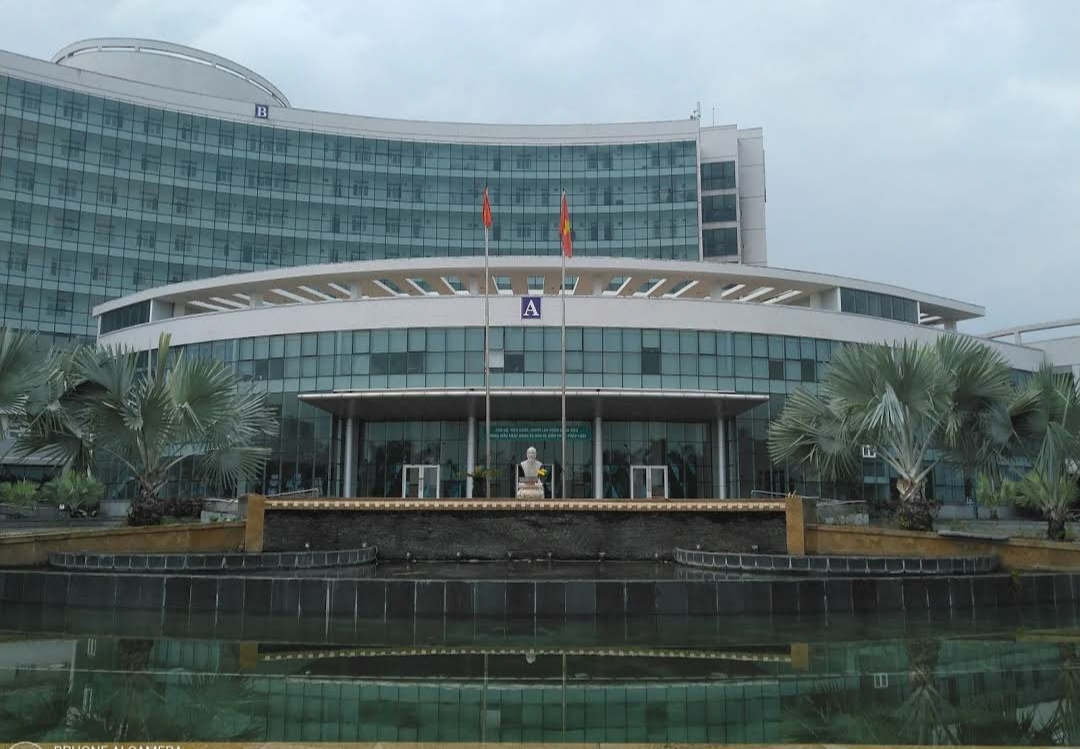
Bệnh viện Ung bướu Đà Nẵng

Bệnh viện Ung Bướu Đà Nẵng tiền thân là Bệnh viện Ung thư Đà Nẵng thuộc Hội bảo trợ Phụ nữ và Trẻ em nghèo bất hạnh Đà Nẵng được khởi công tháng 3 năm 2009 và khánh thành vào tháng 1 năm 2013 do sự vận động cố Bí thư Thành ủy Nguyễn Bá Thanh trong việc đóng góp, tài trợ của các nhà hảo tâm, doanh nghiệp, cá nhân, tổ chức phi chính phủ và sự quan tâm đầu tư của chính quyền thành phố. Tháng 8 năm 2015, Bệnh viện Ung Bướu Đà Nẵng được thành lập trên cơ sở tổ chức lại Khoa Ung bướu thuộc Bệnh viện Đà Nẵng và tiếp nhận nguyên trạng tổ chức bộ máy, người lao động, trụ sở, cơ sở vật chất, trang thiết bị, tài chính, tài sản của Bệnh viện Ung thư Đà Nẵng. Hiện nay, bệnh viện đã trở thành bệnh viện công lập hạng I chuyên khoa về Ung bướu lớn nhất khu vực Miền Trung - Tây Nguyên quy mô chỉ tiêu 650 giường (thực kê 900 giường bệnh) (đường Phùng Hưng, quận Liên Chiểu) có 12 khoa lâm sàng và 8 khoa cận lâm sàng, trang thiết bị, máy móc hiện đại xứng tầm một bệnh viện chuyên khoa Ung bướu tại Việt Nam.
Từ khi thành lập đến nay, bệnh viện đã triển khai nhiều kỹ thuật mới trong chẩn đoán và điều trị, trong đó có một số kỹ thuật lần đầu tiên được triển khai như phẫu thuật đầu mặt cổ kết hợp phẫu thuật vi phẫu tạo hình, tạo hình thẩm mỹ trong phẫu thuật ung thư vú, kỹ thuật xạ trị áp sát vùng đầu cổ, kỹ thuật sinh thiết định vị, kỹ thuật phẫu thuật nội soi cắt gan trái cho bệnh nhân ung thư gan... Từ tháng 12 năm 2016, bệnh viện đã trở thành bệnh viện vệ tinh của Bệnh viện Ung Bướu Thành phố Hồ Chí Minh, nhiều bác sĩ, nhân viên y tế tại bệnh viện đã tham gia chương trình đào tạo theo kế hoạch bệnh viện vệ tinh và đã được các bác sĩ bệnh viện Ung bướu Thành phố Hồ Chí Minh chuyển giao nhiều kỹ thuật mới trong chẩn đoán và điều trị bệnh nhân ung bướu và hậu phẫu thuật.
Dự kiến, bệnh viện sẽ được đầu tư, thành lập Trung tâm Tầm soát Ung thư có chức năng dự báo, phòng tránh, phát hiện sớm chúng ta sẽ giảm thiểu được số ca mắc bệnh, cũng như nâng cao tỷ lệ chữa thành công cho bệnh nhân.

#### Bệnh viện C Đà Nẵng – Bộ Y tế

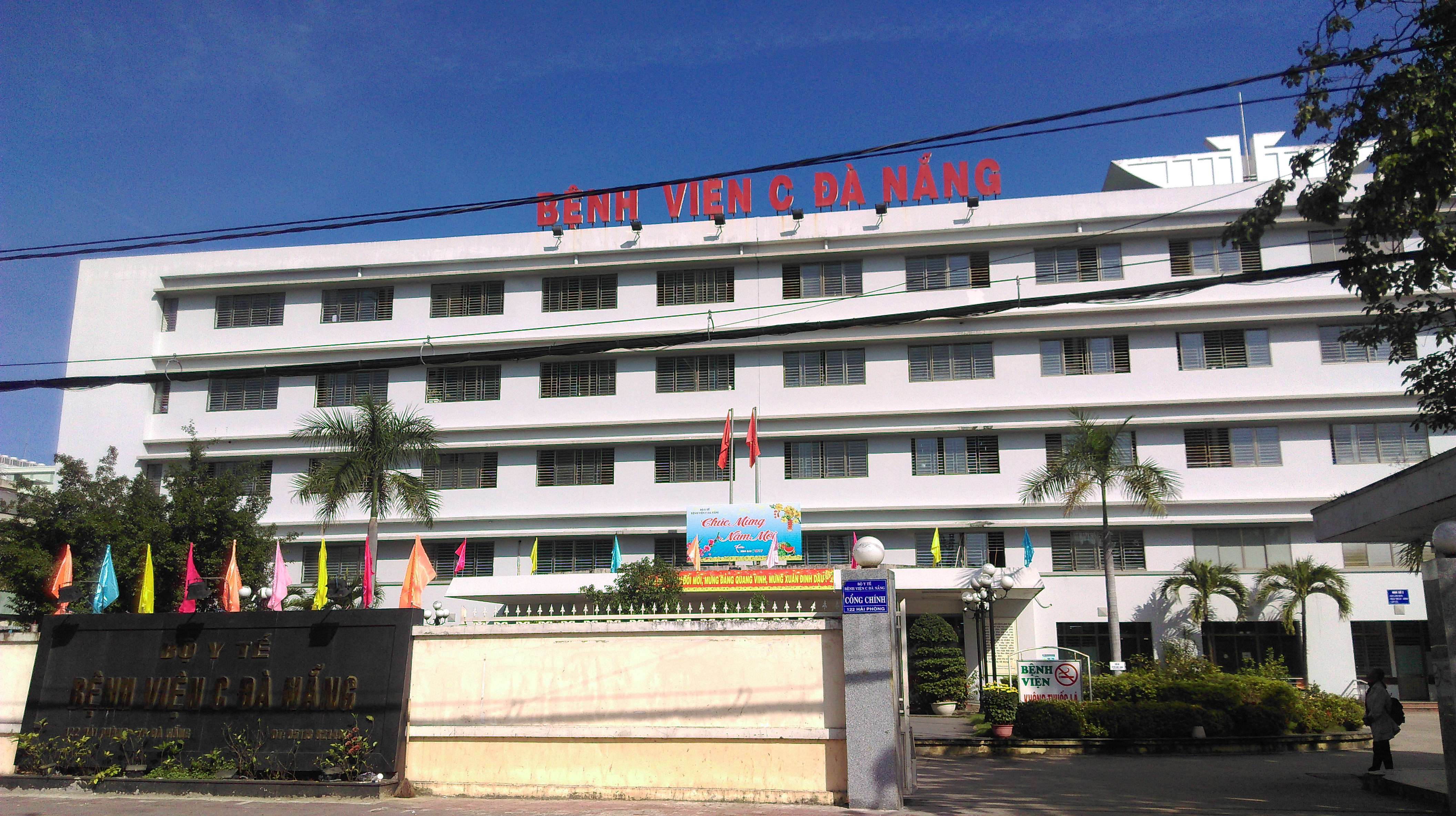

Bệnh viện C Đà Nẵng tiền thân là Bệnh viện Việt Đức Đà Nẵng. Bệnh viện Việt Đức Đà Nẵng được khởi công xây dựng năm 1968 và hoàn thành vào đầu năm 1972, với sự hỗ trợ cả về tài chính và chuyên môn của Tổ chức Malteser Hilfsdienst và tàu bệnh viện Helgoland. Đầu tháng 4 năm 1975, một đơn vị y tế của Khu V được hợp nhất từ Ban Dân y Khu, Bệnh viện 1 và Bệnh viện 2 của Khu ủy đã tiếp quản Bệnh viện Việt Đức và đổi tên thành Bệnh viện C Đà Nẵng. Hiện nay, bệnh viện có quy mô 1.400 giường (đường Hải Phòng, quận Hải Châu) là 1 trong 3 bệnh viện có nhiệm vụ chăm sóc sức khỏe, khám chữa bệnh cho nhân dân, cán bộ trung - cao cấp của Đảng và Nhà nước cùng với Bệnh viện Thống Nhất ở miền Nam, Bệnh viện Hữu Nghị ở miền Bắc.

## Giáo dục - Đào tạo

### Giáo dục

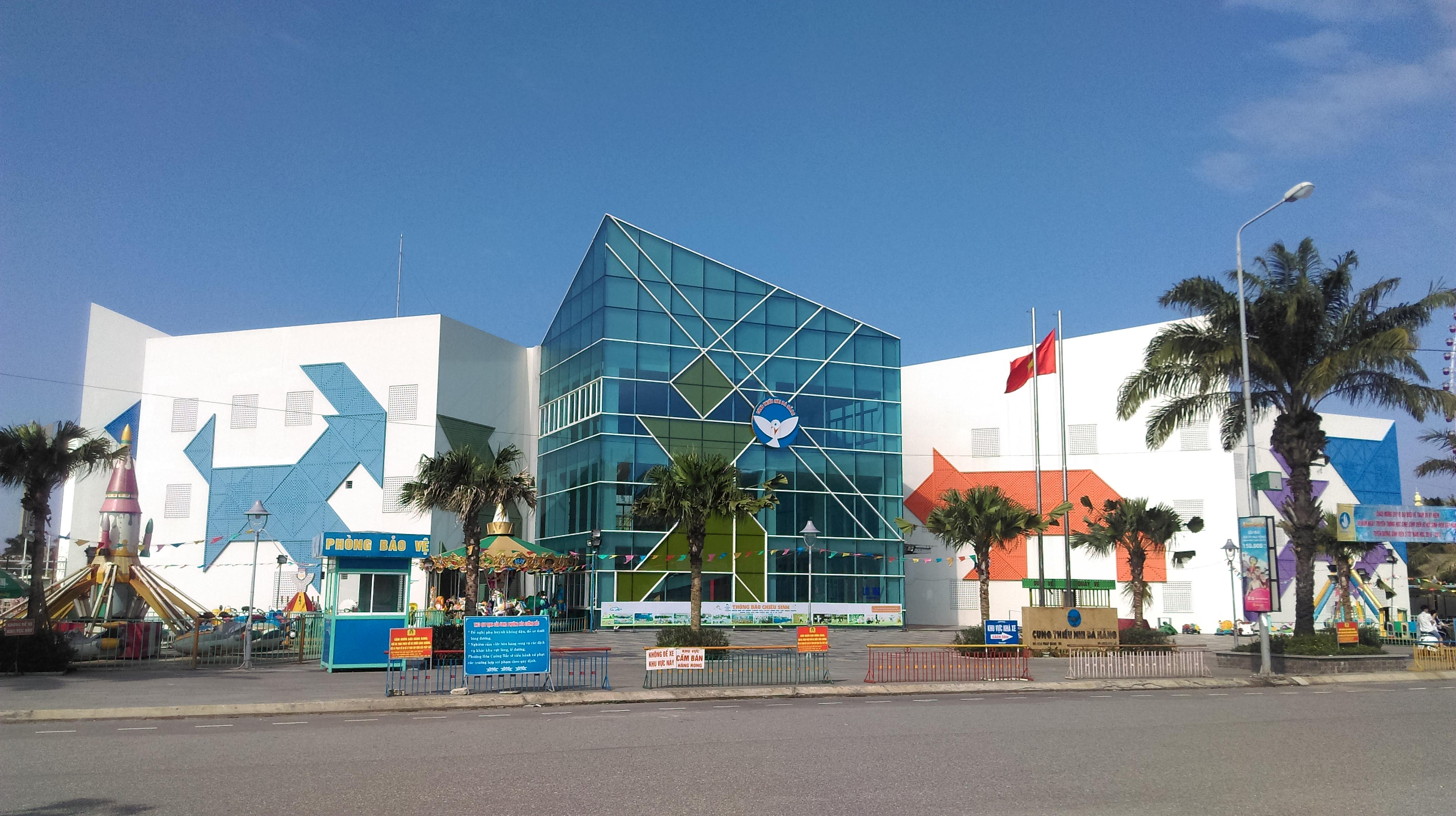
Cung Thiếu nhi Đà Nẵng

Thành phố Đà Nẵng là trung tâm giáo dục có quy mô lớn nhất khu vực miền Trung - Tây Nguyên. Hiện nay trên địa bàn thành phố có 32 trường Trung học Phổ thông, 60 trường Trung học Cơ sở, 99 trường Tiểu học, bên cạnh đó còn có 4 trường Mẫu giáo, 213 trường mầm non với 1.249 lớp học, 2.422 giáo viên và 37,8 nghìn học sinh.
Khác với các thành phố lớn như Hà Nội và Thành phố Hồ Chí Minh, Đà Nẵng chỉ có 1 trường Trung học Phổ thông chuyên. Trường THPT chuyên Lê Quý Đôn Đà Nẵng luôn là một trong các trường dẫn đầu ở khu vực miền Trung và trong cả nước. Tỷ lệ học sinh tốt nghiệp phổ thông của thành phố năm học 2010-2011 là 96,7%. Chất lượng giáo dục có sự chênh lệch giữa khu vực trung tâm và ngoại ô đã khiến cho các trường trong trung tâm trở nên quá tải. Từ năm học 2013-2014, Ủy ban Nhân dân thành phố có văn bản quy định đến năm 2015-2016, các trường Tiểu học phải có 100% học sinh học hai buổi/ngày, nếu có khả năng mới được tiếp nhận học sinh ngoại tuyến.

### Đào tạo

#### Giáo dục nghề nghiệp
Đà Nẵng có 64 cơ sở giáo dục nghề nghiệp, trong đó có: 13 trường cao đẳng, 6 trường trung cấp, 03 trung tâm giáo dục nghề nghiệp và 27 cơ sở khác có đăng ký hoạt động giáo dục nghề nghiệp. Quy mô tuyển sinh đào tạo của các cơ sở giáo dục nghề nghiệp hiện nay là 52.563 học sinh, sinh viên với 260 ngành nghề đào tạo ở các cấp trình độ đào tạo, trong đó, nhóm ngành/nghề thương mại dịch vụ chiếm khoảng 66%, nhóm ngành/nghề công nghiệp xây dựng chiếm khoảng 31% và nhóm ngành/nghề nông, lâm, ngư nghiệp chiếm khoảng 3%.

#### Giáo dục đại học

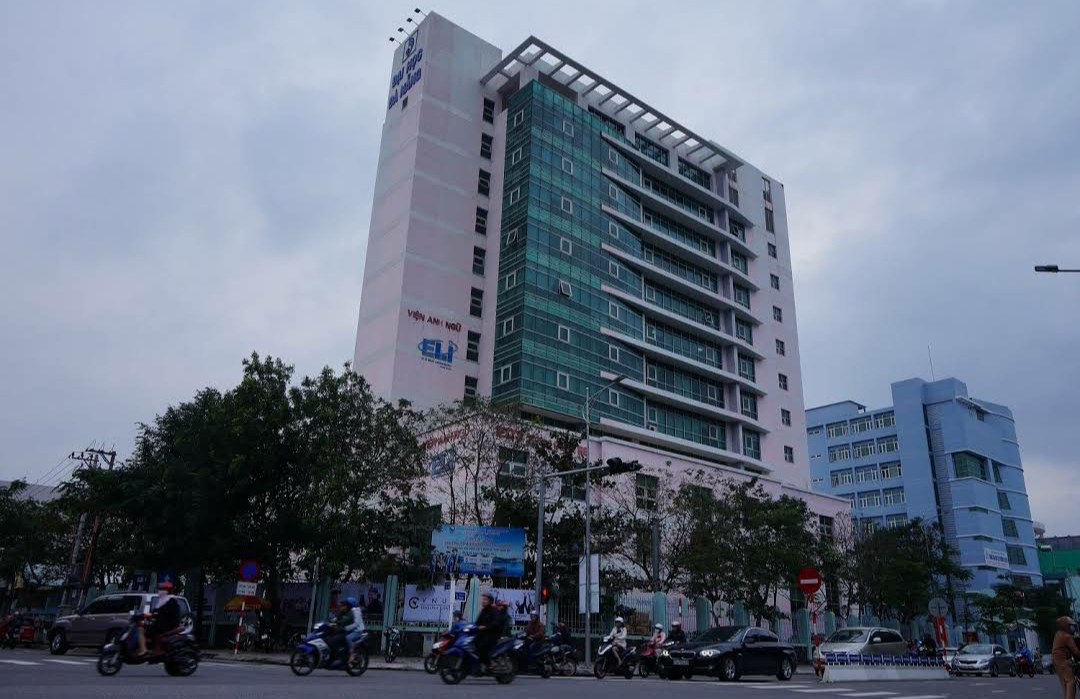
Trụ sở Đại học Đà Nẵng, quận Hải Châu

Thành phố Đà Nẵng là trung tâm đào tạo đại học đa ngành, đa lĩnh vực và quy mô lớn nhất khu vực miền Trung - Tây Nguyên, thứ ba sau Hà Nội và Thành phố Hồ Chí Minh, số lượng cơ sở giáo dục đại học chiếm 4,2% trên cả nước gồm có 1 Đại học Vùng và 1 Đại học (University), 12 trường Đại học, học viện chuyên ngành và đa ngành; 02 Campus Trường Đại học FPT với đầy đủ ngành nghề, lĩnh vực đào tạo từ trình độ đại học cho đến trình độ tiến sỹ. Năm 2018, Đà Nẵng có hơn 180.000 sinh viên từ khắp các tỉnh, thành trong cả nước về học tập. Về phân luồng đại học thì tỷ lệ người dân Đà Nẵng muốn đi học đại học cao, so với năm thành phố trực thuộc Trung ương thì Đà Nẵng là 89%, đứng thứ hai sau Thành phố Hồ Chí Minh. Đại học Đà Nẵng là một trong 5 Đại học Vùng và Quốc gia của Việt Nam, cùng với Đại học Quốc gia Thành phố Hồ Chí Minh, Đại học Quốc gia Thành phố Hà Nội, Đại học Huế và Đại học Thái Nguyên. Đại học Duy Tân đứng đầu về đào tạo đại học ngoài công lập ở khu vực Miền Trung - Tây Nguyên và đang phấn đấu phát triển trường thành mô hình đại học bao gồm nhiều trường thành viên trong tương lai. Ngoài ra, Đà Nẵng có 7 trường đại học có đặt cơ sở tại thành phố.

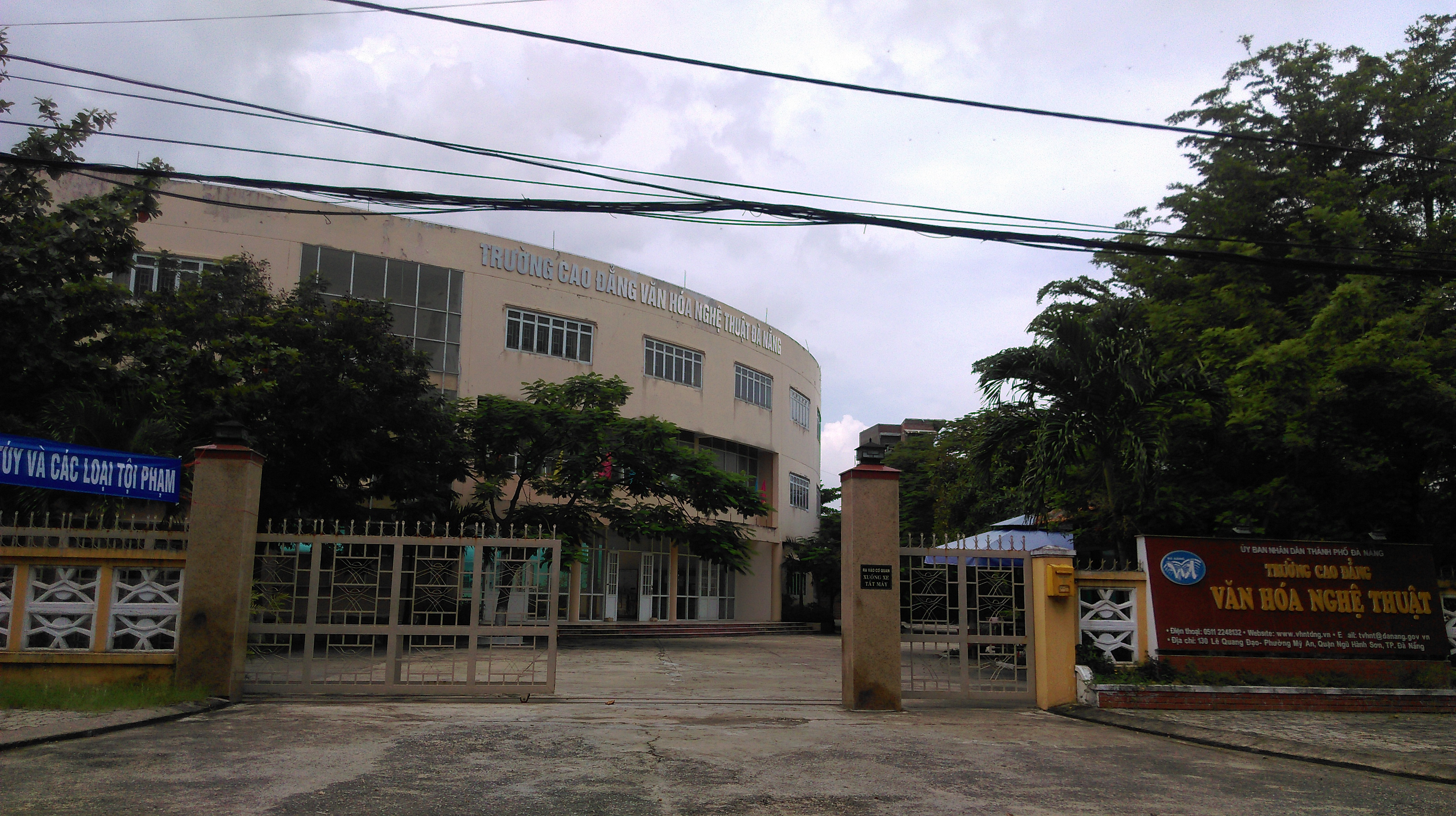
Trường Cao đẳng Văn hóa Nghệ thuật

Theo Đề án phát triển Đại học Đà Nẵng đến năm 2030 đã được Bộ trưởng Bộ Giáo dục và Đào tạo phê duyệt thì sắp tới trên địa bàn thành phố sẽ có thêm một số trường đại học, viện nghiên cứu được thành lập như: Đại học Quốc tế Việt-Anh (nâng cấp từ Viện nghiên cứu và đào tạo Việt - Anh trên cơ sở Tuyên bố chung của hai chính phủ Việt Nam và Vương quốc Anh), trường Đại học Y Dược...đề xuất thành lập Đại học Quốc gia Đà Nẵng trên cơ sở sắp xếp lại, đầu tư nâng cấp Đại học Đà Nẵng, các trường đại học trên địa bàn thành phố Đà Nẵng và địa phương lân cận. Tổng diện tích của làng Đại học Đà Nẵng sẽ là 300 ha với mục tiêu xây dựng Đại học Đà Nẵng trở thành một trong ba trung tâm đại học lớn của cả nước theo Nghị Quyết 33-NQ/TW của Bộ Chính trị nhưng đến nay mới có gần 50 ha được xây dựng tại khu vực dự án.

## Đối ngoại

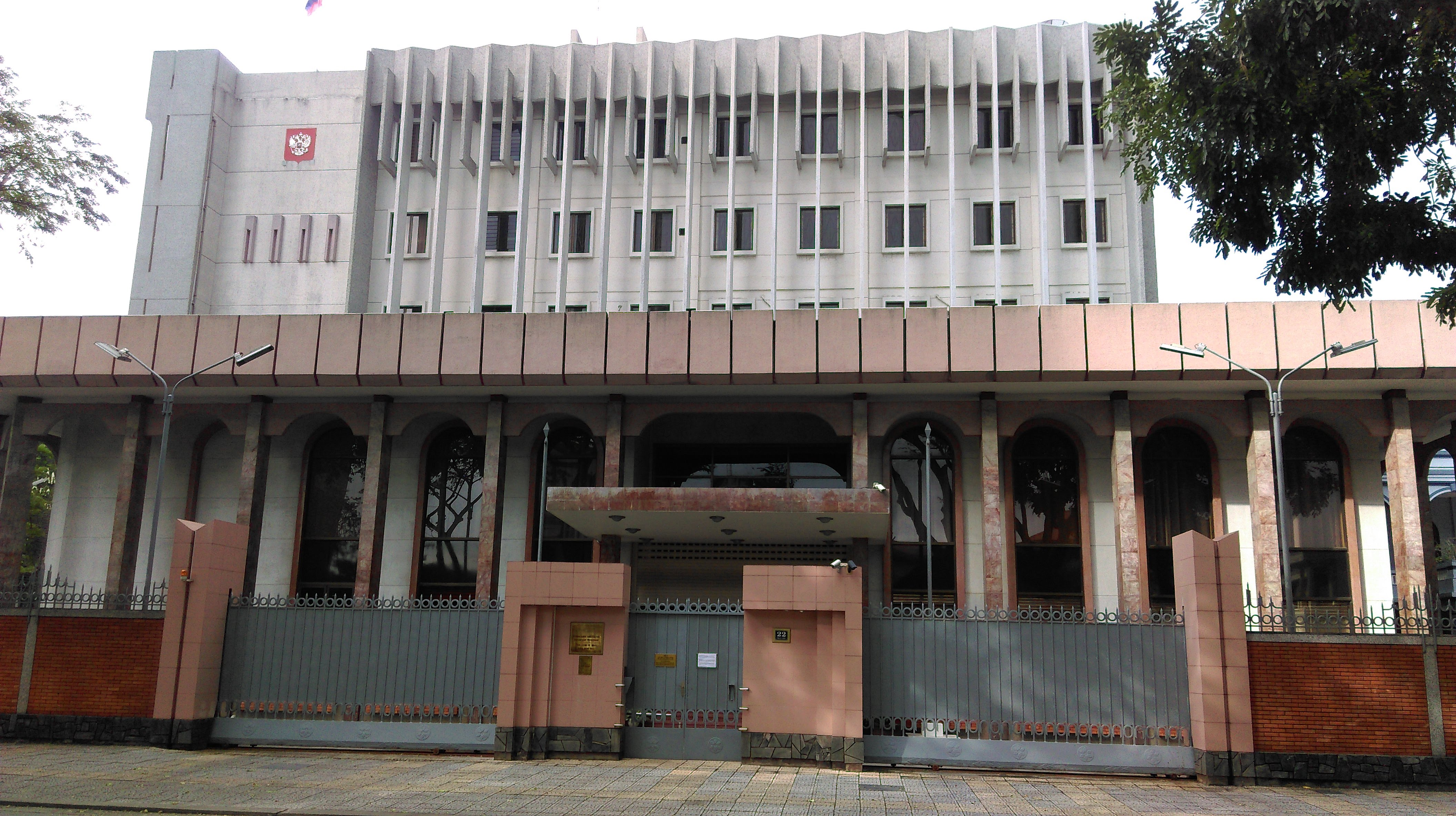
Tổng Lãnh sự quán Nga tại Đà Nẵng.

Hiện nay trên địa bàn thành phố có các Tổng Lãnh sự quán phục vụ cho việc đối ngoại thành phố, góp phần mở rộng giao thương, hợp tác với các quốc gia như: 
| Tổng Lãnh sự quán | Địa chỉ                                                        |
| ----------------- | -------------------------------------------------------------- |
| Lào               | 16, Trần Quý Cáp, P.Hải Châu.                                  |
| Nga               | Số 22, Trần Phú, P.Hải Châu.                                   |
| Trung Quốc        | Trần Trọng Khiêm, P. Ngũ Hành Sơn.                             |
| Hàn Quốc          | 2, Chương Dương, P. Ngũ Hành Sơn.                              |
| Tây Ban Nha       | đường số 4, Khu Phúc Lộc Viên, 399 đường Ngô Quyền, P. An Hải. |
| Nhật Bản          | Số 01-03, đường Đống Đa, P. Hải Châu                           |

- Văn phòng cấp thị thực Bỉ, Đức, Ý

Ngoài ra Bộ Ngoại giao và Thành phố đang xúc tiến mở thêm các Tổng Lãnh sự quán của các quốc gia khác như Hoa Kỳ, Pháp, Úc. Bên cạnh đó Thành phố đang có các văn phòng đại diện tại Nhật Bản như Tokyo, Yokohama và đang xúc tiến mở thêm văn phòng tại Sapporo, Nagasaki, Fukuoka, Okinawa.

## Công nghệ thông tin - Truyền thông

### Truyền thông

#### Báo chí

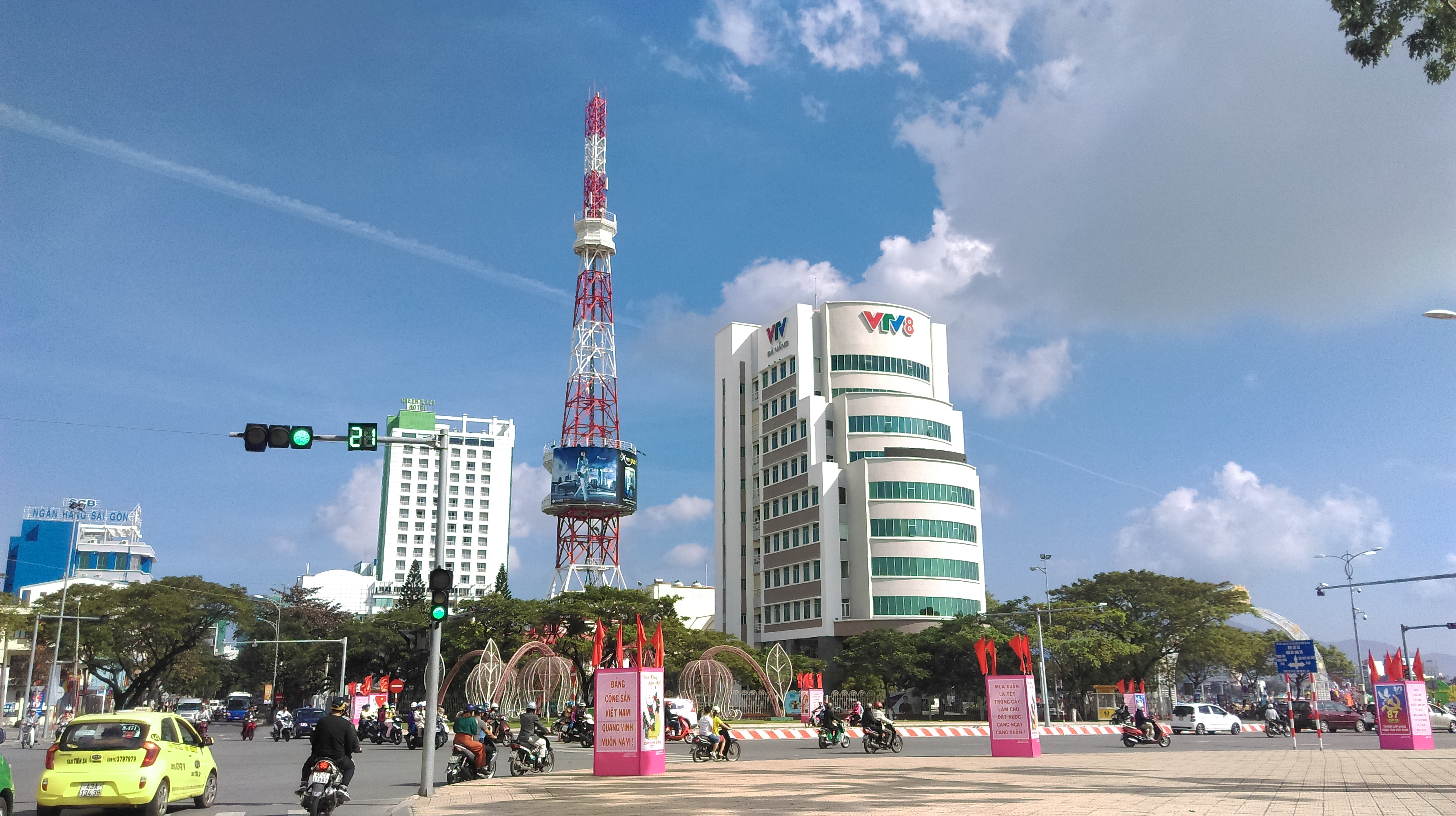
Trung tâm Truyền hình Việt Nam khu vực miền Trung - Tây Nguyên tại Đà Nẵng (VTV8)

Thành phố Đà Nẵng là một trung tâm truyền thông quan trọng của Việt Nam, lớn thứ ba cả nước, đặc biệt đối với khu vực miền Trung - Tây Nguyên, hiện có hơn 110 cơ quan báo chí trong đó có 8 đơn vị báo chí thành phố, 4 cơ quan báo chí trung ương đóng trên địa bàn thành phố và 98 văn phòng đại diện báo chí trung ương, hội, đoàn thể và địa phương khác có tòa soạn, đặt văn phòng đại diện hoặc cử phóng viên thường trú hoạt động tác nghiệp, với hơn 800 người làm báo, trong đó 400 nhà báo được cấp thẻ; mật độ nhà báo, phóng viên đứng đầu cả nước. Các cơ quan báo chí của thành phố bao gồm: Báo Đà Nẵng, Đài Phát thanh - Truyền hình Đà Nẵng (với hai kênh DanangTV1 và DanangTV2), Báo Công an Đà Nẵng. Có 4 tạp chí là: Tạp chí Khoa học và Phát triển, Tạp chí Phát triển Kinh tế - Xã hội Đà Nẵng, Tạp chí Văn hóa và Du lịch, Tạp chí Non Nước và Tạp chí điện tử Thông tin và Truyền thông (ICT Đà Nẵng). Cơ quan đại diện báo chí trung ương ở Đà Nẵng có:
- Trung tâm Truyền hình Việt Nam khu vực miền Trung - Tây Nguyên, Trụ sở chính và Tổng khống chế của kênh Truyền hình Quốc gia khu vực miền Trung - Tây Nguyên VTV8.
- Cơ quan thường trú Đài Tiếng nói Việt Nam khu vực Miền Trung.
- Thông tấn xã Việt Nam khu vực miền Trung - Tây Nguyên.

Và nhiều cơ quan báo, đài khác.

#### Hoạt động xuất bản
Trong những năm qua, hoạt động xuất bản của thành phố có nhiều biến động, thị trường xuất bản thu hẹp. Đà Nẵng nằm xa thị trường sách lớn của cả nước nên không có lợi thế cạnh tranh. Ước tính năm 2012, các nhà xuất bản phát hành khoảng 25,6 triệu cuốn sách và xuất bản phẩm; sản lượng in đạt 10 tỷ trang khổ 13x19 cm. Nhà xuất bản Đà Nẵng đã có những đóng góp quan trọng cho hoạt động xuất bản của cả nước. Năm 2008, Nhà xuất bản bị đình chỉ hoạt động trong ba tháng nhưng phải đến sau gần sáu tháng, Nhà xuất bản mới được hoạt động trở lại.
Năm 2010, Công viên Phần mềm Đà Nẵng đi vào hoạt động tòa nhà 21 tầng tại số 2 đường Quang Trung, quận Hải Châu với diện tích sàn 20.000 m². Khi đó, đây là cơ sở hạ tầng về công nghệ thông tin quy mô, hiện đại nhất thành phố nhưng hiện nay đã lấp đầy và trở nên nhỏ bé trước nhu cầu phát triển vũ bão. Hiện nay, Công viên Phần mềm Đà Nẵng là một trong những khu công nghệ thông tin hoạt động hiệu quả nhất của cả nước, với tỷ lệ sử dụng đạt hơn 99% diện tích. Tính đến tháng 6 năm 2017, Công viên Phần mềm Đà Nẵng có 75 doanh nghiệp đang hoạt động, thu hút vốn đầu tư hơn 1.520 tỷ đồng.

### Công nghệ thông tin

#### Hạ tầng
Thành phố Đà Nẵng xác định công nghệ thông tin là ngành mũi nhọn, khâu đột phá trong chiến lược phát triển kinh tế trong tương lai, xây dựng Thành phố thông minh và có những phát triển vượt bậc. Kim ngạch xuất khẩu phần mềm năm 2018 ước đạt 78 triệu USD, doanh thu đạt 16.203 tỷ đồng, tập trung chủ yếu vào các thị trường Nhật Bản, Bắc Mỹ, Châu Âu... Với thế mạnh toàn diện về hạ tầng kỹ thuật, nhân lực và sự quan tâm sát sao của chính quyền, Đà Nẵng là một trong ba địa phương trọng tâm của cả nước sau Hà Nội và Thành phố Hồ Chí Minh được ưu tiên đầu tư các khu Công nghệ thông tin tập trung theo Quy hoạch tổng thể phát triển khu Công nghệ thông tin tập trung đến năm 2020 và định hướng đến năm 2025.
Khu Công viên Phần mềm Đà Nẵng có quy mô 10.885,6 m², ra đời vào năm 2000, có chức năng tập trung các hoạt động nghiên cứu phát triển, đào tạo, sản xuất và kinh doanh sản phẩm, dịch vụ, cung cấp hạ tầng, cung ứng dịch vụ Công nghệ thông tin cho các tổ chức, doanh nghiệp. Năm 2017, Thủ tướng Chính phủ ký quyết định công nhận Khu Công viên Phần mềm Đà Nẵng là Khu Công nghệ Thông tin Tập trung. Đà Nẵng cũng đang thúc đẩy phát triển và đẩy nhanh tiến độ các dự án nhằm cải thiện hạ tầng, thu hút nhà đầu tư như: Khu Công nghệ Thông tin Đà Nẵng, Khu Công viên Phần mềm số 2 (do Công ty Sembcorp Development làm chủ đầu tư), Khu Đô thị Công nghệ FPT Đà Nẵng...
Đà Nẵng cũng là nơi tuyến cáp quang biển Asia-Pacific Gateway (APG) cập bờ chạy qua các nước Nhật Bản, Trung Quốc, Hàn Quốc, Singapore, Malaysia, Thái Lan và Việt Nam có khả năng cung cấp băng thông tới 54 Tbps.
Trong số 26 thành phố được quy hoạch trong Mạng lưới đô thị thông minh ASEAN, có thành phố của Việt Nam là Đà Nẵng, Thành phố Hồ Chí Minh và Hà Nội. 
| Danh sách các khu công viên phần mềm, công nghệ thông tin tập trung trên địa bàn TP.Đà Nẵng | Danh sách các khu công viên phần mềm, công nghệ thông tin tập trung trên địa bàn TP.Đà Nẵng | Danh sách các khu công viên phần mềm, công nghệ thông tin tập trung trên địa bàn TP.Đà Nẵng | Danh sách các khu công viên phần mềm, công nghệ thông tin tập trung trên địa bàn TP.Đà Nẵng | Danh sách các khu công viên phần mềm, công nghệ thông tin tập trung trên địa bàn TP.Đà Nẵng |
| STT                                                                                         | Tên                                                                                         | Diện tích                                                                                   | Địa chỉ                                                                                     | Website                                                                                     |
| ------------------------------------------------------------------------------------------- | ------------------------------------------------------------------------------------------- | ------------------------------------------------------------------------------------------- | ------------------------------------------------------------------------------------------- | ------------------------------------------------------------------------------------------- |
| 1                                                                                           | Công viên phần mềm số 1                                                                     | 1ha                                                                                         | Đường Quang Trung, P.Hải Châu                                                               | Lưu trữ ngày 5 tháng 6 năm 2020 tại Wayback Machine                                         |
| 2                                                                                           | Công viên phần mềm số 2                                                                     | 15ha                                                                                        | phường Thuận Phước, P.Hải Châu                                                              |                                                                                             |
| 3                                                                                           | Công viên phần mềm mở rộng                                                                  | 3,2ha                                                                                       | phường Hoà Xuân                                                                             |                                                                                             |
| 4                                                                                           | Khu công nghệ thông tin tập trung số 2                                                      | 55,6ha                                                                                      | xã Bà Nà                                                                                    |                                                                                             |

#### Chính quyền điện tử
Thành phố Đà Nẵng đã hoàn thành cơ bản và đưa vào vận hành các hạng mục chính của Hệ thống Thông tin Chính quyền Điện tử từ thành phố đến phường, xã. Hiệu quả của hệ thống này trong phục vụ người dân, doanh nghiệp và phát triển kinh tế-xã hội được thể hiện qua các đánh giá Đà Nẵng đứng đầu chỉ số ICT Index (9 năm liên tiếp từ nằm 2009 đến 2017) cùng các giải thưởng trong nước và quốc tế khác. Đến nay, Đà Nẵng đã triển khai được một số ứng dụng thông minh cấp thiết như Hệ thống quản lý Xe buýt Công cộng qua thiết bị giám sát hành trình, Hệ thống điều khiển Giao thông và camera thông minh, Hệ thống giám sát Nước tại Nhà máy nước Cầu Đỏ, giám sát nguồn nước hồ, điều khiển máy bơm thoát nước tự động, cổng góp ý, hệ cơ sở dữ liệu mở...

#### Danang IT Park
Danang IT Park (DITP) là khu công nghệ thông tin tập trung, theo mô hình của thung lũng Silicon Valley. Ngày 29 tháng 3 năm 2019, chính quyền Đà Nẵng đã khánh thành giai đoạn 1 của dự án này với tổng số vốn đầu tư hơn 98 triệu USD. Dự kiến, DITP sẽ tuyển dựng hơn 25.000 kỹ sư công nghệ chất lượng cao và thu về 1,5 tỷ đô la mỗi năm. Ngày 6 tháng 1 năm 2020, Thủ tướng Chính phủ ra Quyết định 27/QĐ-TTg về việc thành lập Khu công nghệ thông tin (CNTT) tập trung Đà Nẵng - giai đoạn 1 do Công ty Cổ phần phát triển Khu công nghệ thông tin Đà Nẵng làm chủ đầu tư. Khu công nghệ thông tin tập trung Đà Nẵng được hưởng các chính sách ưu đãi đối với khu công nghệ thông tin tập trung theo quy định của pháp luật.

## Thể dục - thể thao

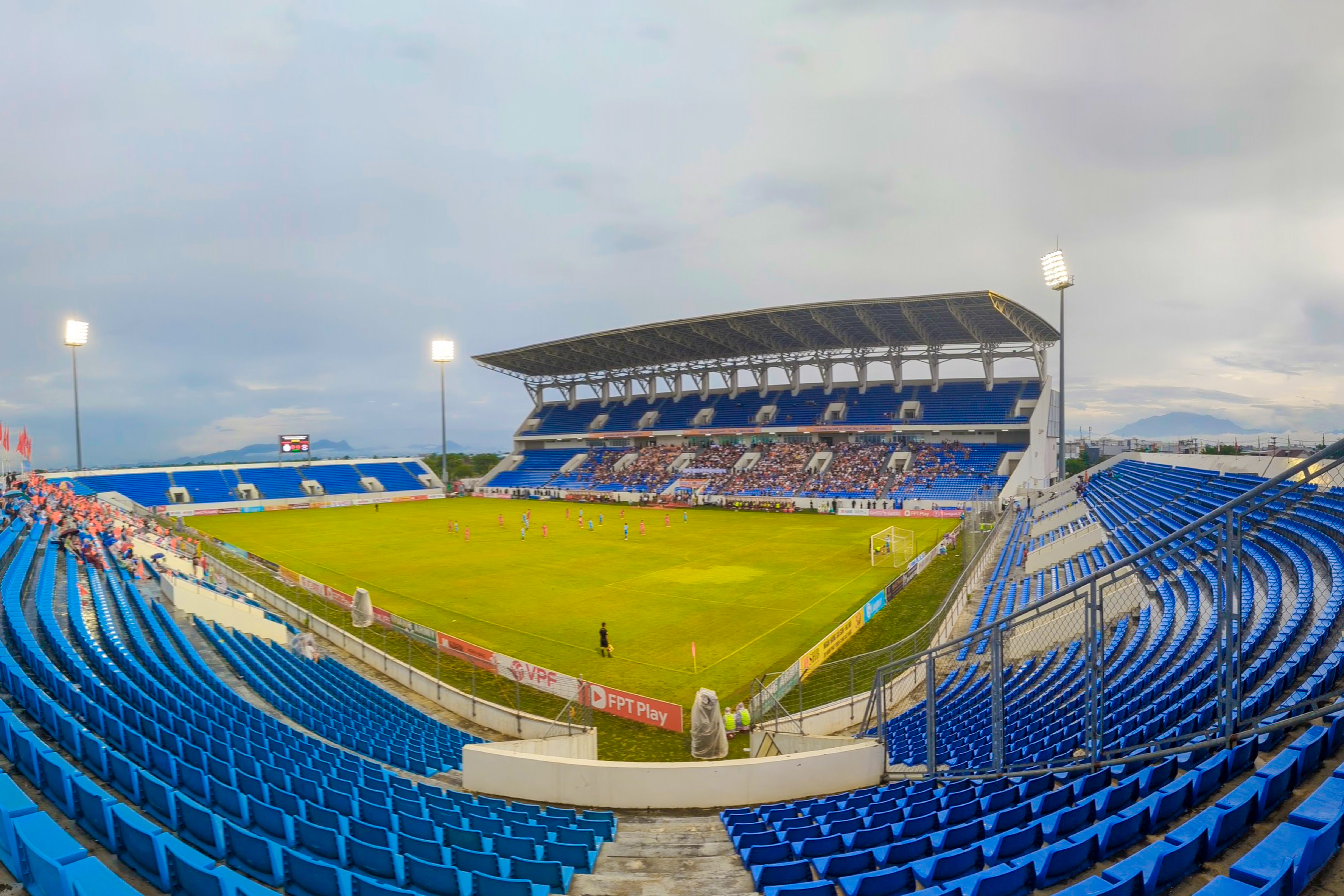
Sân vận động Hòa Xuân.

Với vai trò là trung tâm của khu vực miền Trung - Tây Nguyên, thành phố Đà Nẵng là nơi tập trung các trung tâm huấn luyện, đào tạo thể thao thành tích cao cùng các công trình thể thao quan trọng của khu vực và cả nước. Điển hình là Trung tâm Huấn luyện Thể thao Quốc gia III, Trung tâm Thể thao Quốc phòng III và Trường Đại học Thể dục Thể thao Đà Nẵng. Ngoài ra còn có Làng Vận động viên và Khu Tập luyện Bóng đá rộng gần 8 ha, hay Khu Thể thao Thành tích Cao rộng 7 ha, nằm ở Khu Đô thị mới Tuyên Sơn - Hòa Cường.

Thành tích của các vận động viên Đà Nẵng liên tục được cải thiện qua các kỳ thi đấu. Từ năm 2000 đến năm 2010, tại các giải quốc gia, các vận động viên của thành phố đạt được tổng cộng 3.596 huy chương, trong đó có 1.026 Huy chương Vàng, 1.158 Huy chương Bạc và 1.402 Huy chương Đồng. Cũng trong giai đoạn 2000-2010, tại các giải khu vực và quốc tế, vận động của thành phố đạt được tổng cộng 182 huy chương, trong đó có 90 Vàng, 47 Bạc và 45 Đồng. Nếu như tại Đại hội Thể dục Thể thao lần thứ III năm 1995, Đoàn Đà Nẵng xếp ở vị trí 28/52 thì ở Đại hội lần thứ VI năm 2010, thành phố đã ở vị trí 4/66. Đà Nẵng có những vận động viên xuất sắc và hàng đầu ở một số môn như Vận động viên Karatedo Vũ Kim Anh (gốc Hải Phòng)và Vận động viên Bơi lội Hoàng Quý Phước.
Câu lạc bộ bóng đá SHB Đà Nẵng có tiền thân là đội bóng đá Công nhân Quảng Nam - Đà Nẵng rồi Đội Bóng đá Quảng Nam - Đà Nẵng. Vào cuối thập niên 1980, đầu thập niên 1990, Quảng Nam -Đà Nẵng là một câu lạc bộ mạnh, đỉnh cao là khi vươn tới chức vô địch quốc gia năm 1992 cùng ba lần giành ngôi á quân vào các năm 1987, 1990 và 1991. Đến trước mùa giải 2008, Câu lạc bộ Bóng đá Đà Nẵng đổi tên thành SHB Đà Nẵng sau khi Sở Thể dục Thể thao Thành phố Đà Nẵng chuyển giao đội bóng cho Ngân hàng Thương mại cổ phần Sài Gòn - Hà Nội. Kể từ thời điểm này, đội bóng giành được 2 chức vô địch V-league các năm 2009, 2012; 1 chức vô địch Cúp Quốc gia năm 2009; 1 Siêu cúp QG năm 2012 cùng 1 lần Á quân và 2 lần hạng ba. SHB Đà Nẵng từng sở hữu Sân vận động Chi Lăng với sức chứa 30.000 người và được xem là một trong những sân vận động lớn nhất Việt Nam. Tuy nhiên, hiện nay toàn bộ khu đất rộng 5,5 ha trong đó có Sân vận động Chi Lăng đang bị bỏ hoang một cách lãng phí. Sau này được cho xây dựng Sân vận động Hòa Xuân

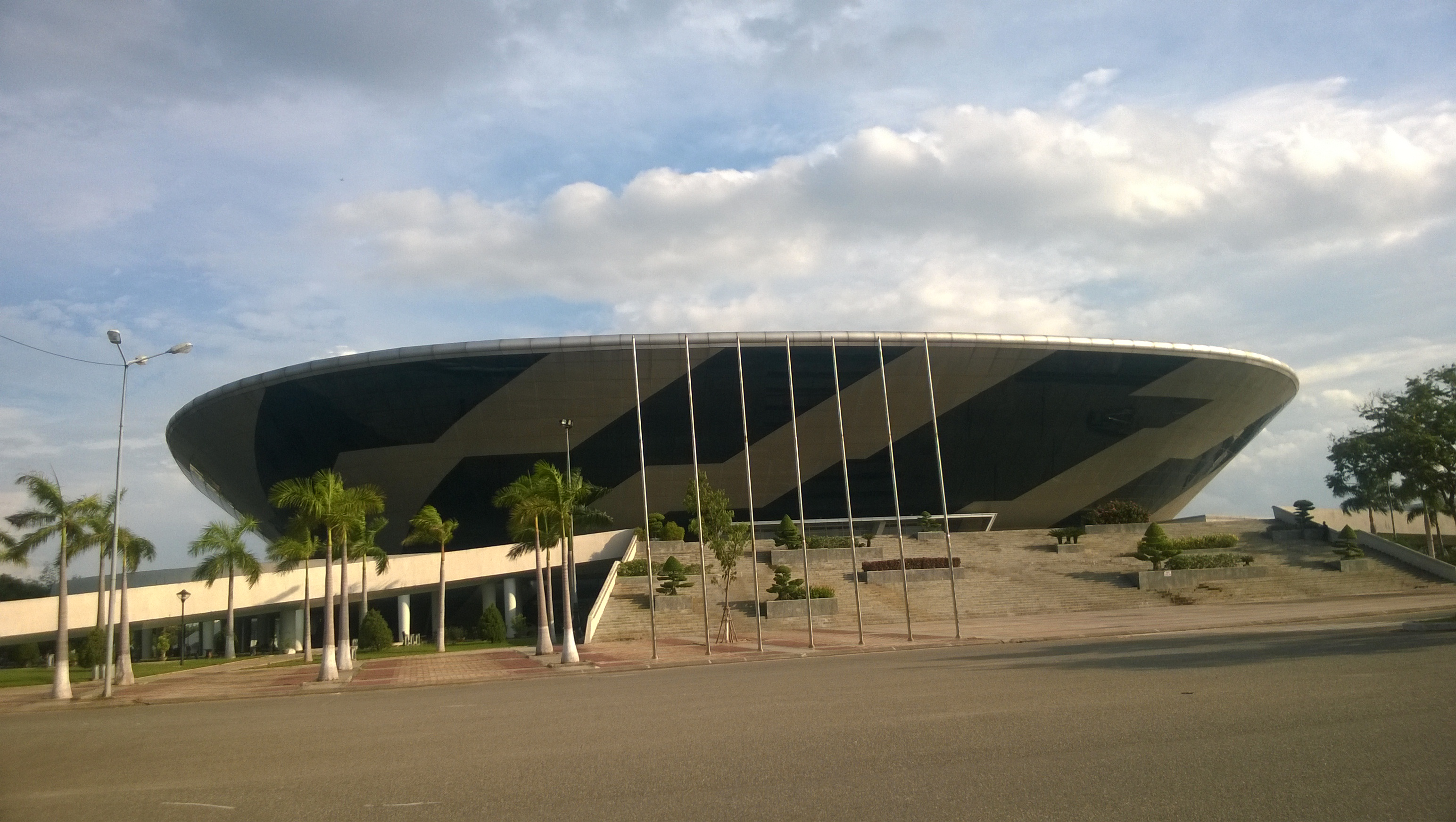
Cung Thể thao Tiên Sơn

Thể thao phong trào ở Đà Nẵng còn rất hạn chế. Số công trình thể thao phục vụ nhu cầu rèn luyện sức khỏe của người dân tại các quận nội thành không nhiều và chủ yếu tập trung tại các bãi biển. Trong số sáu quận nội thành, mới chỉ có quận Sơn Trà được đầu tư xây dựng nhà tập luyện, quận Ngũ Hành Sơn có sân vận động còn những nơi khác vẫn chưa được đầu tư đầy đủ. Dù thành phố có các công trình thể thao đúng chuẩn như Cung Thể thao Tiên Sơn, Câu lạc bộ Bơi lặn, Câu lạc bộ Đua thuyền Đồng Nghệ, Trung tâm Thể dục Thể thao Người cao tuổi, Nhà tập luyện taekwondo nhưng có những công trình vẫn chưa được sử dụng hết công năng, gây lãng phí và thất thoát lớn.

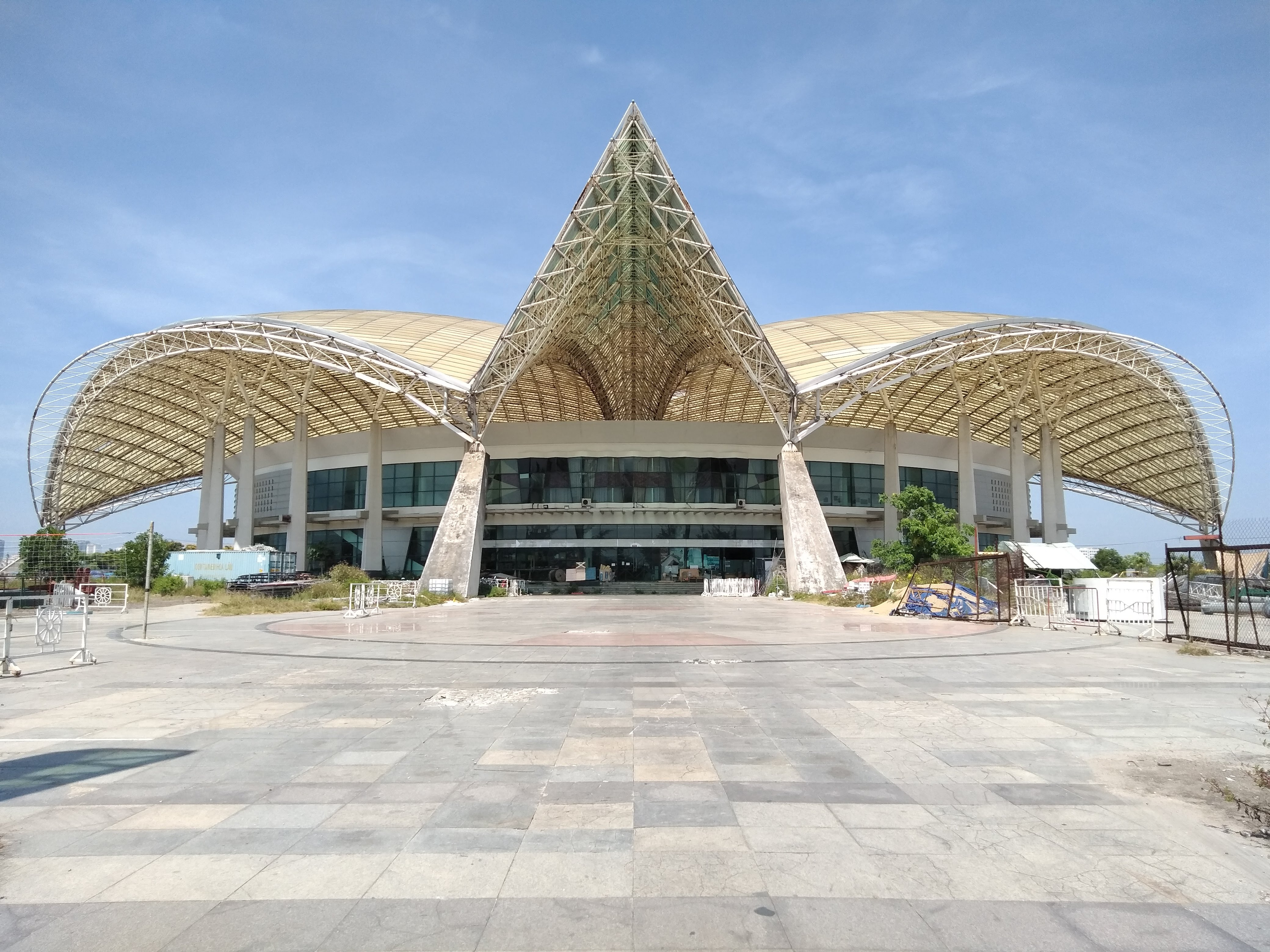
Nhà Thi đấu Đa năng Đà Nẵng

Đà Nẵng là thành phố đầu tiên của Việt Nam tổ chức thành công Đại hội Thể thao Bãi biển châu Á 2016.

## Văn hóa

### Các địa điểm văn hóa, giải trí

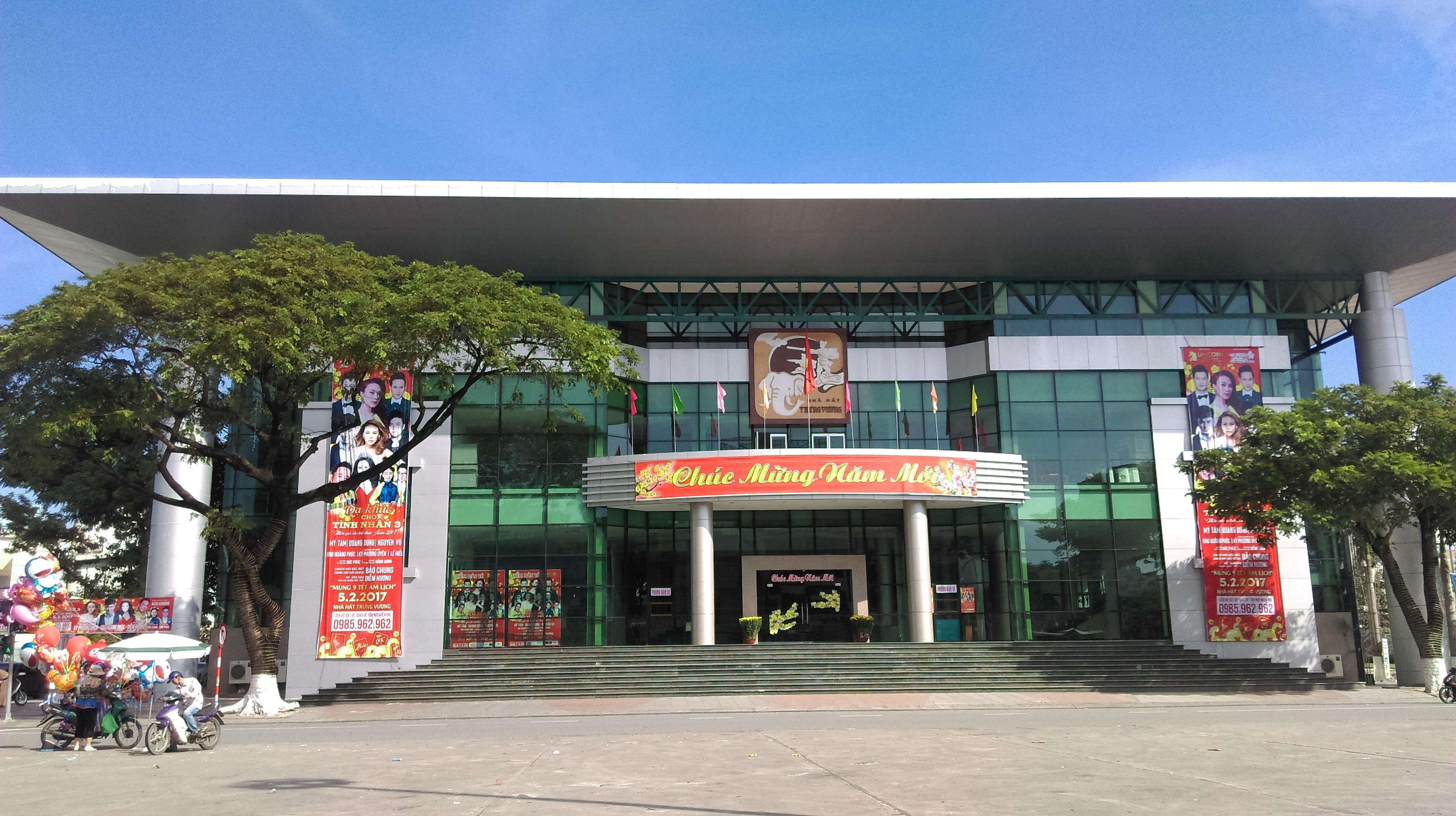
Nhà hát Trưng Vương

Trên địa bàn thành phố Đà Nẵng có khá nhiều điểm vui chơi, văn hóa giải trí. Trên cơ sở một nhà hát cũ đã xuống cấp, Nhà hát Trưng Vương được xây mới và khánh thành năm 2006 với sức chứa hơn 1.200 chỗ ngồi. Đây là nơi thường xuyên tổ chức biểu diễn các loại hình nghệ thuật sân khấu truyền thống như tuồng, cải lương và nghệ thuật sân khấu hiện đại như: vũ kịch, múa ba lê, opera, nhạc giao hưởng,...các hội thảo, hội nghị và các sự kiện văn hóa lớn của thành phố.
Dành cho sân khấu tuồng ở thành phố có Nhà hát Tuồng Nguyễn Hiển Dĩnh, tiền thân là Đoàn tuồng Giải phóng Quảng Nam. Nhà hát mang tên nhà sáng tác, nghệ sĩ và người thầy Nguyễn Hiển Dĩnh, người có công lớn trong nghệ thuật tuồng Việt Nam. Nhà hát vẫn duy trì lịch biểu diễn vào thứ 4 và thứ 7 hàng tuần. Năm 2001, thành phố đã đầu tư 6 tỷ đồng để nâng cấp nhà hát.

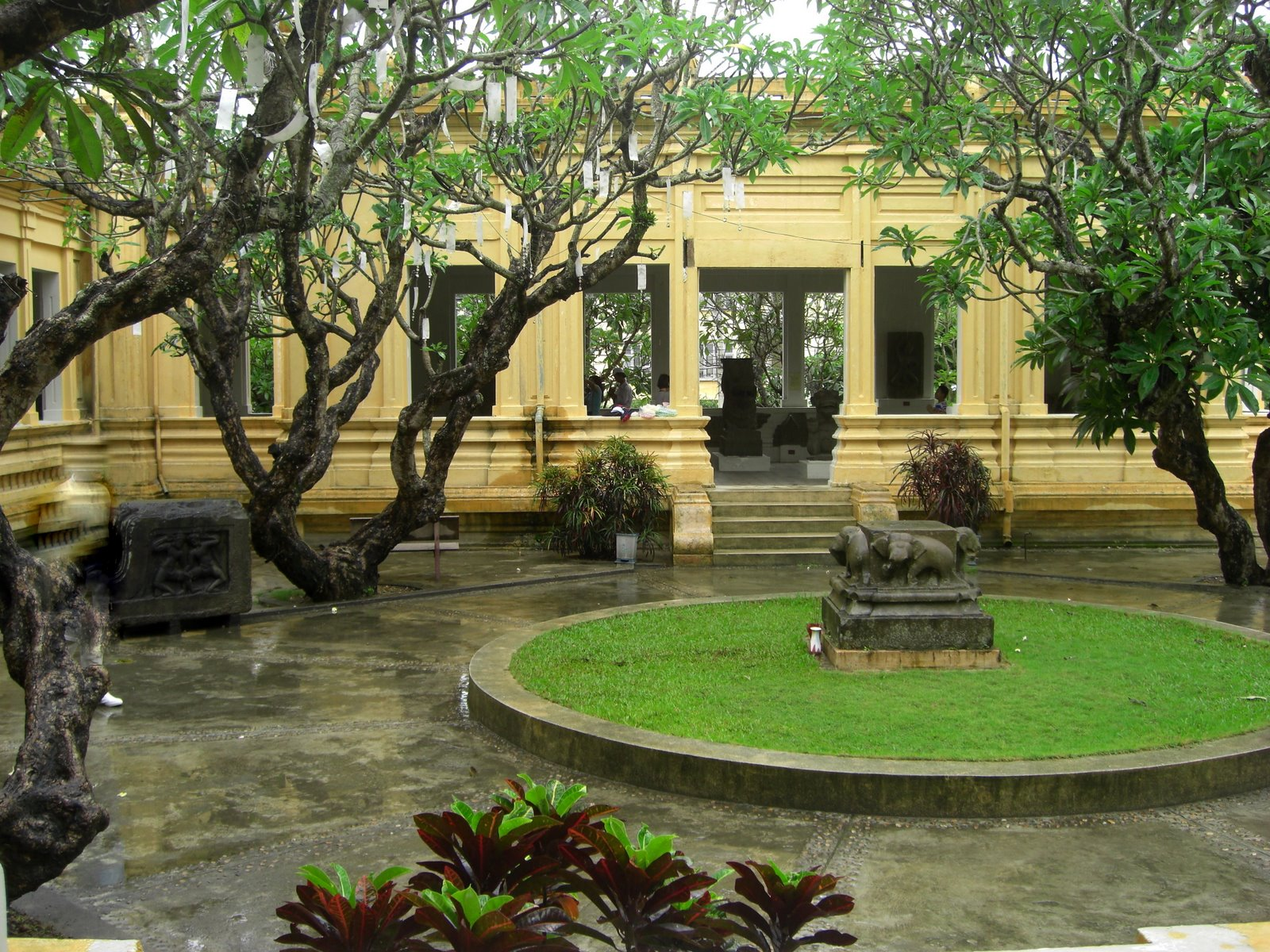
Bảo tàng Nghệ thuật Điêu khắc Chăm.

Cho đến năm 2013, thành phố Đà Nẵng có năm bảo tàng bao gồm: Bảo tàng Nghệ thuật Điêu khắc Chăm Đà Nẵng, Bảo tàng Đà Nẵng, Bảo tàng Khu V, Bảo tàng Hồ Chí Minh (chi nhánh Quân khu V) và Bảo tàng Mỹ thuật Đà Nẵng. Trong số đó, Bảo tàng Điêu khắc Chăm có tiền thân là Bảo tàng Chàm được Trường Viễn Đông Bác Cổ cho xây dựng từ 1915-1916 đến năm 1936 mới hoàn tất. Bộ sưu tập nguyên thủy là do Nhà khảo cổ Henri Parmentier thu thập từ thế kỷ XIX. Không gian của tòa nhà bảo tàng gần 1.000 m² với 500 hiện vật được bố trí trưng bày trong các phòng chủ đề khác nhau. Bảo tàng Mỹ thuật Đà Nẵng là một trong ba bảo tàng về mỹ thuật của cả nước và cũng là nơi lưu giữ và tổ chức trưng bày, giới thiệu đến công chúng các tác phẩm mỹ thuật có chất lượng nghệ thuật và các sản phẩm thủ công mỹ nghệ truyền thống của các họa sĩ, nhà điêu khắc, nghệ nhân ở Đà Nẵng và các tỉnh, thành khu vực miền Trung – Tây Nguyên. Bảo tàng Lịch sử thành phố Đà Nẵng được xây dựng trong khu vực Thành Điện Hải với mặt bằng trưng bày hơn 2.000 m². Thành phố cũng dự kiến xây dựng Bảo tàng Hải dương học.

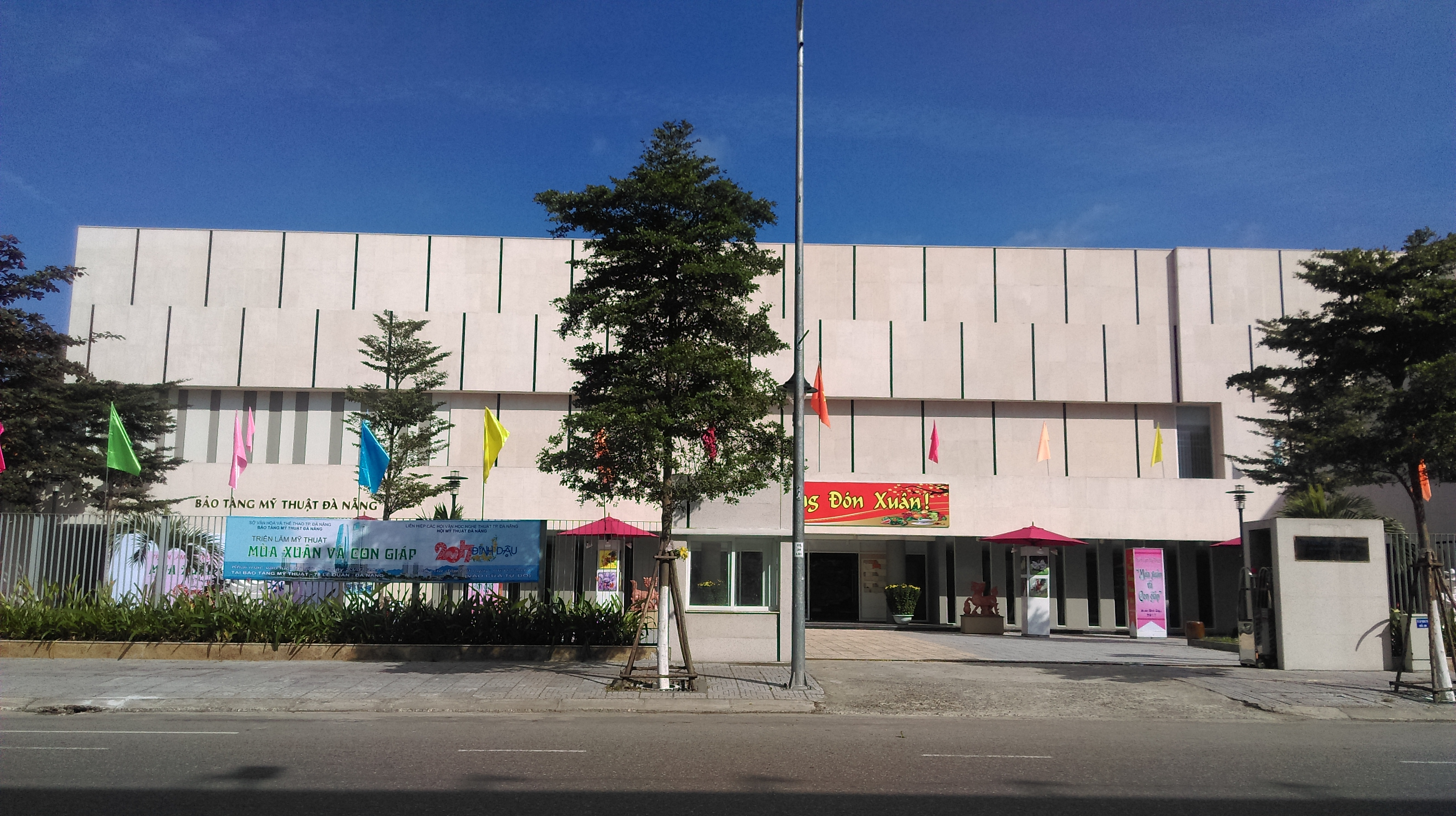
Bảo tàng Mỹ thuật Đà Nẵng

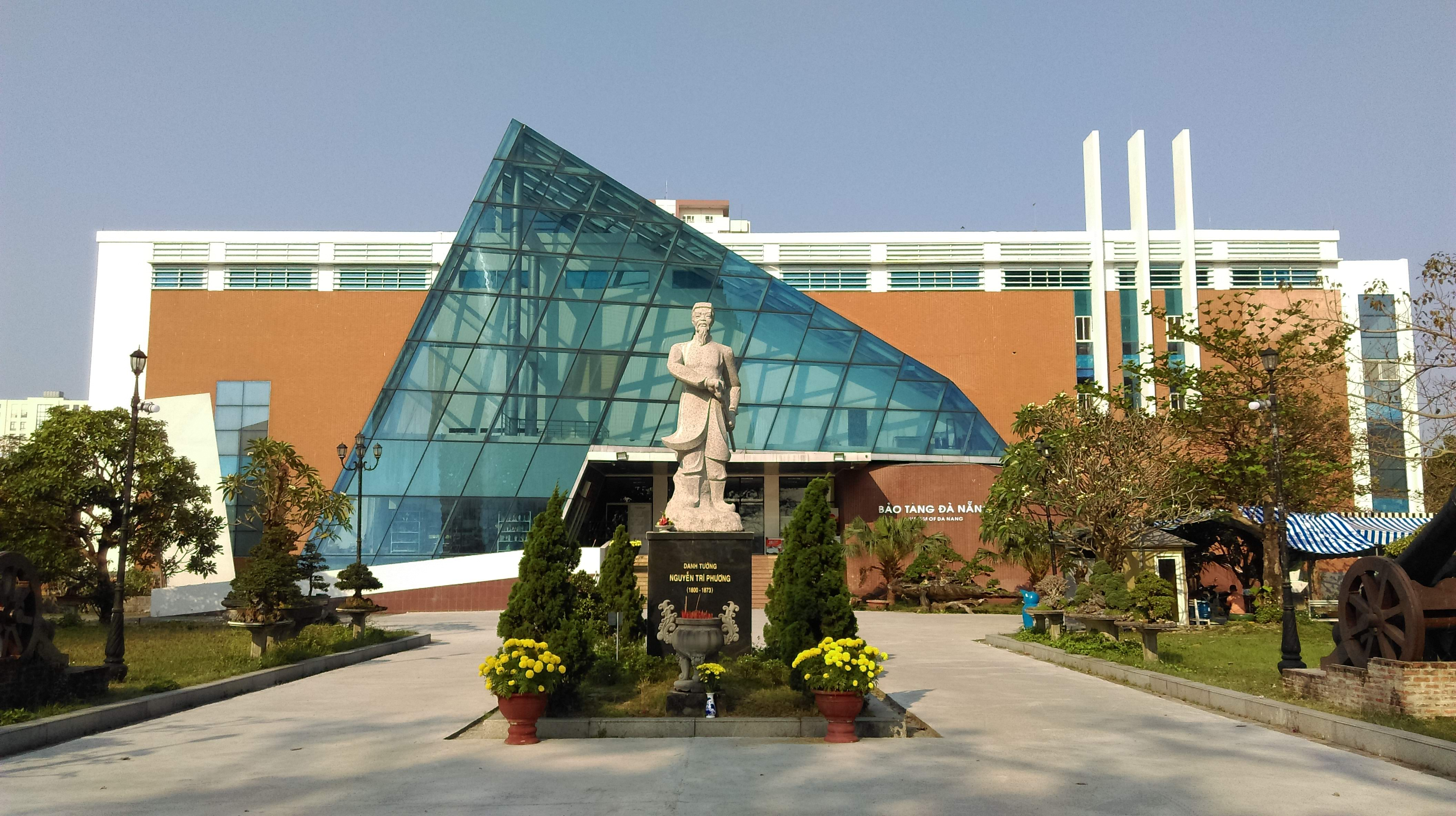
Bảo tàng Đà Nẵng

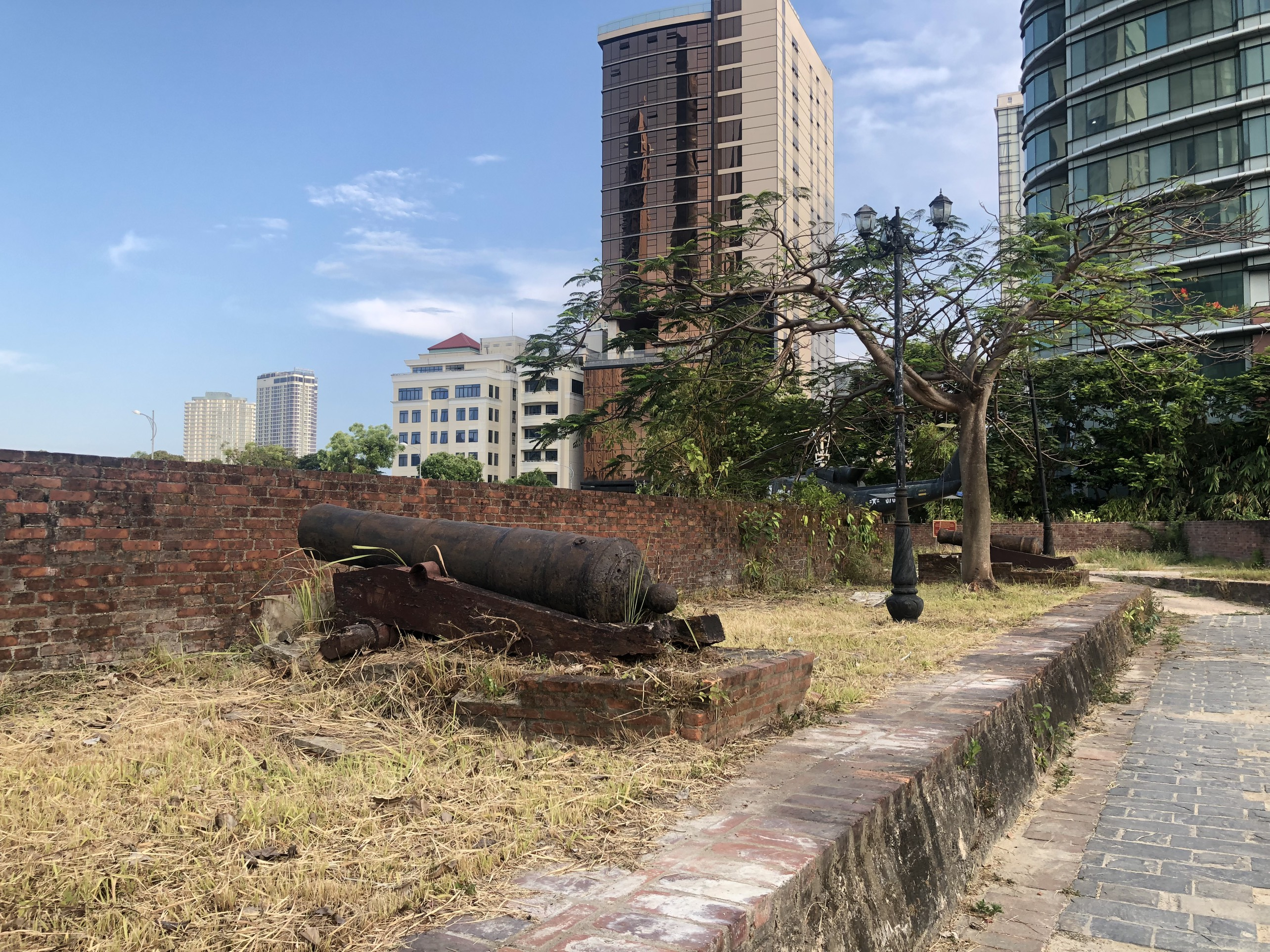
Thành Điện Hải

Về hệ thống thư viện, năm 2012, thành phố có 3/8 quận, huyện và 13/56 xã có thư viện, 22 tủ sách tại các thôn, tổ dân phố... Hầu hết các thư viện đều ở trong tình trạng chật hẹp, nghèo nàn về đầu sách và không thu hút được người đọc. Riêng Thư viện Khoa học Tổng hợp Đà Nẵng hiện có khoảng 180.000 bản sách/68.000 tên, trong đó đặc biệt có 3000 bản có giá trị cao nhưng đang trong tình trạng xuống cấp nghiêm trọng. Dự án xây dựng công trình Thư viện Khoa học Tổng hợp với tổng vốn đầu tư hơn 280 tỷ đồng được phê duyệt vào năm 2010 và đưa vào hoạt động năm 2015 có thể đáp ứng nhu cầu cho người đọc ở mọi lứa tuổi, nghề nghiệp.
Thành phố Đà Nẵng có nhiều rạp chiếu phim. Rạp chiếu phim CGV Cinemas nằm trong tòa nhà Vĩnh Trung Plaza gồm 6 phòng chiếu và 854 ghế ngồi được khai trương từ ngày 3 tháng 7 năm 2008. Vào ngày 30 tháng 6 năm 2015, CGV Cinemas đã khai trương thêm một rạp chiếu phim tại Vincom Đà Nẵng. Ngoài ra còn có các rạp khác như Lotte Cinema Đà Nẵng nằm trên tầng 5 và 6 của khu trung tâm mua sắm Lotte Mart với bốn phòng chiếu riêng biệt; Galaxy Cinema nằm trong siêu thị Co.opmart; Starlight nằm ở tầng 4 của chợ Siêu thị Đà Nẵng. Với ưu thế về công nghệ, trang bị hiện đại, nên lượng khán giả đổ về hai rạp này ngày càng nhiều. Trong khi đó, rạp phim Lê Độ (rạp chiếu phim lâu đời nhất ở Đà Nẵng) và Cinema Fafilm rất vắng người vì không gian nhỏ, chất lượng âm thanh và hình ảnh kém. Các quán bar, vũ trường cũng là điểm đến của một bộ phận thanh niên Đà Nẵng. Lớn nhất Đà Nẵng là Vũ trường New Phương Đông nằm trên đường Đống Đa, quận Hải Châu.
Công viên Châu Á - Asia Park Đà Nẵng do Tập đoàn Sun Group làm chủ đầu tư có diện tích 868.694 m² bên bờ Tây sông Hàn bao gồm 3 khu vực chính: công viên giải trí ngoài trời hiện đại, công viên văn hóa với các công trình kiến trúc và nghệ thuật thu nhỏ mang tính biểu trưng của 10 quốc gia châu Á và khu Sun Wheel - nơi giao thoa giữa nét hiện đại và truyền thống. Công viên giải trí tại Asia Park mang đến hàng loạt trò chơi độc đáo như tàu lượn siêu tốc, tàu điện trên cao, tháp rơi tự do, máng trượt tốc độ cao... mang đến cho du khách và người dân nhiều trải nghiệm thú vị. Công viên văn hóa mở ra một không gian phương Đông qua từng nét văn hóa đa dạng, các công trình kiến trúc lịch sử và những hoạt động nghệ thuật, ẩm thực độc đáo của 10 quốc gia châu Á: Nhật Bản, Indonesia, Singapore, Hàn Quốc, Ấn Độ, Nepal, Thái Lan, Campuchia, Trung Quốc và Việt Nam.

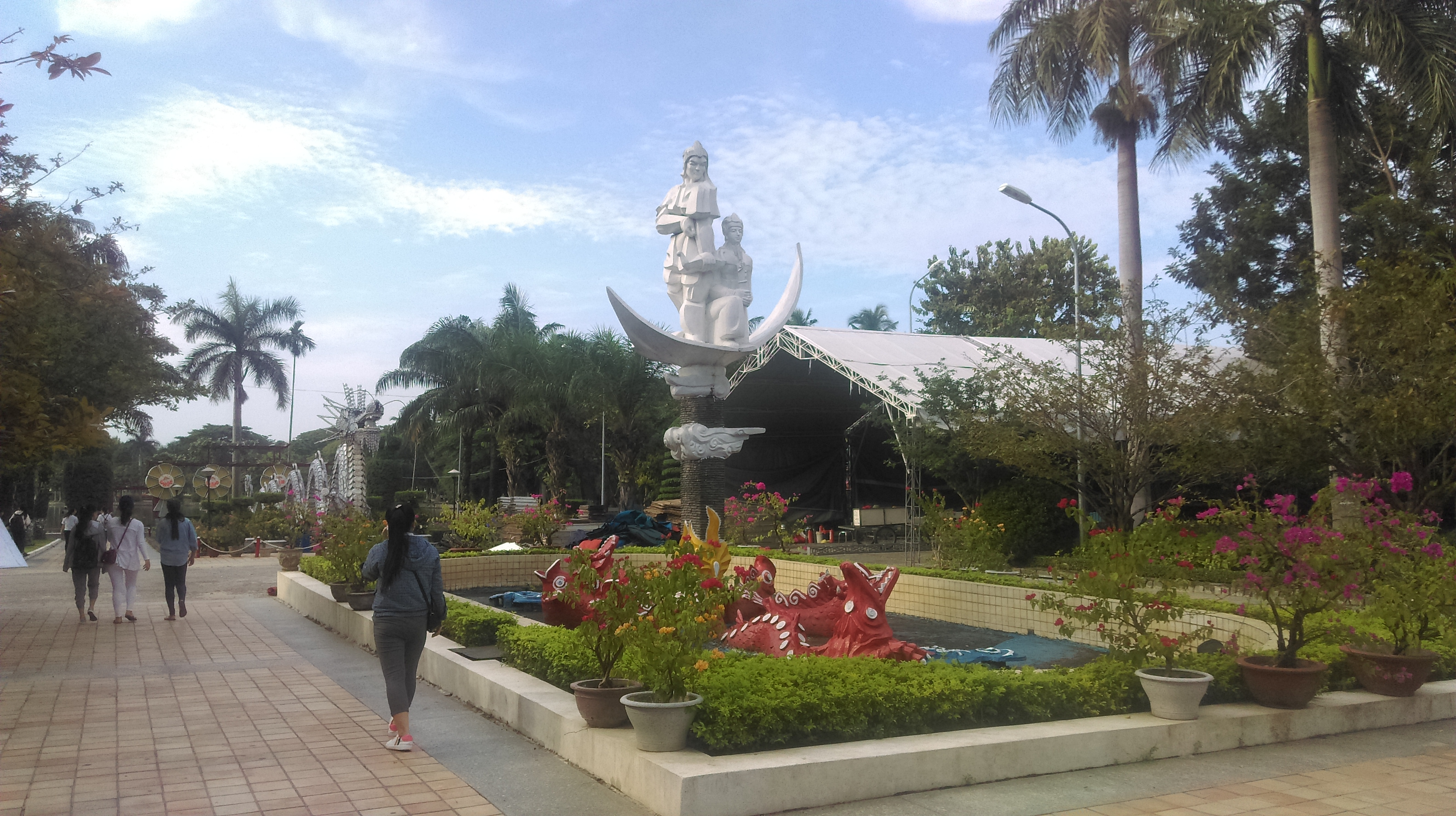
Công viên 29 tháng 3.

Công viên 29 tháng 3 nằm trên đường Điện Biên Phủ quận Thanh Khê với diện tích 20 ha chủ yếu là nơi người dân đến tập thể dục và đi dạo. Năm 2010, khu công viên trên Bãi biển Phạm Văn Đồng được Hội đồng Nhân dân Thành phố ra nghị quyết đặt tên là "Công viên Biển Đông". Đây còn được xem là "Công viên hòa bình" với đàn chim bồ câu hơn 1.000 con, là nơi nhiều đôi uyên ương chọn làm địa điểm chụp ảnh cưới và là địa điểm tổ chức lễ hội của thành phố. Hiện nay, thành phố đang chủ trương xây dựng một số công viên có quy mô lớn như công viên vui chơi giải trí quy mô 4.000 tỷ đồng dọc theo bờ tây sông Hàn hay Công viên Đại dương Sơn Trà được đầu tư 200 triệu đô la Mỹ. Ngoài ra, Đà Nẵng còn có Công viên Thanh niên nằm trên đường Xuân Thủy với diện tích 21 ha, thuộc địa bàn phường Hòa Cường Nam, quận Hải Châu và phường Khuê Trung, quận Cẩm Lệ, trong đó có một hồ điều hòa rộng hơn 9 ha là địa điểm vui chơi giải trí cho các hoạt động thanh niên, thiếu nhi cũng như người dân thành phố như cắm trại, sinh hoạt Đoàn-Đội.

### Làng nghề

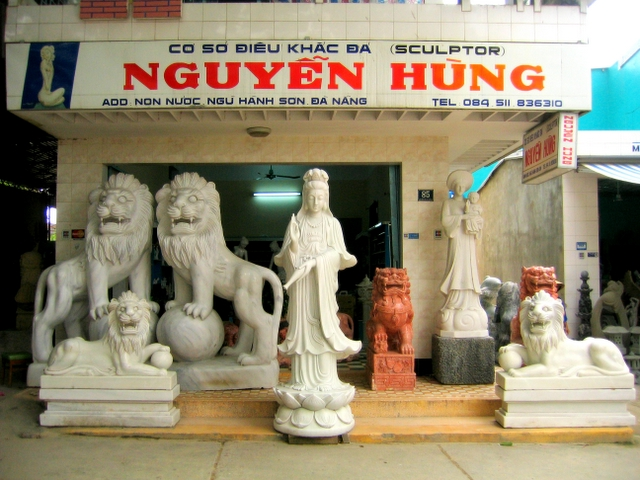
Một cơ sở chế tác đá mỹ nghệ ở làng nghề Non Nước.

Trải qua những thử thách khốc liệt của thời gian, chiến tranh loạn lạc, những làng nghề Đà Nẵng vẫn giữ cho mình nét hồn hậu, chân chất. Hết đời nọ đến đời kia, họ sống với nghề không chỉ bởi miếng cơm, tấm áo mà còn vì cái tâm của con người trên mảnh đất đã nuôi sống họ. Đà Nẵng có một số làng nghề truyền thống. Nổi tiếng nhất là Làng đá Mỹ nghệ Non Nước. Làng đá nằm dưới chân núi Ngũ Hành Sơn thuộc phường Hòa Hải - quận Ngũ Hành Sơn. Nghề chế tác đá ở đây được hình thành vào thế kỷ XVIII do một nghệ nhân đến từ Thanh Hóa tên là Huỳnh Bá Quát sáng lập. Từ vật liệu là đá cẩm thạch, những nghệ nhân nơi đây chế tác thành các tác phẩm tượng Phật, tượng người, tượng thú, vòng đeo tay,... Tuy nhiên sự phát triển nhanh của làng nghề trong những năm gần đây đã dẫn đến tình trạng ô nhiễm môi trường đặc biệt là ô nhiễm nguồn nước uống do các hộ đều dùng axít để tẩy rửa và tạo độ bóng cho đá. Bên cạnh đó, bụi đá và tiếng ồn cũng ảnh hưởng đến sức khỏe người dân.
Làng chiếu Cẩm Nê nằm cách trung tâm thành phố 14 km về phía tây nam thuộc xã Hòa Tiến, huyện Hòa Vang. Nơi đây từ lâu đã nổi tiếng với các loại chiếu hoa truyền thống. Nghề chiếu Cẩm Nê có nguồn gốc từ Hoằng Hóa, Thanh Hóa theo chân các cư dân người Việt đến cư trú ở vùng đất này vào thế kỷ XV. Chiếu hoa Cẩm Nê đã từng được hiện diện trong cung vua nhà Nguyễn; những nghệ nhân Cẩm Nê xưa cũng đã từng được các triều đại vua sắc phong, ban thưởng. Chiếu Cẩm Nê có ưu điểm là viền chiếu được gấp kỹ hơn, dày hơn, bền hơn, nằm êm lưng hơn so với chiếu của các địa phương khác. Mùa hè nằm chiếu thấy mát; mùa đông nằm ấm và tỏa hương đồng cỏ nội dịu nhẹ.
Gắn với nghề cá và truyền thống đi biển của ngư dân, ở Đà Nẵng còn có Làng nghề Nước mắm Nam Ô chuyên sản xuất các loại nước mắm Đặc Sản Làm Quà được hình thành vào đầu thế kỷ XX. Nam Ô là làng đánh cá nhỏ nằm ở cửa sông Cu Đê, nay thuộc phường Hòa Hiệp Nam, quận Liên Chiểu. Đặc trưng nhất của nước mắm Nam Ô là được chế biến từ cá cơm than, đánh bắt vào tháng ba âm lịch. Chum để muối cá phải bằng gỗ mít, dưới đáy chum phải chèn sạn, chổi đót và phải lọc nước mắm bằng chuộc mới đảm bảo nước mắm tinh chất, thơm đậm. Muối ướp cá phải là muối lấy từ Nha Trang (Khánh Hòa), Quảng Ngãi và Bình Thuận. Hạt muối phải trắng tinh, to, già, được nắng, không bị nước mưa, mang về đổ trên nền xi măng khô ráo bảy ngày cho chảy hết chất nước đắng, sau đó cho vào vại cất vài năm rồi mới đem ra làm. Một chum 200–300 kg cá, sau 12 tháng cho ra 100-150 lít nước mắm loại 1. Còn lại là nước mắm loại 2 và loại 3. Sau một thời gian bị mai một bởi nghề làm pháo (Làng pháo Nam Ô) thì vào năm 2006, Chính phủ Việt Nam đã hỗ trợ 12 tỷ đồng để phục hồi làng nghề.

### Lễ hội
Các lễ hội truyền thống của Đà Nẵng đã có từ rất xưa và được lưu truyền từ đời này sang đời khác. Lễ hội của ngư dân Đà Nẵng được gọi là lễ hội Cá Ông. "Ông" là tiếng gọi tôn kính của ngư dân dành riêng cho cá voi, loài cá thường giúp họ vượt qua tai nạn trên biển cả. Lễ tế cá Ông thường được lồng ghép dưới hình thức lễ hội cầu ngư và lễ ra quân đánh bắt vụ cá Nam. Tại Đà Nẵng, lễ hội được tổ chức trong hai ngày vào trung tuần tháng 3 âm lịch ở những vùng ven biển như Thọ Quang, Mân Thái, Thanh Lộc Đán, Xuân Hà, Hòa Hiệp... Trong ngày lễ, bên cạnh việc cúng tế cầu mong một mùa đánh bắt bội thu, thuyền bè đi khơi về lộng an toàn, dân làng còn làm lễ rước trên biển. Trong phần hội, có các trò chơi dân gian đặc trưng của vùng biển như lắc thúng, đua thuyền, bơi lội, kéo co... Một hình thức múa hát đặc trưng diễn ra trong lễ hội là múa hát bả trạo diễn tả tinh thần đoàn kết giữa các thành viên trong một con thuyền, vượt qua sóng to gió cả, mang về một mùa bội thu cho ngư dân.
Lễ hội lớn nhất ở Đà Nẵng là Lễ hội Quán Thế Âm được tổ chức lần đầu tiên vào năm 1960. Sau một thời gian bị gián đoạn, lễ hội được khôi phục từ năm 1991, đến năm 2000 thì được công nhận là lễ hội cấp quốc gia và hiện là một trong 15 lễ hội lớn nhất cả nước. Lễ hội được tổ chức vào các ngày từ 17 - 19 tháng 2 âm lịch hàng năm tại Chùa Quán Thế Âm, nằm trong quần thể danh thắng Ngũ Hành Sơn. Trong phần lễ, đặc sắc nhất là lễ rước tượng Quán Thế Âm. Ngoài ra còn có hội hoa đăng, hội đua thuyền truyền thống, biểu diễn võ thuật, chơi hô hát bài chòi... Mặc dù Ủy ban Nhân dân thành phố đã có nhiều biện pháp chấn chỉnh nhưng trong lễ hội vẫn còn tình trạng người lang thang ăn xin, người mù bán hương xin ăn trá hình hay tình trạng trông giữ xe với giá quá cao.
Ngoài ra ở Đà Nẵng còn có một loạt các lễ hội gắn liền với các đình làng như: lễ hội Đình làng Hòa Mỹ (quận Liên Chiểu), Đình làng An Hải (huyện Hòa Vang), Đình làng Túy Loan (huyện Hòa Vang),... Các lễ hội này đều nhằm thể hiện đạo lý "uống nước nhớ nguồn", cầu cho quốc thái dân an, nhân dân trong làng được hanh thông an lạc. Những năm gần đây, Đà Nẵng đã tạo cho mình những lễ hội mới như lễ hội đua thuyền được tổ chức vào ngày quốc khánh 2 tháng 9 hàng năm trên sông Hàn.
Lễ hội Pháo hoa Quốc tế (tên tiếng Anh: Danang International Fireworks Festival, viết tắt: DIFF) được tổ chức lần đầu tiên vào năm 2008, trước đây thường được tổ chức vào dịp lễ 30 tháng 4, nhưng nay Lễ hội này thường được tổ chức kéo dài trong 1 tháng (thông thường vào khoản thời gian tháng 6 hoặc tháng 7) để kết hợp cùng các hoạt động khác để tạo thêm nhiều điều thú vị, thu hút hàng nghìn người đến Đà Nẵng. Lễ hội pháo hoa năm 2013 đã có tới gần 400.000 lượt người đến thành phố.

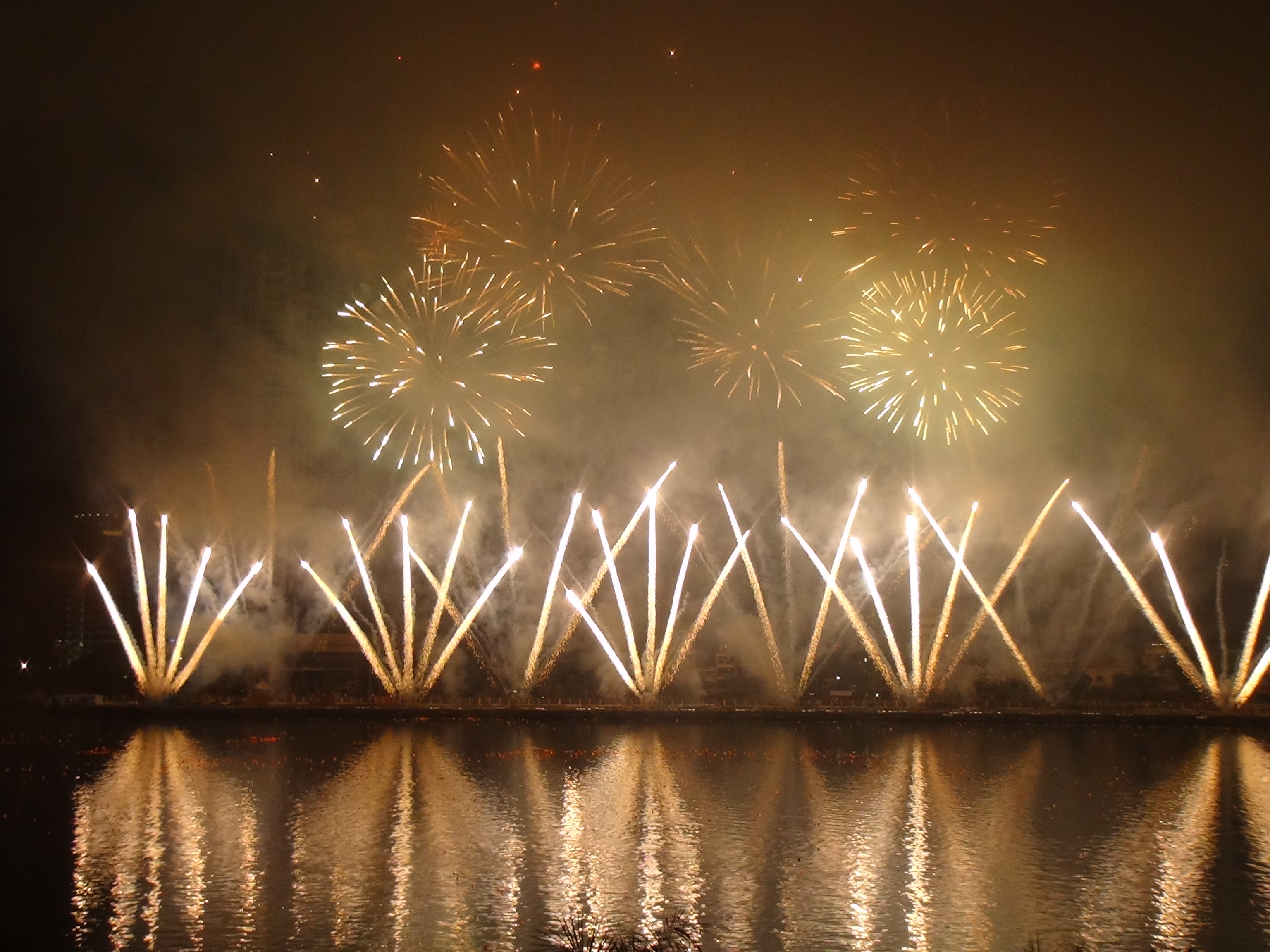
Màn trình diễn của đội Nga trong Lễ hội Pháo hoa năm 2013.

### Ẩm thực
Ẩm thực Đà Nẵng chịu ảnh hưởng của ẩm thực vùng ven biển miền Trung Việt Nam, đặc biệt là vùng đất xứ Quảng nhưng vẫn có những nét đặc trưng riêng. Gỏi cá Nam Ô gắn liền với tên làng biển Nam Ô. Cá để chế biến là cá mòi, cá tớp, cá cơm, cá trích.
Cẩm Lệ thuộc phường Khuê Trung, quận Hải Châu có món bánh khô mè nổi tiếng trong đó người đi "tiên phong" là bà Huỳnh Thị Điểu, thường gọi là bà Liễu. Bánh khô mè được làm từ bột gạo, bột nếp, đường kính, gừng và mè. Bột gạo pha với bột nếp được cho vào khuôn, hấp cách thủy, nướng khô, "tắm" đường, "tắm" mè... Ruột bánh xốp giòn, đường dẻo, mè chín thơm, thường được người dân dâng cúng ông bà tổ tiên trong những ngày giỗ tết. Hiện nay bánh được sản xuất, tiêu thụ quanh năm cả trong và ngoài nước.

### Một số bài hát về Đà Nẵng
| Bài hát                                 | Tác giả - Nhạc sĩ             | Ca sĩ thể hiện                                      | Thể loại  | Giới thiệu ngắn                              |
| --------------------------------------- | ----------------------------- | --------------------------------------------------- | --------- | -------------------------------------------- |
| Đà Nẵng quê ta giải phóng rồi           | Nguyễn Đức Toàn               | Bích Liên                                           | Cách mạng | Nhạc mừng g.phóng Đà Nẵng s.tác năm 1975     |
| Cô du kích Đà Nẵng                      | Thanh Anh                     | Kim Oanh                                            | Cách mạng |                                              |
| Sông Hàn vang tiếng hát                 | Huy Du                        | NSƯT Kiều Hưng                                      | Cách mạng |                                              |
| Tàu anh qua núi                         | Phan Lạc Hoa                  | Anh Thơ; NSND Thanh Hoa; Hòa Minzy; Thu Minh...     | Cách mạng | Nhạc về chuyến tàu Nam - Bắc tại đèo Hải Vân |
| Người Đà Nẵng                           | Phan Ngọc                     | Kim Tín, Bích Liên, Lan Phương                      | Cách mạng | Nhạc được Đài PT-TH ĐN chọn làm nhạc hiệu    |
| Quảng Nam – Đà Nẵng một khúc ca         | Hoàng Bích                    | Tốp ca                                              | Dân ca    |                                              |
| Huyền thoại Ngũ Hành Sơn                | Vũ Đức Sao Biển               | Tường Nguyên; Lưu Quang Bình                        | Dân ca    |                                              |
| Đà Nẵng yêu thương                      |                               | An Thuyên                                           | Dân ca    |                                              |
| Quảng Nam – Đà Nẵng đất nặng nghĩa tình | Nguyễn Văn Tý                 | Tô Thanh Phương; Bích Liên                          | Trữ tình  |                                              |
| Lời ru cho Đà Nẵng (Lullaby of Danang)  | Hako Yamasaki                 | Khánh Ly                                            | Nhạc phim | N.phim Boat People về nỗi đau của sự mất mát |
| Đà Nẵng thành phố tôi yêu               | Thanh Anh                     | Phi Thúy Hạnh                                       | Trữ tình  |                                              |
| Đà Nẵng tình người                      | Đình Thậm                     | Anh Thơ; NSƯT Thanh Thanh Hiền; NSND Thu Hiền...    | Trữ tình  | Nhạc trữ tình về tình đời, tình người Đ.Nẵng |
| Chiều Đà Nẵng                           | Trần Hoàn                     | NSƯT Phương Anh; Phương Linh                        | Trữ tình  | Bản tình ca về một chiều Đ.Nẵng đầy kỉ niệm  |
| Đà Nẵng trong tim tôi                   | Yên Vy                        | Lưu Ánh Loan                                        | Trữ tình  |                                              |
| Đà Nẵng trong tim tôi                   | Trương Quang Tuấn             | Trọng Tấn                                           | Trữ tình  |                                              |
| Đà Nẵng thành phố tuổi thơ tôi          | Hoàng Dũng                    | Trọng Tấn                                           | Trữ tình  |                                              |
| Đà Nẵng ơi biển hát                     | Tào Khánh Hưng                | Lê Thu Uyên                                         | Trữ tình  |                                              |
| Sông Hàn tình yêu của tôi               | An Thuyên                     | Phạm Phương Thảo; Tố My; Trịnh Nguyễn Hồng Minh     | Trữ tình  |                                              |
| Thành phố đầu biển cuối sông            | Nguyễn Văn Soong              | Tốp ca trường VHNT Đà Nẵng                          | Trữ tình  |                                              |
| Đà Nẵng mến yêu                         | Đình Thậm                     | Cẩm Ly; Quang Linh                                  | Trữ tình  |                                              |
| Sông Hàn tuổi 18                        | Minh Khang                    | Lan Anh                                             | Trữ tình  |                                              |
| Đà Nẵng chiều nắng lạ                   | Nguyễn Minh Anh               | Quang Hào                                           | Trữ tình  |                                              |
| Đà Nẵng quê tôi                         | Lâm Hoàng                     | Thanh Trà                                           | Trữ tình  |                                              |
| Sơn Trà - Miền Tiên Sa                  | Võ Ngọc Bích                  | Bằng Vũ                                             | Trữ tình  |                                              |
| A-Tinh nương xuống phố                  | Trần Cao Vân                  |                                                     | Trữ tình  |                                              |
| Về Đà Nẵng cùng em                      | Lê Xuân Thơm                  | Kiều Trân Hà Linh                                   | Trữ tình  |                                              |
| Huyền diệu sông Hàn                     | Đình Thậm                     | Anh Thơ                                             | Trữ tình  |                                              |
| Tình em xứ Quảng                        | Trần Ngọc                     | Nhiều nghệ sĩ; Bảo Yến; Lê Sang; Quang Lê...        | Trữ tình  | Nhạc về t.yêu đôi lứa và v.đất Q.Nam-Đ.Nẵng  |
| Mời em về thăm phố biển                 | Quỳnh Hợp                     | Quang Hào                                           | Trữ tình  |                                              |
| Tôi yêu Sơn Trà                         | Văn Nhi Phan                  | Thanh Trà                                           | Trữ tình  |                                              |
| Đà Nẵng một thời dấu yêu                | Luân Hoán                     | Nhật Ngân                                           | Trữ tình  |                                              |
| Chuyến phà dĩ vãng                      | Phạm Anh Cường                | Giao Linh                                           | Trữ tình  |                                              |
| Quảng Nam yêu thương                    | Phan Huỳnh Điểu               | Mỹ Tâm; Tân Nhàn; Anh Thơ; Phi Thúy Hạnh; Cẩm Tú... | Trữ tình  | Nhạc về t.yêu và niềm tự hào Q.Nam-Đ.Nẵng    |
| Dáng chiều Hàn giang                    | Võ Ngọc Bích                  | Đinh Diệp Thảo                                      | Trữ tình  |                                              |
| Hát về anh Nguyễn Bá Thanh              | Cao Tâm                       | Khánh Trâm                                          | Trữ tình  |                                              |
| Anh có về Đà Nẵng cùng em               | Trương Anh Tài                | Lê Na                                               | Trữ tình  |                                              |
| Đà Nẵng gọi xuân                        |                               | Công Trứ                                            | Trữ tình  |                                              |
| Đà Nẵng... ngày bão giông               | Nguyễn Minh Châu              | Phương Thanh                                        | Trữ tình  |                                              |
| Đà Nẵng dáng xuân                       | Nguyễn Chính                  | Ý Nhi                                               | Quê hương |                                              |
| Yêu cái mặn mà                          | Trần Quế Sơn                  | NSƯT Hoài Linh; Dương Hồng Loan, Lê Sang; Anh Thơ   | Quê hương | Nhạc về tình yêu mãnh liệt với Q.Nam-Đ.Nẵng  |
| Xa xanh Sơn Trà                         | Quỳnh Hợp                     | Quang Hào                                           | Quê hương |                                              |
| Linh thiêng Thành Điện Hải              | Văn Nhi Phan                  | Công Trứ                                            | Quê hương |                                              |
| Đà Nẵng quê hương tôi                   | Nguyễn Hằng Giang             | Hương Giang                                         | Quê hương |                                              |
| Thành phố biển - Tiếng vọng khơi xa     | Võ Ngọc Bích                  | Bằng Vũ                                             | Quê hương |                                              |
| Đà Nẵng những mùa yêu                   |                               | Thảo Vân                                            | Quê hương |                                              |
| Vẫn mơ về Đà Nẵng                       | Nhật Ngân                     | Ngọc Ngữ; Long Nhật; Quang Linh                     | Quê hương | Nhạc về người con xa quê nhà Đà Nẵng         |
| Đêm sông Hàn                            | Quỳnh Hợp                     | Cao Thái Sơn                                        | Quê hương |                                              |
| Đà Nẵng dáng xưa                        | Anh Tài Huỳnh, Trần Quốc Bảo  | Anh Tài                                             | Quê hương |                                              |
| Bà Nà mây vương                         | Quỳnh Hợp                     | Quang Hào                                           | Quê hương |                                              |
| Đà Nẵng bến xưa                         | Nguyễn Trương Hà Phương       | Thiên Bảo                                           | Quê hương |                                              |
| Về với sông Hàn                         | Phan Huỳnh Điểu               | Tố Nga                                              | Quê hương |                                              |
| Lung linh Đà Nẵng                       | Lê Đăng Khoa                  | Minh Quang                                          | Quê hương |                                              |
| Chuyện tình Tiên Sa                     | Phan Ngọc                     | Tùng Dương                                          | Quê hương | Bản t.ca buồn lấy b.cảnh biển Tiên Sa        |
| Mai em về Hải Vân đẹp lắm               | Quỳnh Hợp                     | Trần Hồng Kiệt                                      | Quê hương |                                              |
| Đà Nẵng tôi yêu                         | Quỳnh Hợp                     | Đàm Vĩnh Hưng; Hồ Quỳnh Hương                       | Quê hương | Nhạc về người, cảnh và niềm tự hào Đà Nẵng   |
| Tình yêu Đà Nẵng                        | Trần Ái Nghĩa                 | Nguyễn Ngọc Anh                                     | Quê hương | Nhạc về phong cảnh Đ.Nẵng và t.yêu mãnh liệt |
| Rộn ràng Đà Nẵng                        | Đỗ Ngọc Trung, Trần Quốc Dũng | Ngọc Trung                                          | Quê hương |                                              |
| Rượu xuân                               | Quỳnh Hợp                     | Vy Oanh, Nguyễn Phi Hùng                            | Quê hương |                                              |
| Đà Nẵng thành phố triệu nụ cười         | Hoàng Bích                    | Tốp ca nữ                                           | Quê hương |                                              |
| Đà Nẵng - Thành phố niềm tin            | Nam An                        | Hoàng Long                                          | Quê hương |                                              |
| Thành phố biển xanh                     | Quỳnh Hợp                     | Y Jang Tuyn                                         | Quê hương |                                              |
| Bồng bềnh cáp treo                      | Quỳnh Hợp                     | Hà Anh Tuấn; Quang Hào                              | Quê hương |                                              |
| Đà Nẵng của tôi                         | Nguyễn Văn Tám                |                                                     | Quê hương |                                              |
| Đà Nẵng điểm hẹn tuổi thơ               | Trịnh Tuấn Khanh              | Trịnh Nguyễn Hồng Minh                              | Quê hương |                                              |
| Xôn xao Đà Nẵng                         | Quỳnh Hợp                     | Mỹ Tâm                                              | Nhạc trẻ  |                                              |
| Tháng Ba - Đêm pháo hoa                 | Quỳnh Hợp                     | Tống Hạo Nhiên                                      | Nhạc trẻ  |                                              |
| Đà Nẵng - Nhịp điệu thành phố           | Trần Ái Nghĩa                 | Hồ Quỳnh Hương                                      | Nhạc trẻ  | Nhạc khí thế cổ động sự ph.triển của Đà Nẵng |
| Sông Hàn vui hội pháo hoa               | Quỳnh Hợp                     | Trà My Idol                                         | Nhạc trẻ  |                                              |
| Đà Nẵng cất cánh bay                    | Minh Châu                     | Hợp ca                                              | Nhạc trẻ  |                                              |
| Đà Nẵng ơi! Tổ quốc đang hướng về!      | Phạm Trường                   | Hợp ca                                              | Nhạc trẻ  | Nhạc cổ động Đà Nẵng trong đ.dịch COVID-19   |
| Nụ cười Đà Nẵng                         | Phương Phương                 | Phương Phương, An Na                                | Nhạc trẻ  |                                              |
| Lung linh đêm Đà Nẵng                   | Nguyễn Thụy Kha               | Phương Linh                                         | Nhạc trẻ  |                                              |
| Welcome to Da Nang                      | Vũ Bảo                        | Thiên Ân; Lona Kiều Loan; Anh Tú                    | Nhạc trẻ  | Nhạc năng động phù hợp để diễn văn nghệ      |
| Tuyệt vời Đà Nẵng                       | Only C                        | Only C                                              | Nhạc trẻ  | C.xúc khi về quê nhà Đ.Nẵng có q.bá du lịch  |
| Đà Nẵng nhớ bạn                         | Lê Cát Trọng Lý               | Lê Cát Trọng Lý                                     | Nhạc trẻ  |                                              |
| Chào Đà Nẵng                            | Nguyễn Anh Phi                | Hợp ca                                              | Nhạc trẻ  |                                              |
| Đà Nẵng vẫy gọi yêu                     | Lê Minh Phương                | Vũ Bảo                                              | Nhạc trẻ  |                                              |
| Đà Nẵng nhớ thương                      | Kim Thu Phong                 | Kim Thu Phong                                       | Nhạc trẻ  |                                              |
| Đà Nẵng by night                        |                               | BiTu, Đức Knight                                    | Nhạc trẻ  |                                              |
| Vì Đà Nẵng có anh                       | Kim Thu Phong                 | Kim Thu Phong                                       | Nhạc trẻ  | Nhạc R&B nhẹ nhàng về tình yêu đôi lứa       |

### Một số phim ảnh quay tại Đà Nẵng (hoặc có liên quan)
| Năm  | Nhãn | Tựa tiếng Anh                  | Tựa tiếng Việt                       | Đạo diễn                    | Diễn viên                                       | Nước sản xuất | Thể loại                       | Trình chiếu             |
| ---- | ---- | ------------------------------ | ------------------------------------ | --------------------------- | ----------------------------------------------- | ------------- | ------------------------------ | ----------------------- |
| 1982 | C    | Boat People                    | Thuyền Nhân                          | Hứa An Hoa                  | Lâm Tử Tường, Lưu Đức Hoa                       | Trung Quốc    | Điện ảnh, chính kịch           |                         |
| 1987 | C    | Full Metal Jacket              | Áo Giắp Sắt                          | Stanley Kubrick             | Matthew Modine, R. Lee Ermey, Vincent D'Onofrio | Mỹ            | Điện ảnh, chiến tranh          |                         |
| 1996 | T13  |                                | Huyền Thoại Mẹ                       | Trần Quốc Trọng             | Lê Công Tuấn Anh                                | Việt Nam      | Điện ảnh, chính kịch           | VTV1                    |
| 2002 | T13  |                                | Phố Hoài                             | Song Chi                    | Dũng Nhi, Minh Đức                              | Việt Nam      | Loạt phim, chính kịch          | HTV7                    |
| 2002 | K    | Daughter from Danang           | Đứa Con Gái Từ Đà Nẵng               | Gail Dolgin, Vicente Franco | Mai Thị Kim                                     | Mỹ            | Điện ảnh, tài liệu             |                         |
| 2002 | T16  | Path To War                    | Đường Đến Chiến Tranh                | John Frankenheimer          | Michael Gambon                                  | Mỹ            | Điện ảnh, tiểu sử              | HBO, Cinemax            |
| 2002 | T16  | The Quiet American             | Người Mỹ Trầm Lặng                   | Phillip Noyce               | Michael Caine, Brendan Fraser, Đỗ Thị Hải Yến   | Mỹ            | Điện ảnh, chiến tranh          |                         |
| 2006 | T16  | The White Silk Dress           | Áo Lụa Hà Đông                       | Lưu Huỳnh                   | Trương Ngọc Ánh, NSND Quốc Khánh                | Việt Nam      | Điện ảnh, chính kịch           |                         |
| 2007 | T16  | Muoi: The Legend Of A Portrait | Mười                                 | Kim Tae-kyeong              | Cha Ye-ryeon, Jo An                             | Hàn Quốc      | Điện ảnh, kinh dị              |                         |
| 2015 | P    | Black Knight Decoded           | Giải Mã Kỵ Sỹ Đen                    | Jabbar Raisani              | David Oyelowo, Freida Pinto, Layla Crawford     | Mỹ            | Phim ngắn, khoa học viễn tưởng |                         |
| 2016 | T13  |                                | Zippo, Mù Tạt Và Em                  | Trọng Trinh, Bùi Tiến Huy   | Hồng Đăng, Lã Thanh Huyền, Mạnh Trường          | Việt Nam      | Loạt phim, chính kịch          | VTV3                    |
| 2017 | T13  | Kong: Skull Island             | Kong: Đảo Đầu Lâu                    | Jordan Vogt-Roberts         | Tom Hiddleston, Samuel L. Jackson, Brie Larson  | Mỹ            | Điện ảnh, hành động            | HBO, Cinemax, Warner TV |
| 2017 | T13  | The Girl From Yesterday        | Cô Gái Đến Từ Hôm Qua                | Phan Gia Nhật Linh          | Ngô Kiến Huy, Miu Lê                            | Việt Nam      | Điện ảnh, chính kịch           | K+ Cine                 |
| 2018 | T13  | My Sassy Girl                  | Yêu Em Bất Chấp                      | Văn Công Viễn               | Hoài Lâm, Ngọc Thanh Tâm                        | Việt Nam      | Điện ảnh, tình cảm             |                         |
| 2019 | T16  | Dreamy Eyes                    | Mắt Biếc                             | Victor Vũ                   | Trúc Anh, Trần Nghĩa                            | Việt Nam      | Điện ảnh, tình cảm             |                         |
| 2019 | T16  | YOLO The Movie                 | YOLO - Bạn Chỉ Sống Một Lần          | Phan Minh                   | Cường Seven, Soobin Hoàng Sơn                   | Việt Nam      | Điện ảnh, phim ca nhạc         |                         |
| 2020 | K    | Sky Tour: The Movie            | Sơn Tùng M-TP: Sky Tour Movie        | Sơn Tùng M-TP               | Sơn Tùng M-TP                                   | Việt Nam      | Điện ảnh, phim tài liệu        |                         |
| 2021 | T18  | The Ancestral                  | Bóng Đè                              | Lê Văn Kiệt                 | Lâm Thanh Mỹ, Quang Tuấn                        | Việt Nam      | Điện ảnh, kinh dị              |                         |
| 2021 | T18  | The Protégé                    | Nữ Sát Thủ                           | Martin Campbell             | Michael Keaton, Maggie Q, Samuel L. Jackson     | Mỹ            | Điện ảnh, hành động            | HBO, Cinemax, Box Hits  |
| 2023 | T16  | A Tourist's Guide to Love      | Hành Trình Tình Yêu Của Một Du Khách | Steven K. Tsuchida          | Rachael Leigh Cook, Scott Ly                    | Mỹ            | Điện ảnh, phiêu lưu            | Netflix                 |
| 2023 | T18  | Taxi Driver 2                  | Ẩn Danh 2                            | Lee Dan                     | Lee Je-hoon, Kim Eui-sung, Pyo Ye-jin           | Hàn Quốc      | Loạt phim, hành động           | K+ Cine                 |
| 2024 | T13  |                                | Đi Về Phía Lửa                       | Trần Thanh Huy              | Lãnh Thanh, Trần Ngọc Vàng, Xuân Phúc           | Việt Nam      | Loạt phim, chính kịch          | K+ Cine, VTV3           |
| 2024 | T16  | On Top                         | Kèo Trên                             | Sơn Vũ, BB Trần             | BB Trần, Tuti, Hải Triều                        | Việt Nam      | Điện ảnh, tình cảm             |                         |

## Quan hệ quốc tế

### Thành phố kết nghĩa
Đà Nẵng là thành phố kết nghĩa với:
- Hải Phòng, Việt Nam
- Battambang, Campuchia
- Champasak, Lào
- Savannakhet, Lào
- Kunming, Trung Quốc
- Daegu, Hàn Quốc
- Changwon, Gyeongsang Nam, Hàn Quốc
- Khon Kaen, Thái Lan
- Mukdahan, Thái Lan
- Oakland, California, Hoa Kỳ
- Pittsburgh, Pennsylvania, Hoa Kỳ
- Tangier, Maroc[242]
- Timișoara,Timiş, România
- Toluca, México, México[243]

### Hợp tác và tình hữu nghị
Ngoài các thành phố kết nghĩa, Đà Nẵng còn hợp tác với:
- Attapeu, Lào
- Saravane, Lào
- Sekong, Lào
- Kolkata, Tây Bengal, Ấn Độ
- Surat, Gujarat, Ấn Độ
- Sơn Đông, Trung Quốc
- Macao, Trung Quốc
- Sakai, Osaka, Nhật Bản
- Hwaseong, Hàn Quốc
- Borås, Västergötland, Thụy Điển
- Salo, Phần Lan
- Nord-Pas-de-Calais, Pháp
- Nantes, Pháp
- Rotterdam, Zuid-Holland, Hà Lan
- Wallonie, Bỉ
- Stuttgart, Baden-Württemberg, Đức
- Yaroslavl, Nga
- Grodno, Grodno, Belarus
- Košice, Košice, Slovakia[244]
- Houston, Texas, Hoa Kỳ
- Queens, New York, Hoa Kỳ
- Queensland, Úc
- Nam Úc, Úc
- Newcastle, New South Wales, Úc
- Calgary, Canada
- Winnipeg, Canada

### Cảng hữu nghị
- Kawasaki, Kanagawa, Nhật Bản

## Một số nhân vật người Đà Nẵng nổi tiếng

### Chính trị
- Phan Diễn (s.1937): Ủy viên Bộ Chính trị (1997-2006), Bí thư Thành ủy Thanh phố Đà Nẵng (2000-2002), Thường trực Ban Bí thư (2002-2006).
- Nguyễn Bá Thanh (1953-2015): Chủ tịch Ủy ban Nhân dân Thành phố Đà Nẵng (1997-2003), Bí thư Thành ủy Thành phố Đà Nẵng (2003-2013), Chủ tịch Hội đồng Nhân dân Thành phố Đà Nẵng (2003-2013), Trưởng đoàn Đại biểu Quốc hội của đoàn Thành phố Đà Nẵng, Trưởng Ban Nội chính Trung ương (2012-2015), Phó trưởng Ban chỉ đạo Trung ương về phòng, chống tham nhũng - trực thuộc Bộ Chính trị.
- Hồ Nghĩa Dũng (s. 1950): Bí thư Tỉnh ủy Quảng Ngãi (2002-2007), Bộ trưởng Bộ Giao thông Vận tải (2006-2011).
- Nguyễn Ngọc Quang (s. 1958): Bí thư Tỉnh ủy, Chủ tịch Hội đồng Nhân dân tỉnh Quảng Nam (2016-2019).
- Trần Đức Quận (s. 1967): Bí thư Tỉnh ủy tỉnh Lâm Đồng, Chủ tịch Hội đồng Nhân dân tỉnh Lâm Đồng (2020-2025).
- Dương Anh Đức (s. 1968): Phó Chủ tịch Ủy ban Nhân dân Thành phố Hồ Chí Minh (2020-nay), Giám đốc Sở Thông tin - Truyền thông Thành phố Hồ Chí Minh (2017-2020), Phó Giám đốc Đại học Quốc gia Thành phố Hồ Chí Minh (2015-2017).

### Quân sự
- Thoại Ngọc Hầu (1761-1829): danh tướng nhà Nguyễn trong lịch sử Việt Nam.
- Trần Quang Diệu (1760-1802): danh tướng nhà Tây Sơn, bạn thuở bé với Thoại Ngọc Hầu.
- Ông Ích Đường (1884-1908): thanh niên yêu nước, cháu nội của Ông Ích Khiêm, trước khi bị thực dân Pháp chém chết đã ung dung nói: "Dân nước Nam như cỏ cú, giết Đường này còn có trăm nghìn Đường khác. Bao giờ hết mía mới hết Đường!".

### Thể thao
- Hoàng Quý Phước (s. 1993): vận động viên bơi lội Việt Nam, Huy chương Vàng 100m bơi bướm tại SEA Games 26 năm 2011, Indonesia (với thành tích 5307 đã phá sâu kỷ lục SEA Games (5382) lẫn kỷ lục quốc gia (5356)).
- Phan Thanh Hùng (s. 1960): cựu cầu thủ và Huấn luyện viên bóng đá Việt Nam, Huấn luyện viên trưởng Đội tuyển Quốc gia và Đội tuyển U23 Quốc gia Việt Nam năm 2012.
- Huỳnh Quốc Anh (s. 1985): cầu thủ Đội tuyển Quốc gia và Đội tuyển U23 Quốc gia Việt Nam. Anh cùng với SHB Đà Nẵng đã có 2 chức Vô địch V-League vào mùa giải 2009 và 2012; một Cúp Quốc gia 2009 và Quả bóng Vàng Việt Nam năm 2012.

### Văn hóa

Lưu Quang Vũ.

- Huỳnh Thị Bảo Hòa (1896-1982): nữ sĩ Việt Nam thời hiện đại, là một trong số ít tác giả nữ đầu tiên viết tiểu thuyết bằng chữ Quốc ngữ, người phụ nữ thuộc hàng tiên phong trong phong trào Duy Tân ở Việt Nam.
- Phan Huỳnh Điểu (1924-2015): nhạc sĩ tiêu biểu của nền âm nhạc đương đại Việt Nam với những đóng góp to lớn cho sự phát triển của âm nhạc Việt Nam trong thế kỷ XX. Ông được mệnh danh là "Con chim vàng của nền âm nhạc Việt Nam".
- Lưu Quang Vũ (1948-1988): nhà soạn kịch, nhà thơ và nhà văn hiện đại của Việt Nam.
- Kasim Hoàng Vũ (s. 1979): ca sĩ; cha là người Ai Cập và mẹ là ca sĩ nhạc rock Bích Phương.
- Mỹ Tâm (Phan Thị Mỹ Tâm, s. 1981): ca sĩ, diễn viên.
- Nam Cường (Nguyễn Nam Cường, s. 1985): ca sĩ.
- Lê Cát Trọng Lý (s. 1987): ca sĩ, nhạc sĩ.
- Only C (Nguyễn Phúc Thạch, s. 1988): nhạc sĩ, ca sĩ.
- Lê Hoàng: ca sĩ, thành viên của nhóm nhạc nam The Men.
- Thanh Hằng (Phạm Thị Thanh Hằng): người mẫu, diễn viên, ca sĩ.
- Trang Cherry ( Hoàng Thị Thu Trang): diễn viên, đã từng tham gia bộ phim Việt Nam nổi tiếng Sống chung với mẹ chồng.
- Trương Thế Vinh: diễn viên, ca sĩ.
- Nguyễn Công Trí: nhà thiết kế thời trang.
- MC - diễn viên Trần Thùy Trang

### Hoa hậu, Hoa khôi
- Trần Thị Thùy Dung: Hoa hậu Việt Nam 2008.
- Trương Thị Diệu Ngọc: Hoa khôi Áo dài Việt Nam 2016.
- Đặng Thị Lệ Hằng: Á hậu 2 Hoa hậu Hoàn vũ Việt Nam 2015.
- Huỳnh Thị Thanh Thủy: Hoa hậu Việt Nam 2022, Hoa hậu Quốc tế 2024.